# Tourisme dans les Hautes-Pyrénées
Le tourisme dans les Hautes-Pyrénées constitue la première activité économique du département. Il résulte notamment de la pratique du pèlerinage à Lourdes, de l'attrait du pyrénéisme et de certains sites culturels.

## Lourdes, centre de pèlerinage

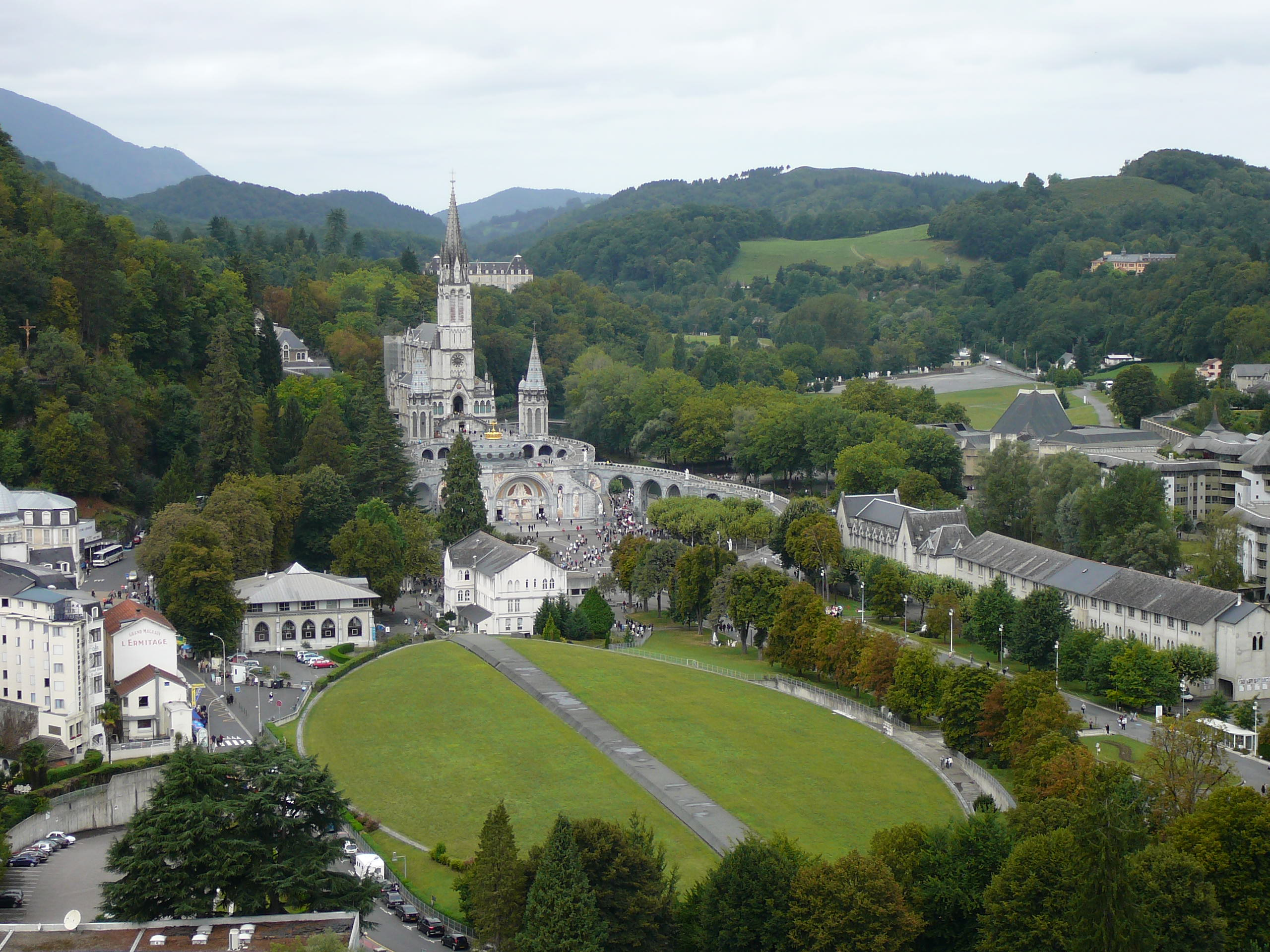
Sanctuaires Notre-Dame de Lourdes

Lourdes accueille chaque année 6 millions de pèlerins et visiteurs venus du monde entier,,, dont environ 60 000 malades et invalides. C'est, en Europe, le deuxième lieu de pèlerinage catholique en termes de fréquentation.

### Patrimoine religieux

#### Galerie d'images

Sélection de vues des basiliques
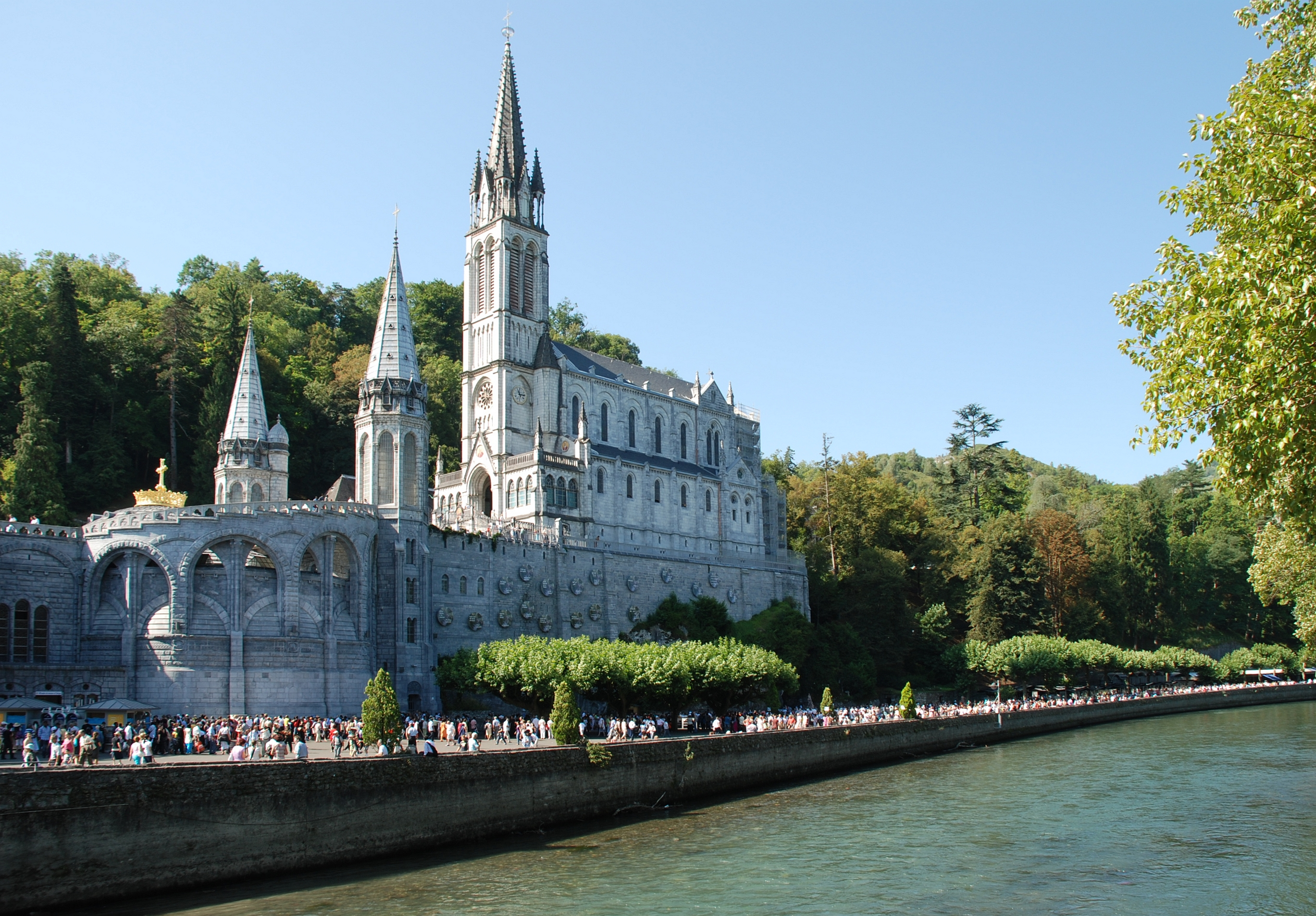
Basilique de l'Immaculée-Conception de Lourdes
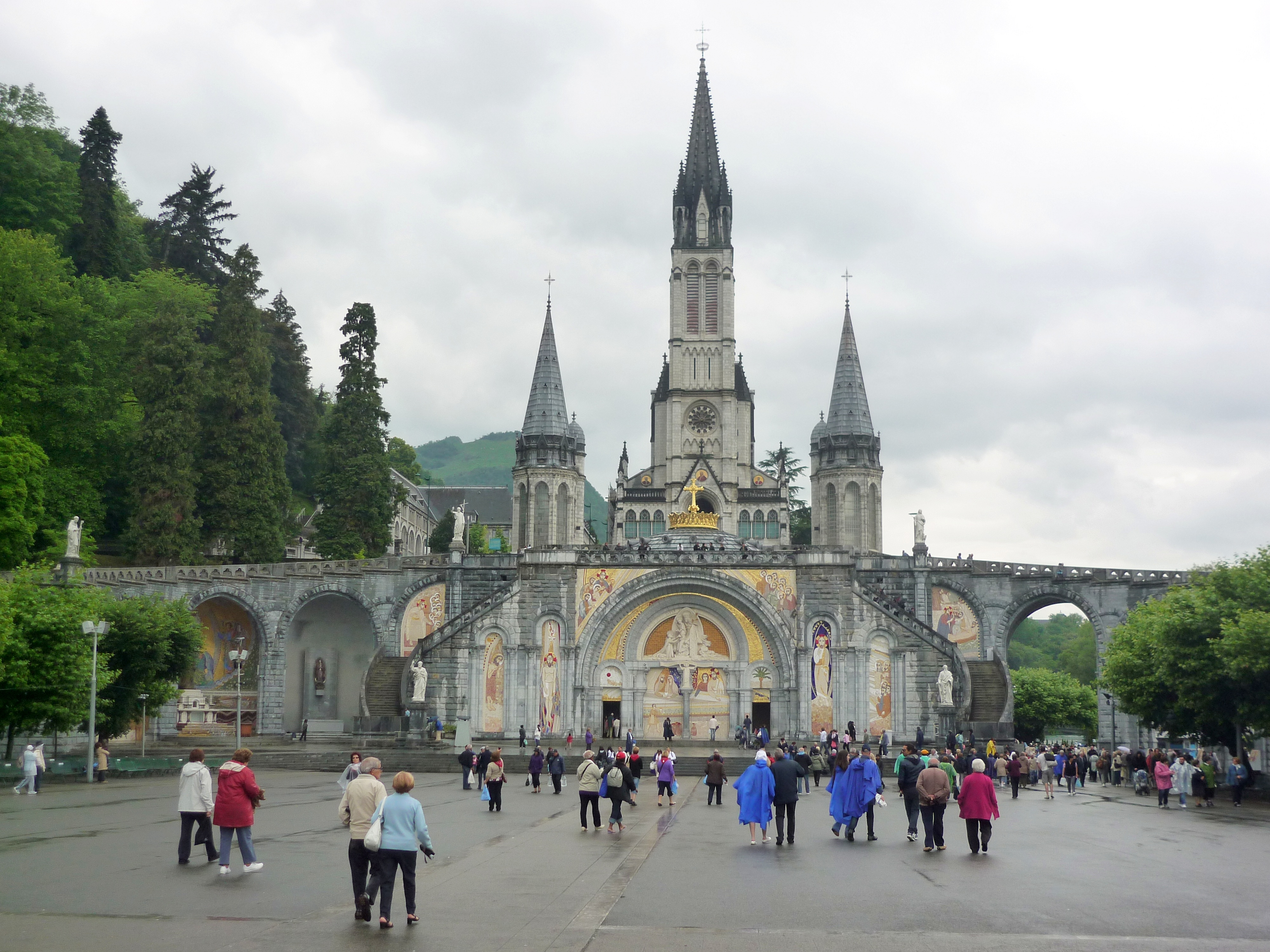
Basilique Notre-Dame-du-Rosaire de Lourdes
Basilique Saint-Pie-X de Lourdes

Sélection de vues des églises
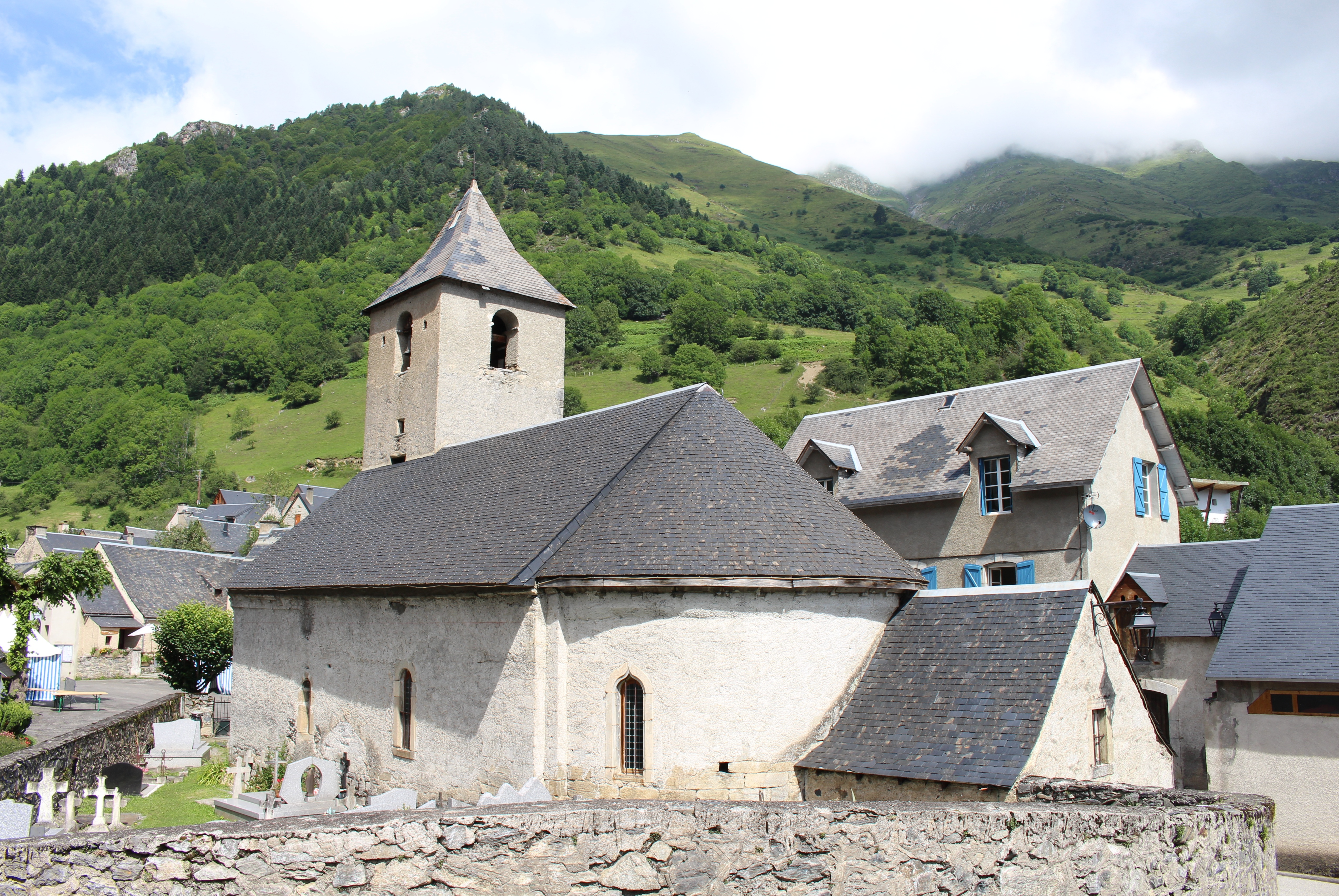
Église Saint-Félix-de-Valois d'Aulon
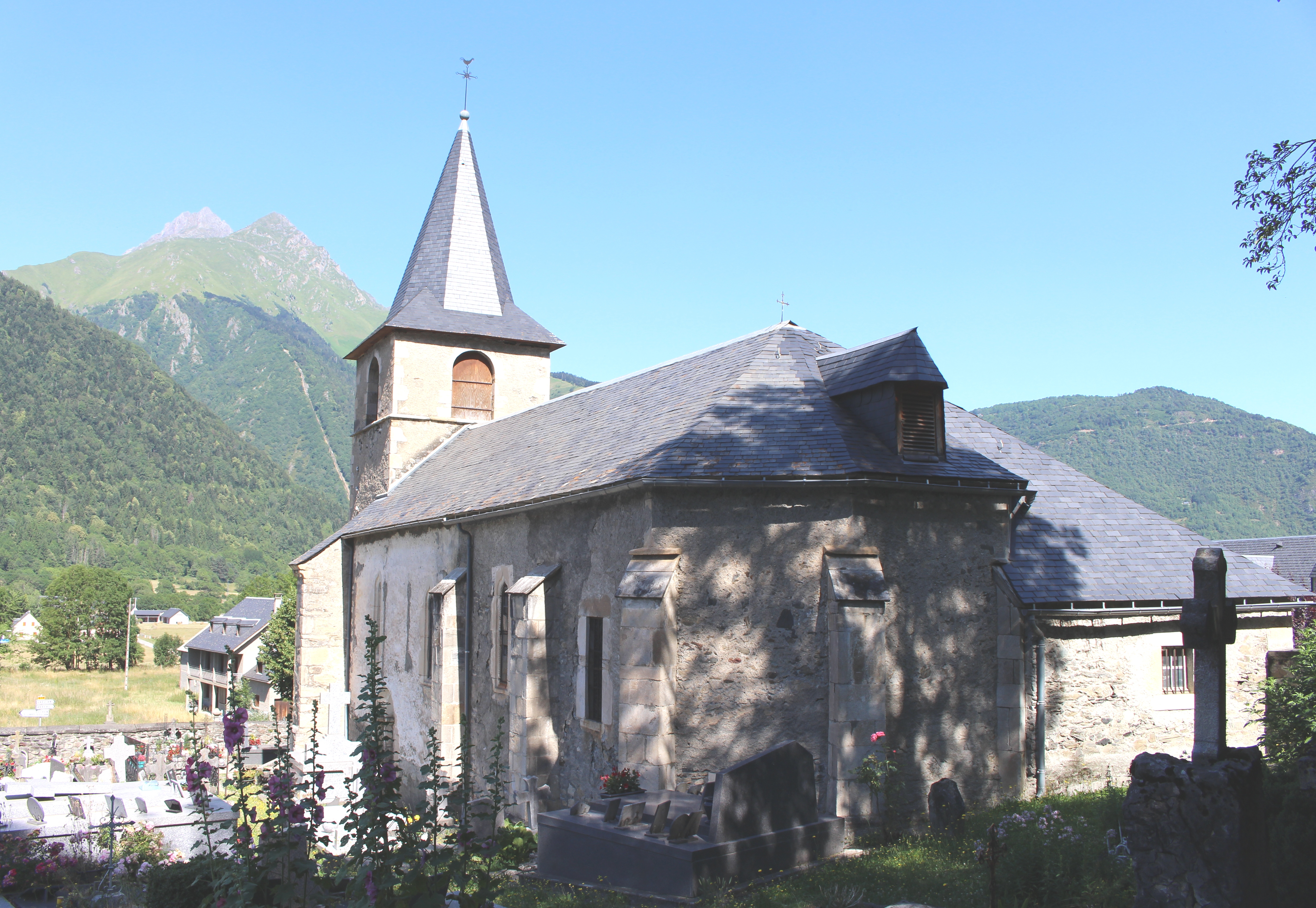
Église Saint-Michel de Bazus-Aure
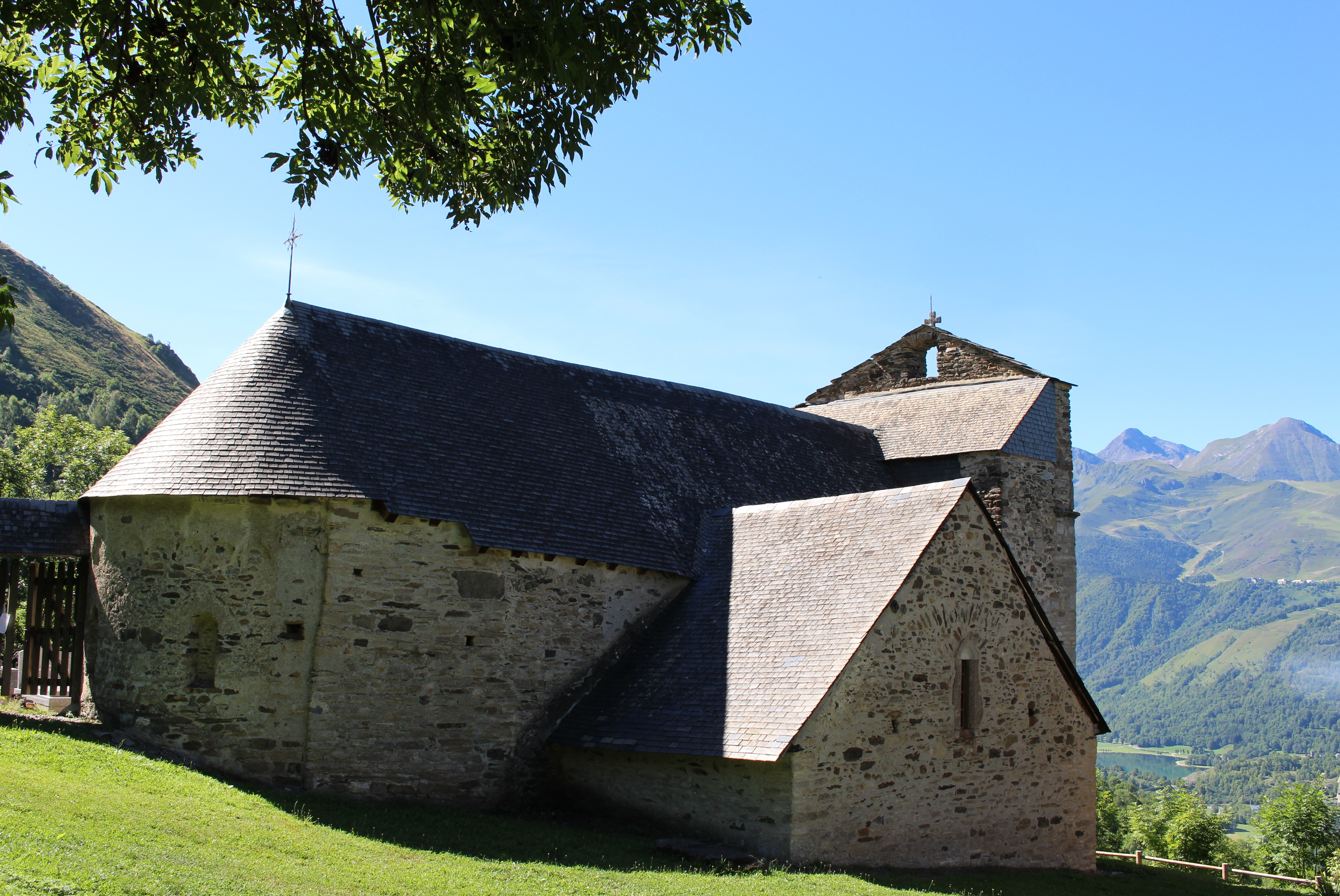
Église Saint-Calixte de Cazaux-Fréchet-Anéran-Camors
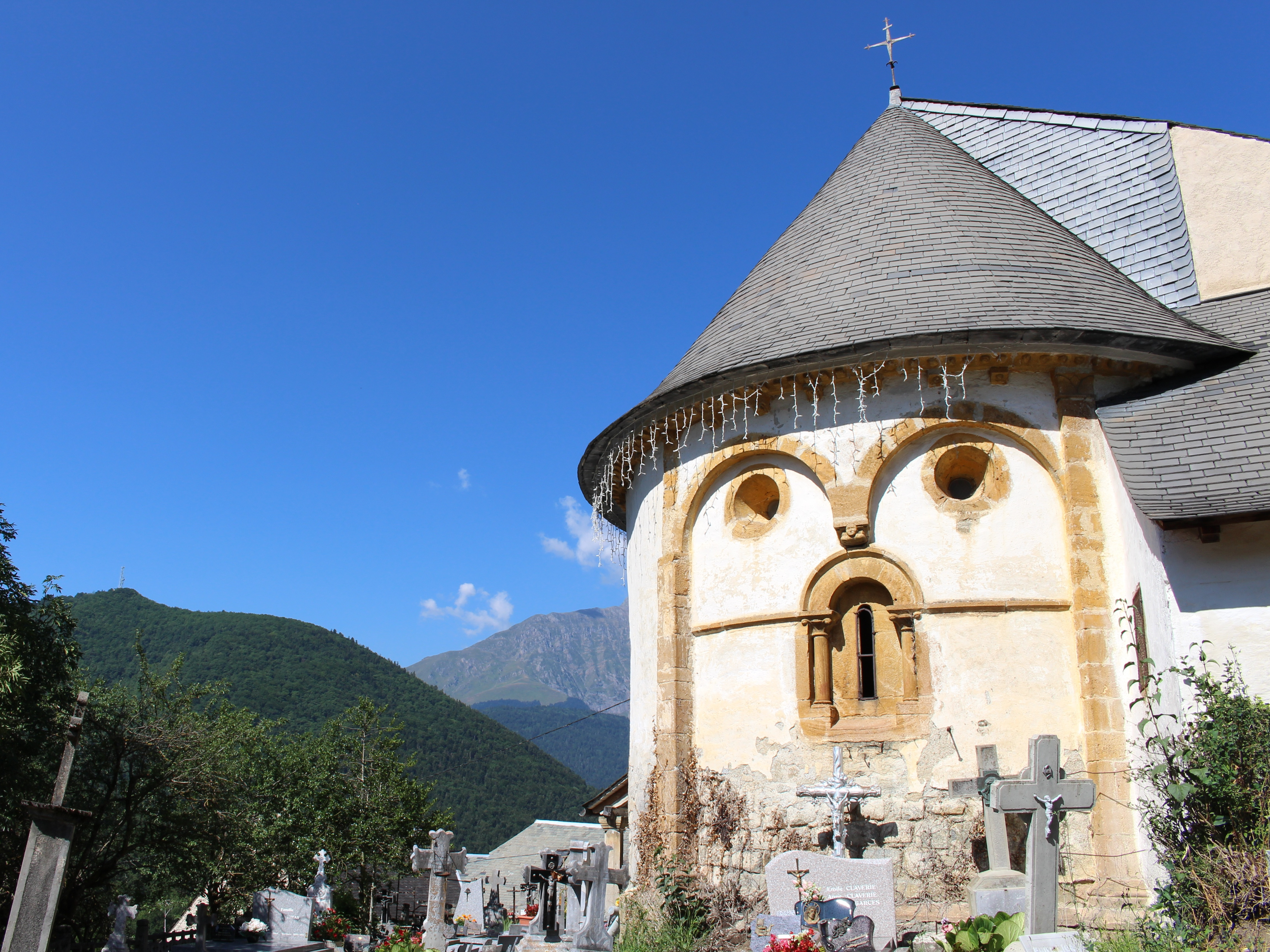
Église Saint-Laurent de Jézeau
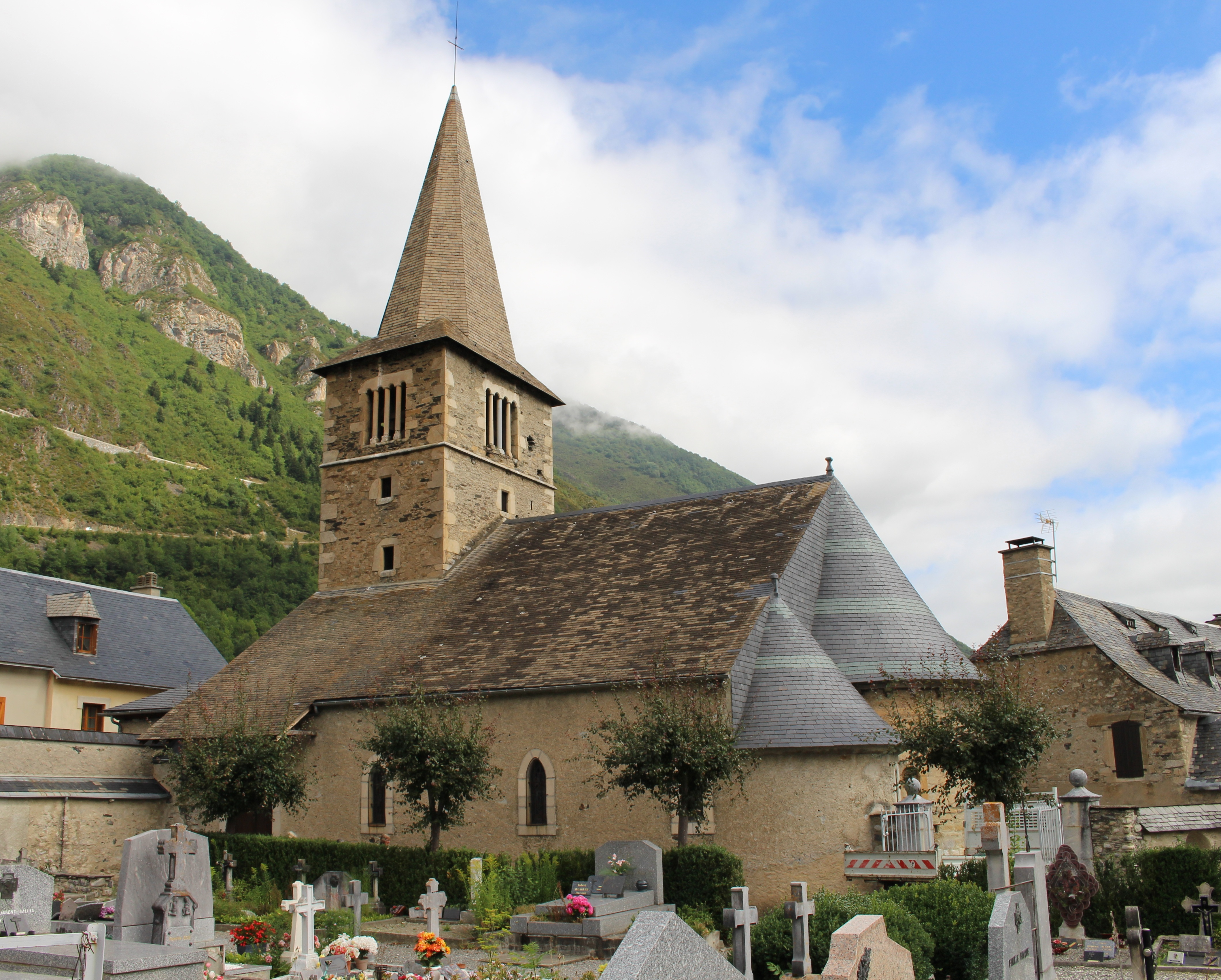
Église Saint-Barthélémy de Vielle-Aure

Sélection de vues des chapelles
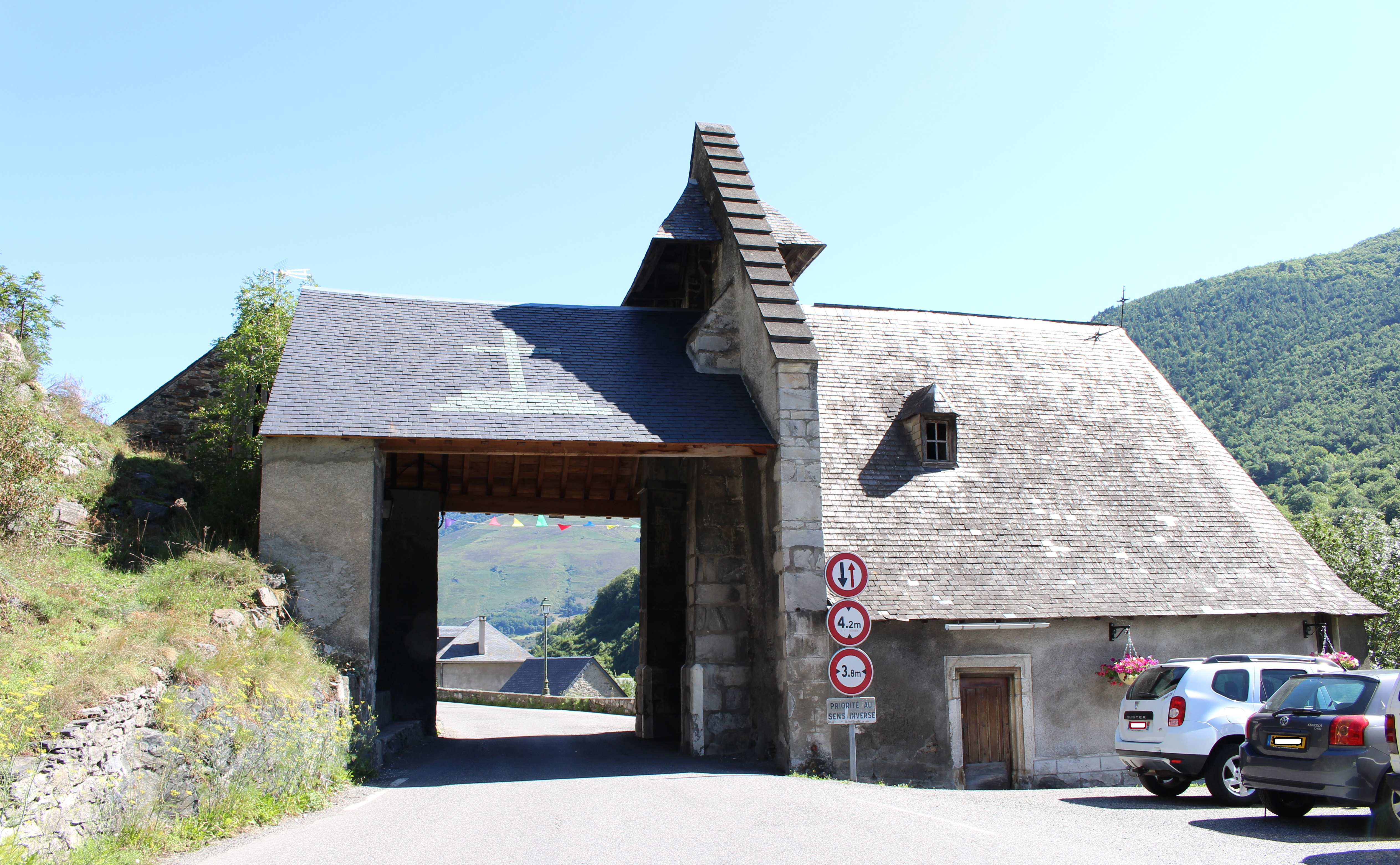
Chapelle de Cadéac
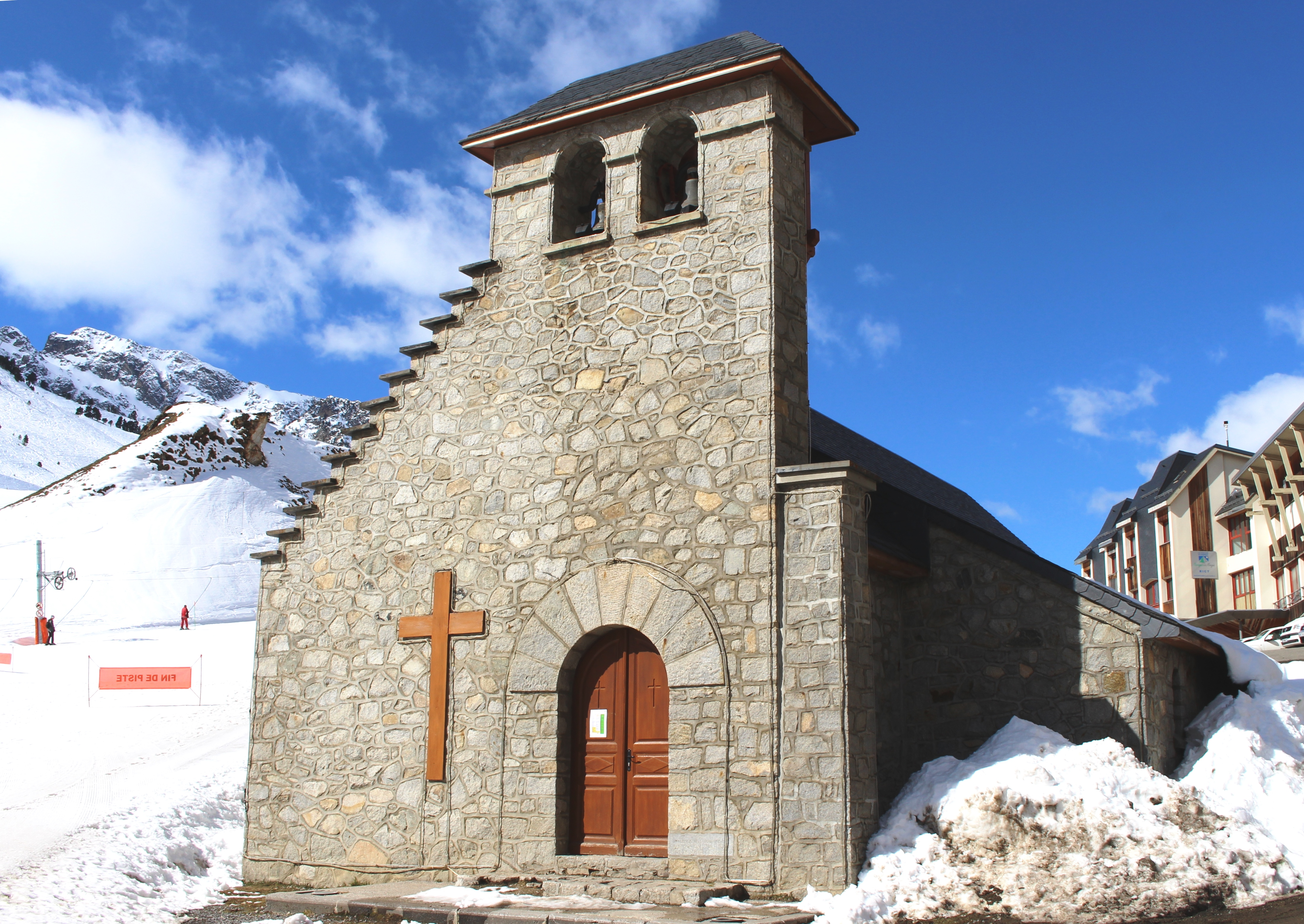
Chapelle Notre-Dame de La Mongie
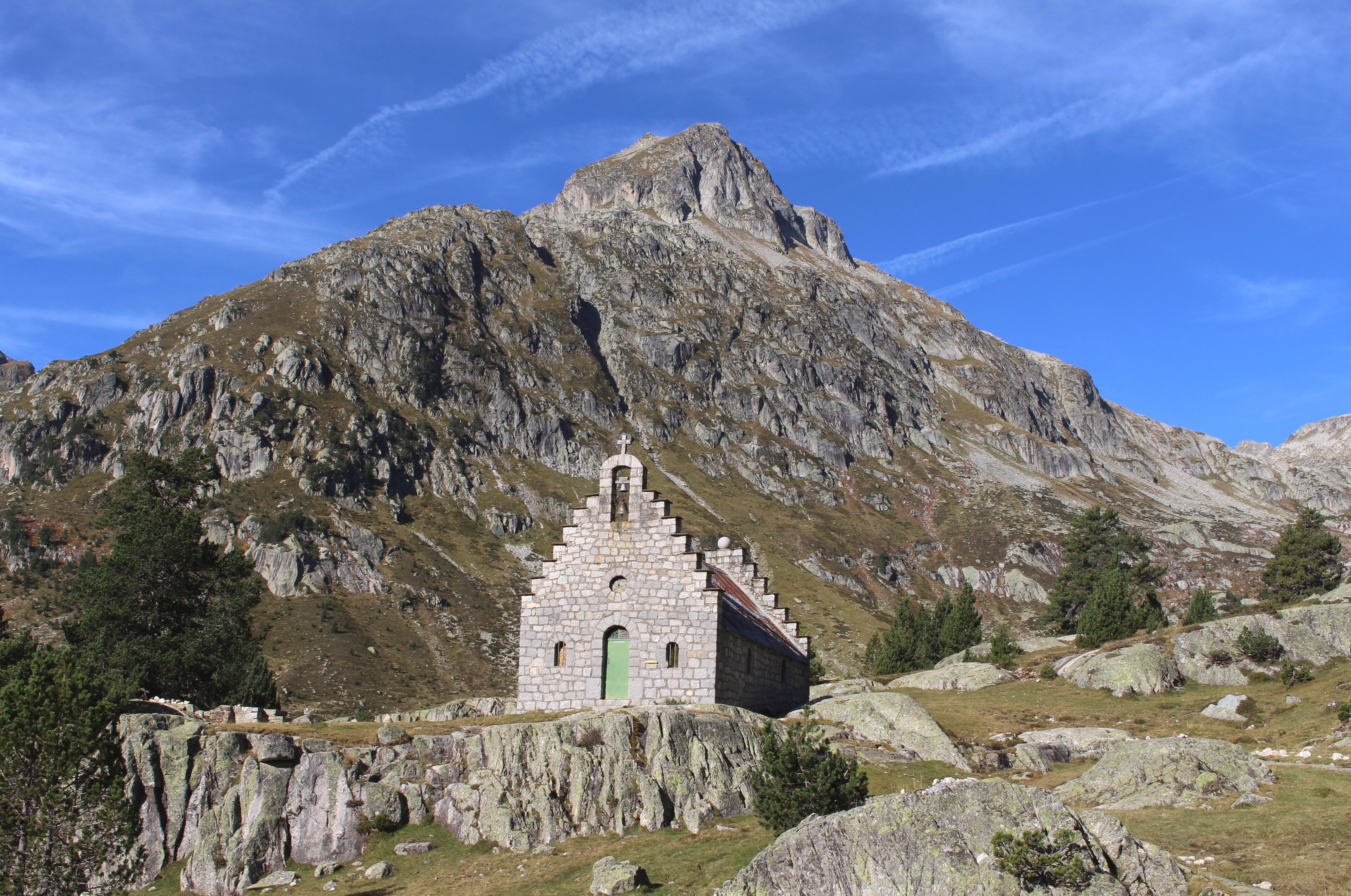
Chapelle du Marcadau
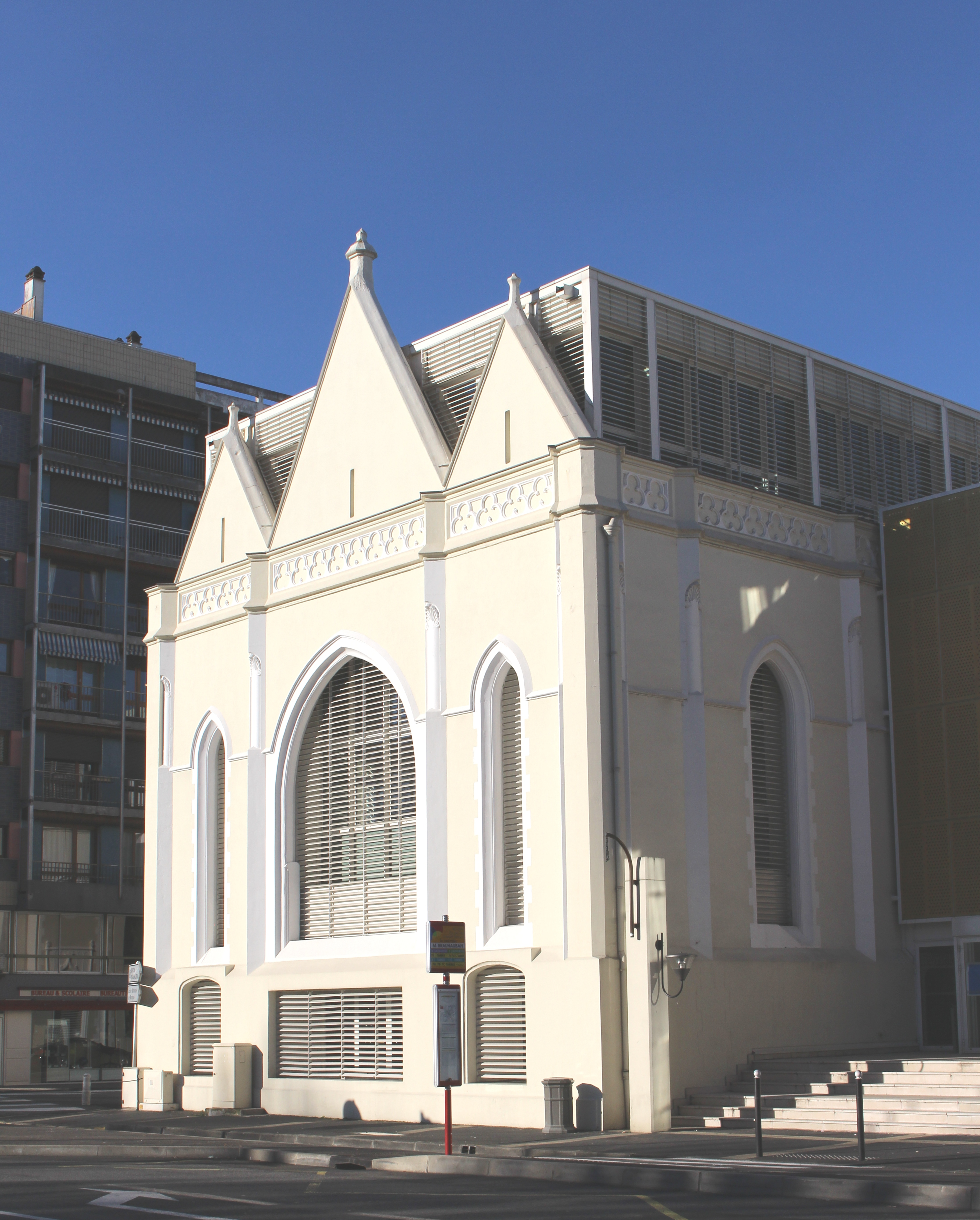
Chapelle du conservatoire de Tarbes
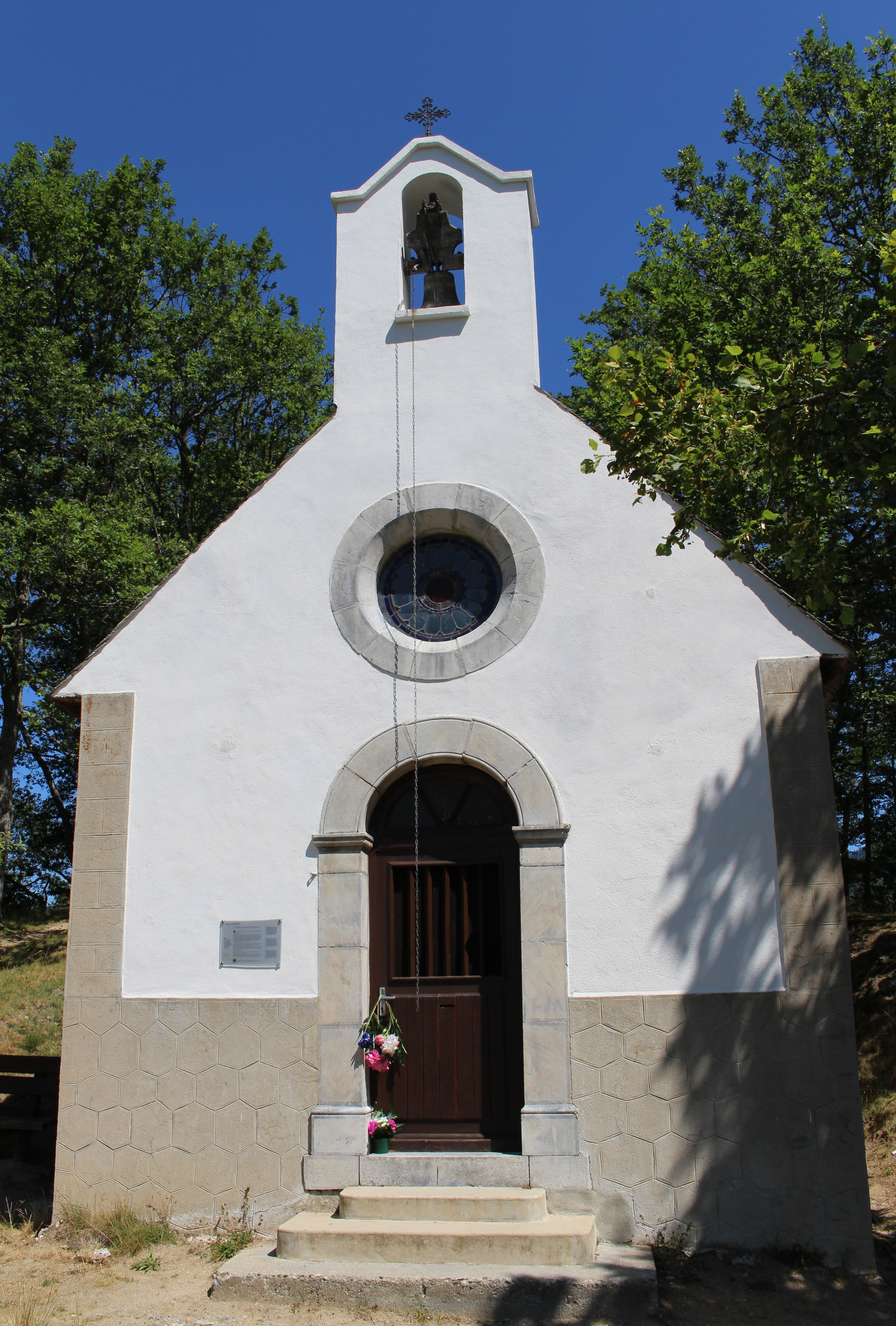
Chapelle Notre-Dame des Neiges de Ris
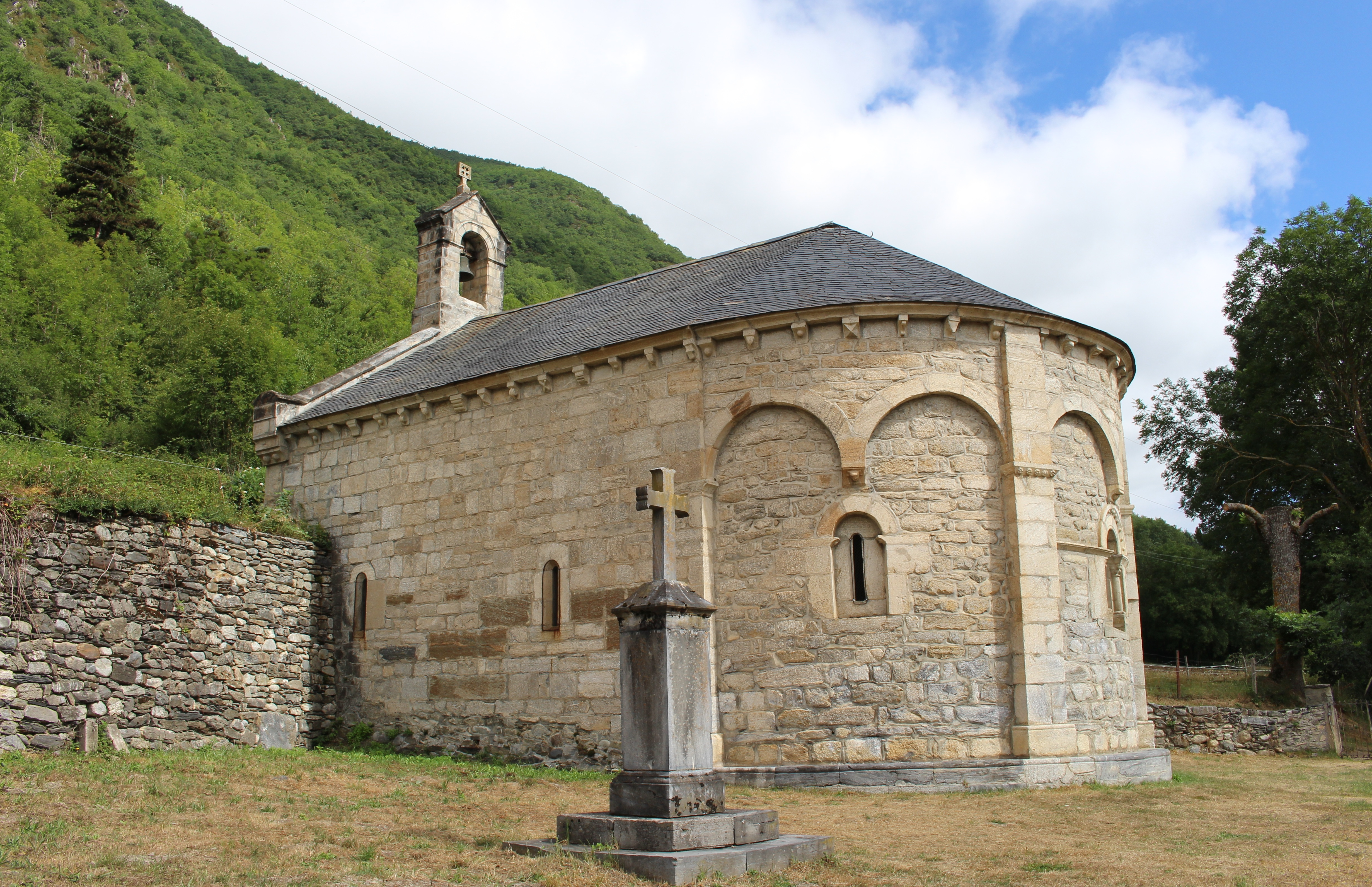
Chapelle Saint-Pierre d'Agos

## Pyrénéisme

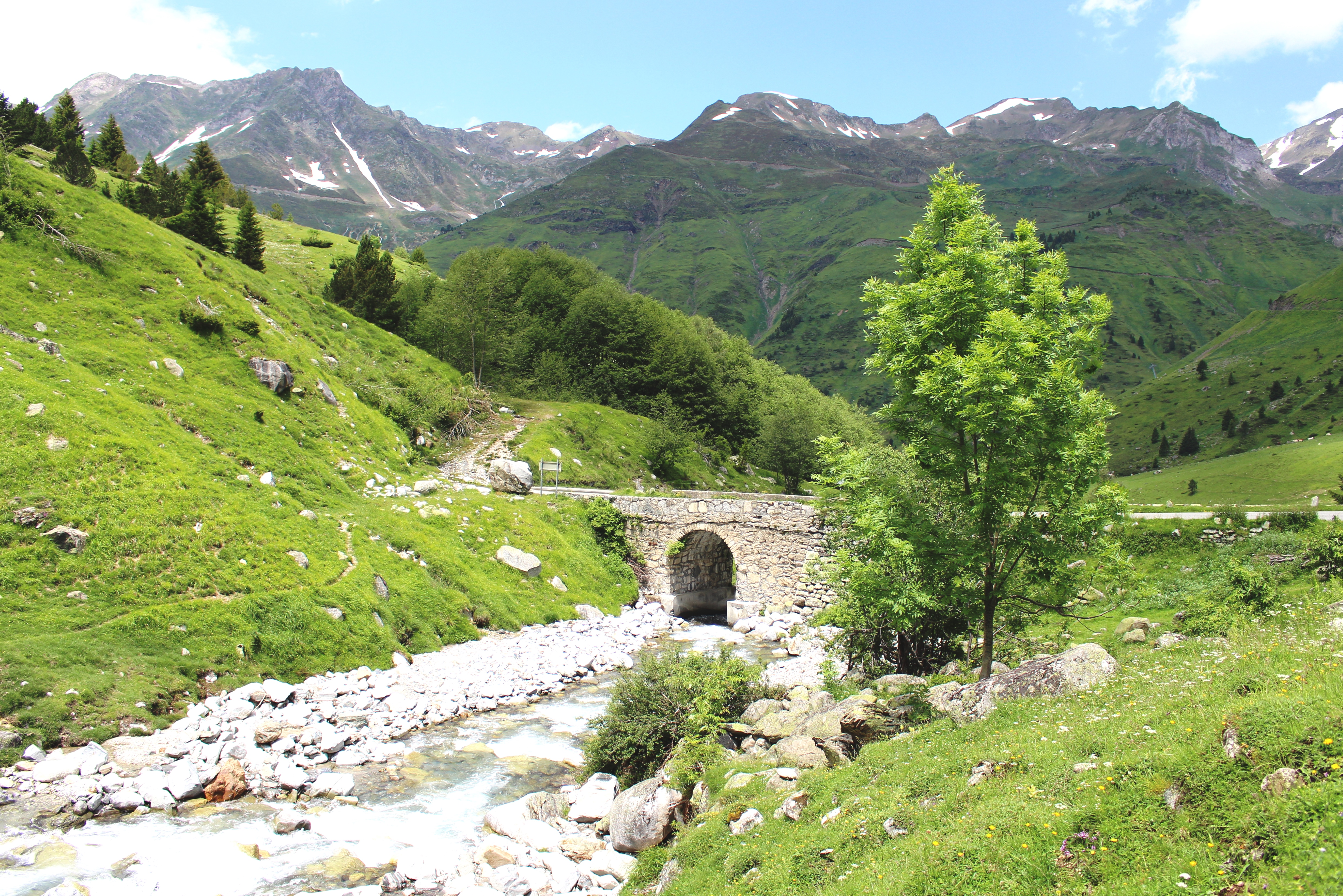
Pont de la Gaubie

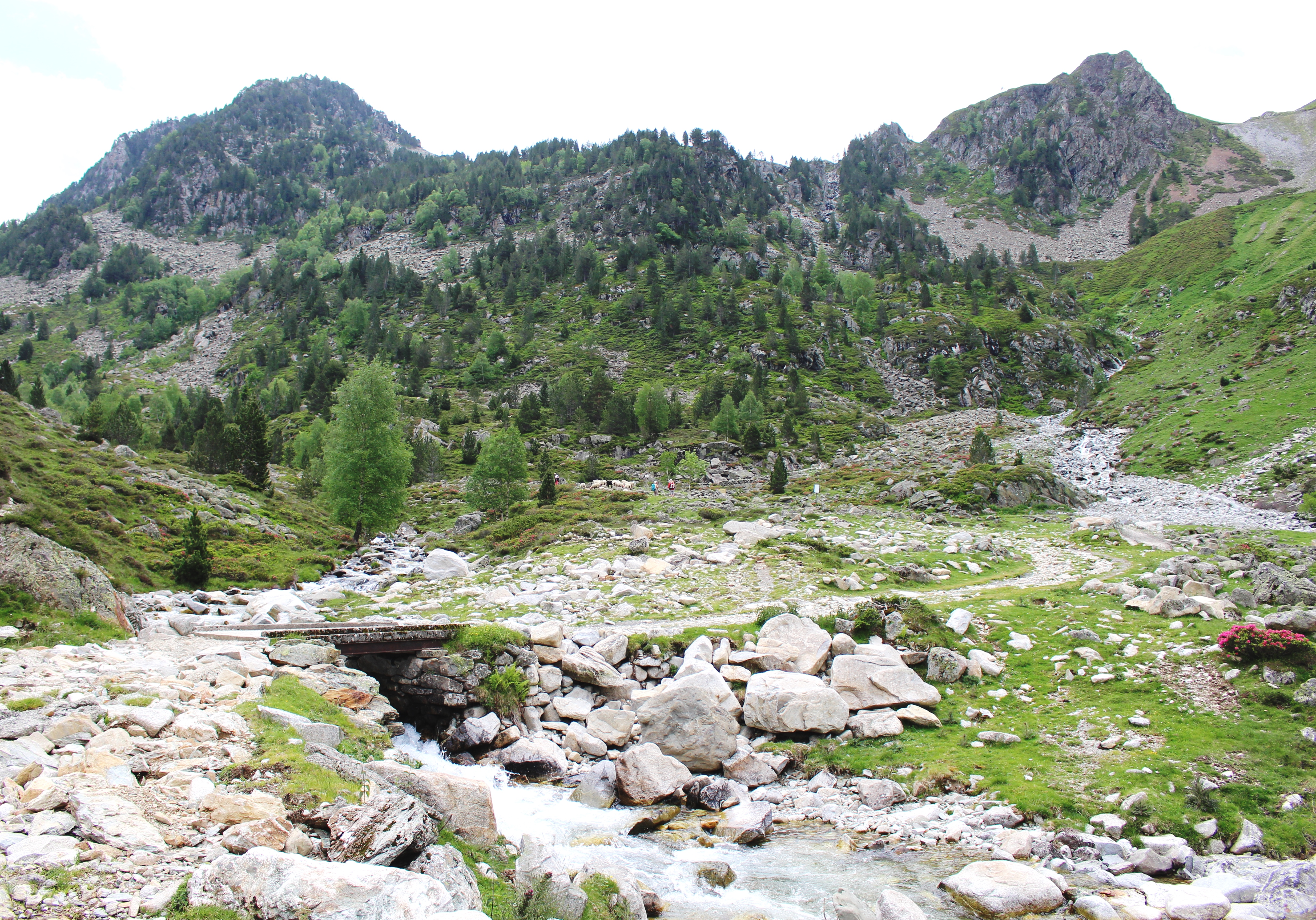
Pont de Pountou

La chaîne des Pyrénées constitue un atout touristique naturel. Elle suscite l'émotion esthétique, favorise la pratique physique et constitue une expérience culturelle. La protection et conservation de ces espaces, de leur faune et leur flore, est assurée dans le cadre du Parc national des Pyrénées. Outre les trois parcs nationaux, le massif des Pyrénées comporte deux parcs naturels régionaux, côté français, 8 côté espagnol et 1 en Andorre. On y trouve vingt réserves naturelles (dont la remarquable Réserve naturelle régionale du massif du Pibeste-Aoulhet). De nombreux lieux y sont fameux tels le cirque glaciaire de Gavarnie, classé au patrimoine mondial de l'humanité, les grottes de Bétharram, le pont d'Espagne ou l'observatoire du Pic du Midi de Bigorre, ces deux derniers grands sites de la région Occitanie. On y pratique la randonnée, la spéléologie, l'escalade, la pratique d'ascension en haute montagne (autrement désigné par l'alpinisme), les sports d'hiver, le cyclisme et le thermalisme...

## Activités de nature
- Via ferrata avec 3 parcours:

La Via ferrata des Allias à Cauterets, la Via ferrata de Coumély à Gavarnie-Gèdre et le Pont Napoléon à Luz-Saint-Sauveur
- Ultra-trail :

Grand Raid des Pyrénées

### Randonnée pédestre
- Chemin de la vallée d'Aure
- Ténarèze
- GR 10
- GR 101
- GR 782
- Haute randonnée pyrénéenne
- Chemin du piémont
- Chemin Henri-IV
- Sentier de grande randonnée de pays Tour du Val d'Azun
- Sentier de grande randonnée de pays Tour des Baronnies de Bigorre
- Sentier de l'Adour

### Voie verte
- Voie verte des Gaves
- Voie verte du CaminAdour
- Voie verte Pierrefitte-Nestalas/Cauterets

#### Galerie d'images

Sélection de vues des cirques
Cirque de Gavarnie
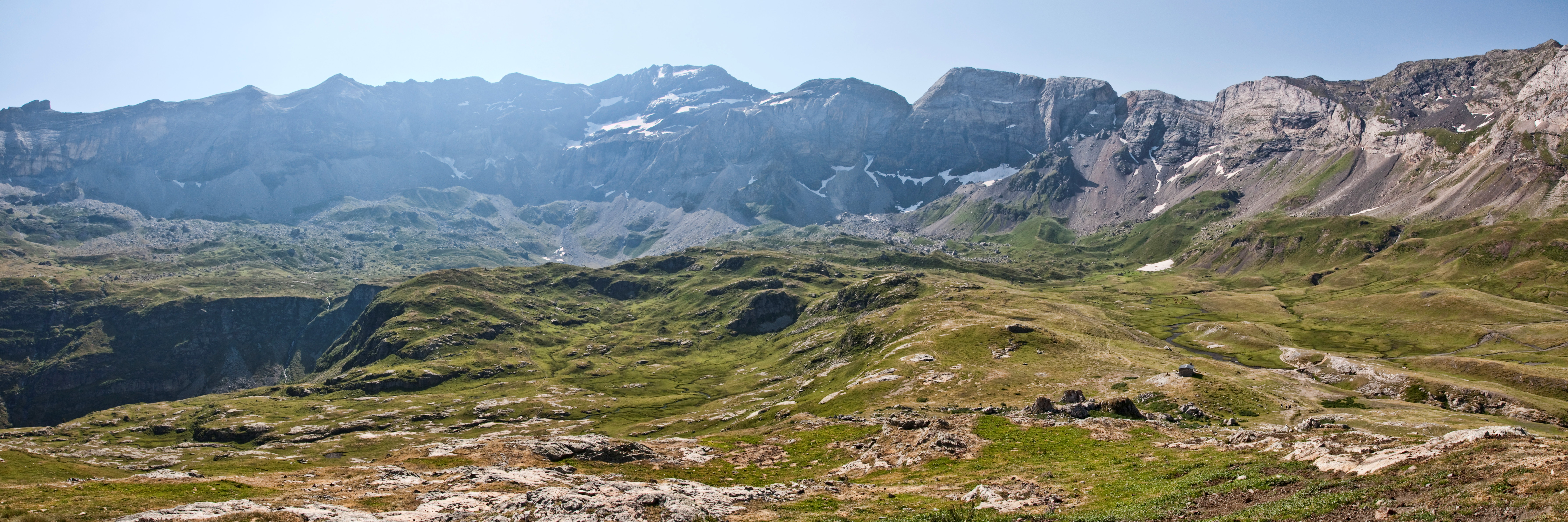
Cirque de Troumouse
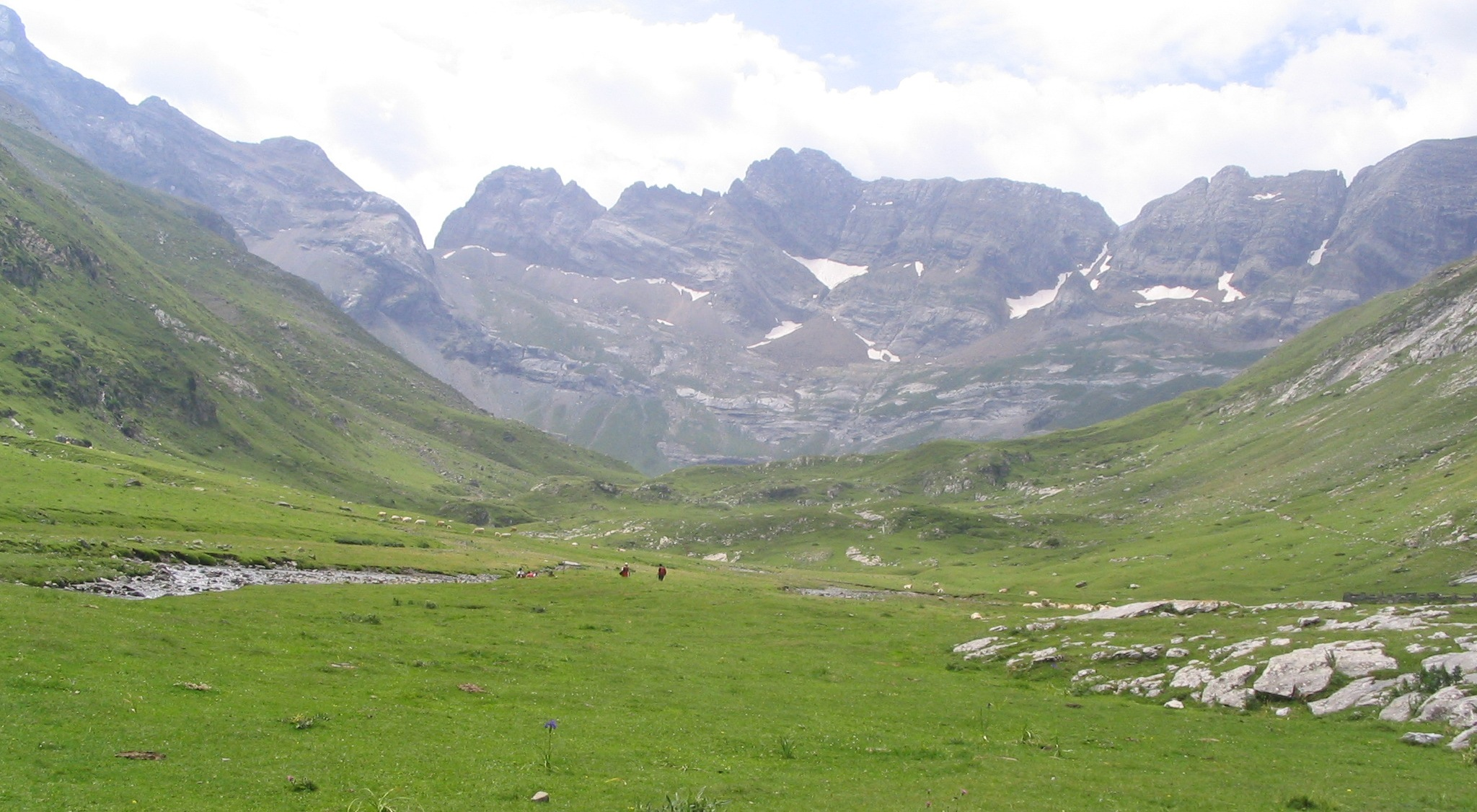
Cirque d'Estaubé

### Parc national des Pyrénées

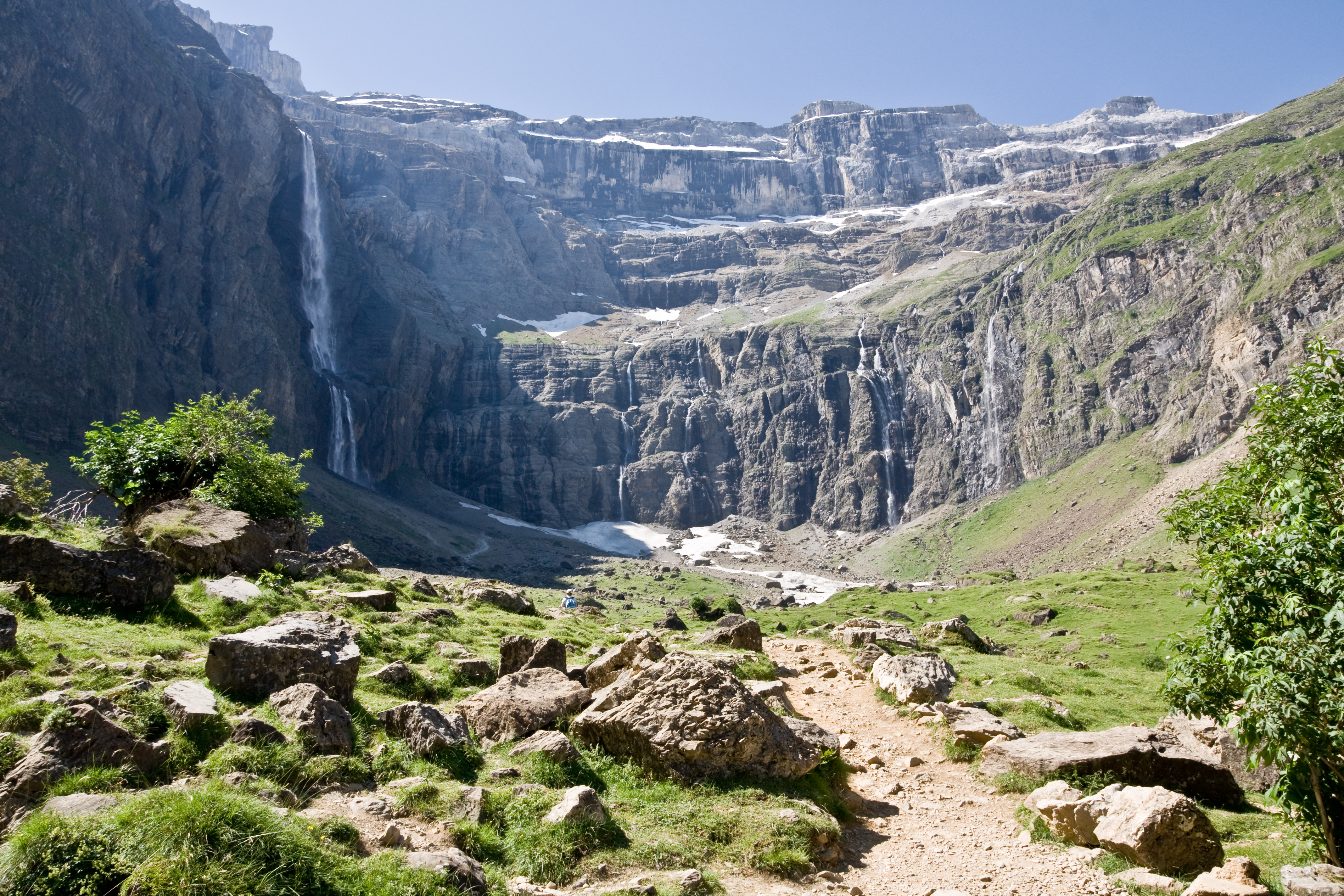
Cirque de Gavarnie

Le parc national des Pyrénées comprend différents sites naturels très visités.
Les principales régions bénéficiant de sa renommée sont la vallée de Luz, la  vallée de Cauterets, la vallée des gaves, le val d'Azun, le vallée d'Aure et le massif du Néouvielle.
Il comprend des cirques glaciaires réputés dont ceux de Gavarnie, de Troumouse, du Marcadau, d'Estaubé, de Barroude du Litor ou du Lys.
Les lacs sont le théâtre de nombreuses randonnées. On peut citer le lac de Lourdes, le lac de Gaube, le lac d'Estaing, le lac de Suyen, le lac d'Orédon, le lac de Cap-de-Long ou encore le lac de l'Oule.

#### Galerie d'images

Sélection de vues des lacs.
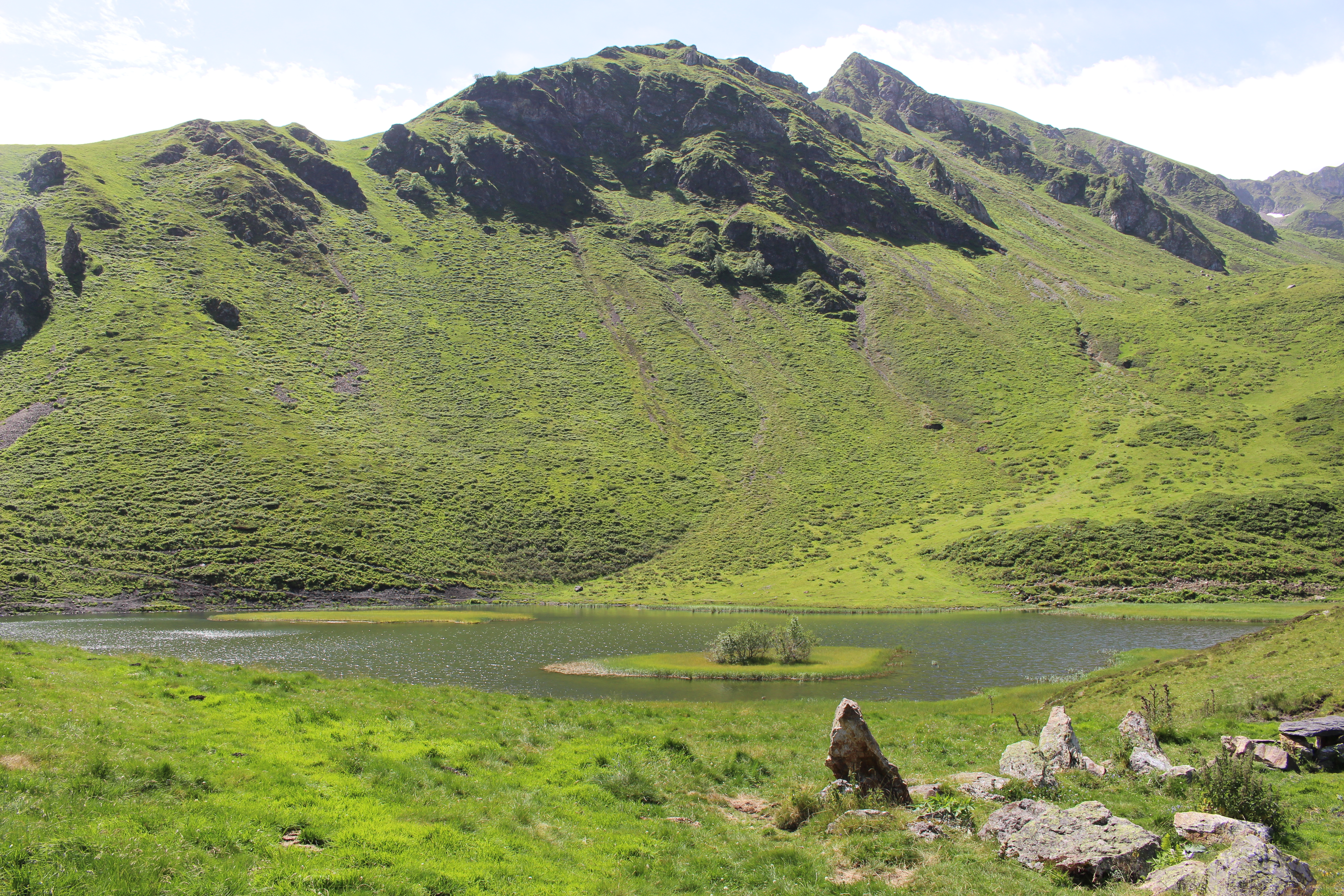
Lac d'Aygue Rouye
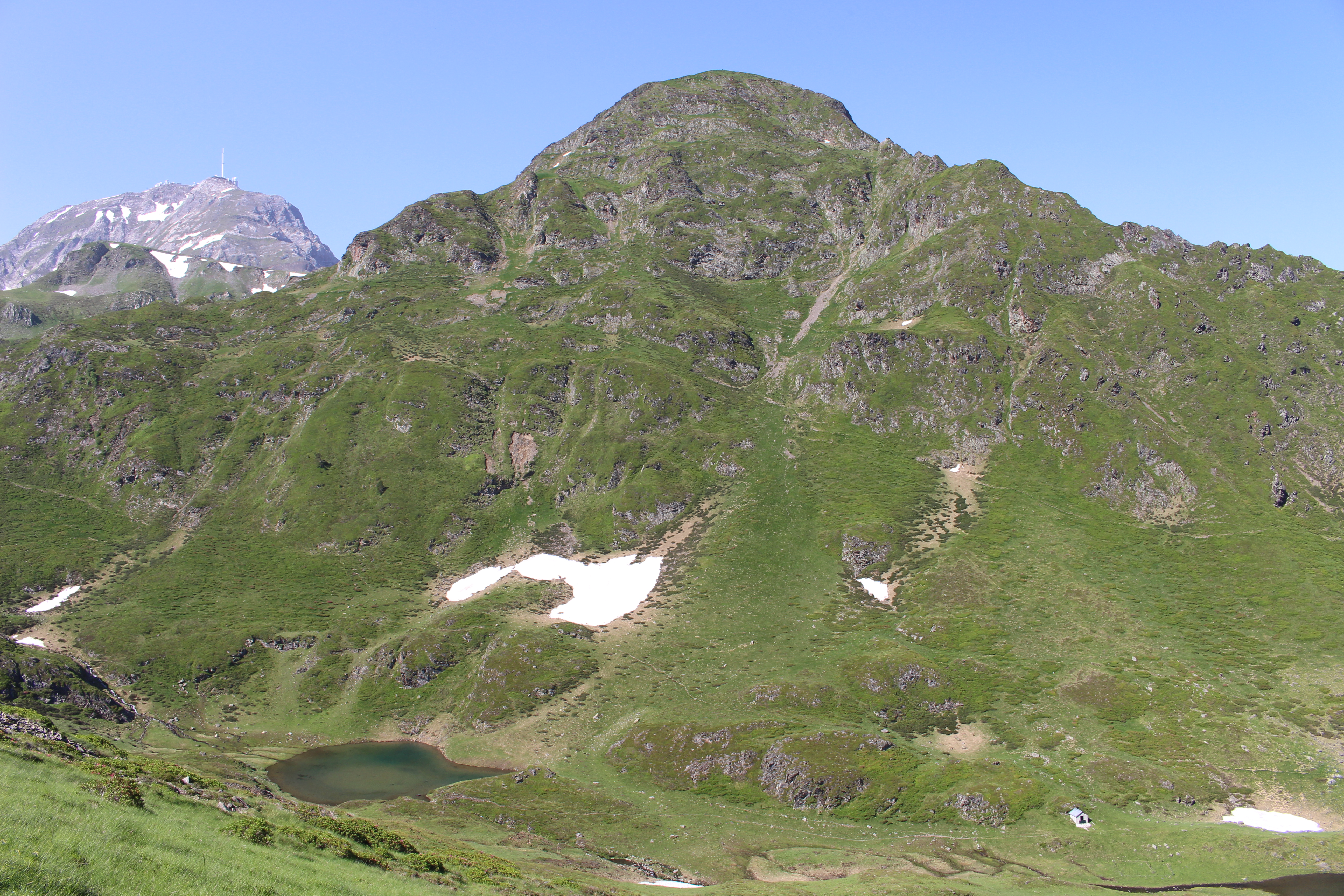
Lac de Binaros supérieur
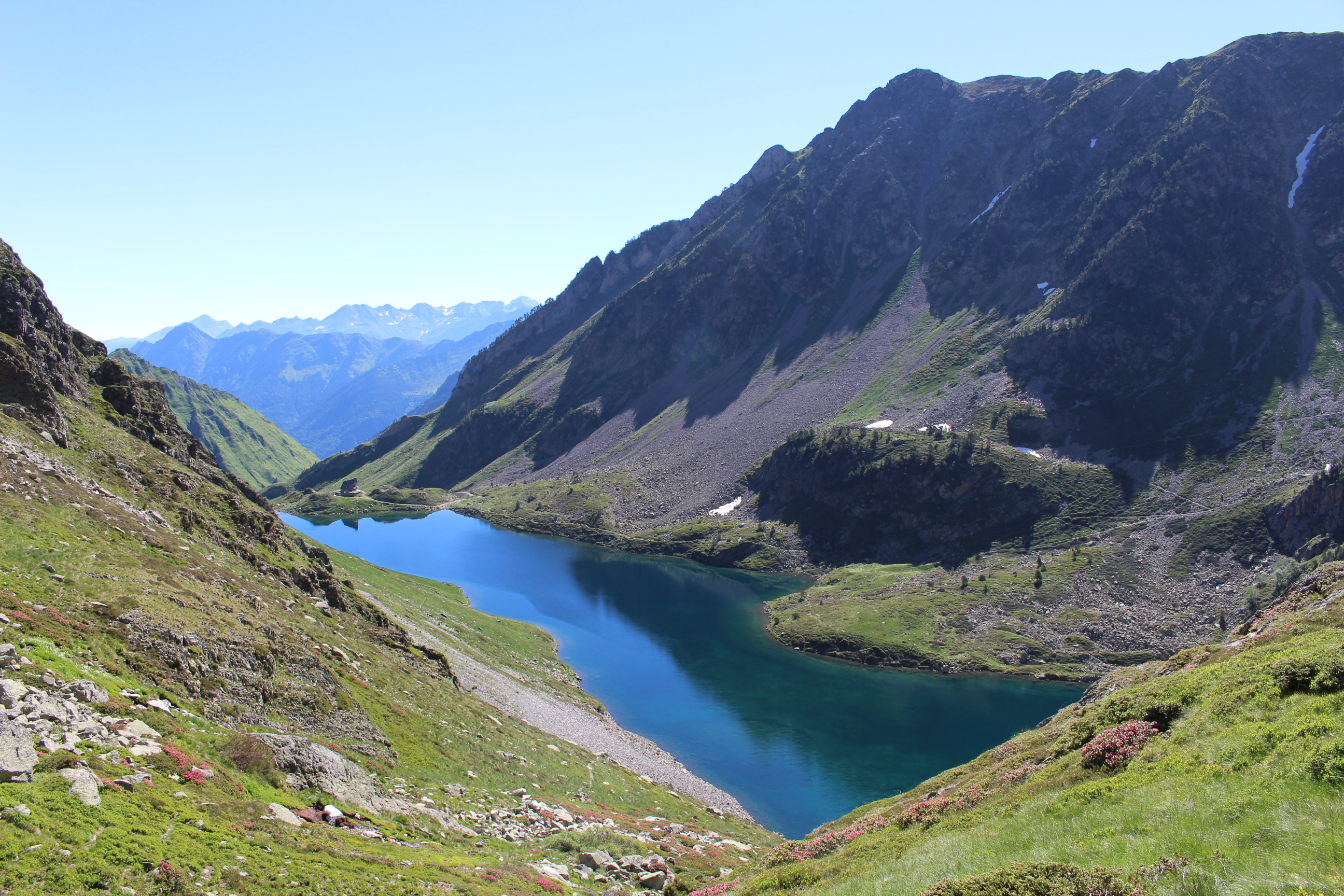
Lac Bleu d'Ilhéou
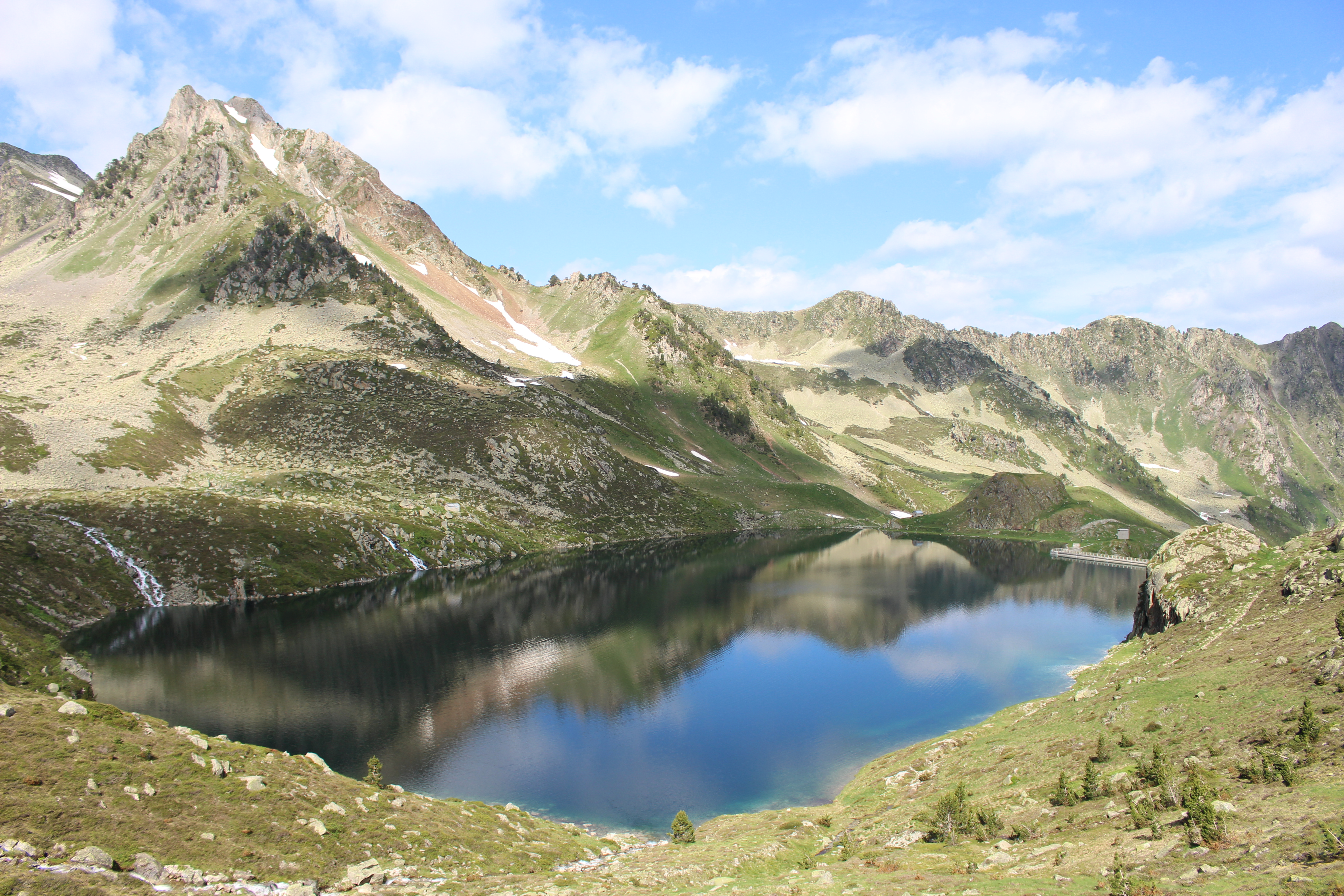
Lac dets Coubous
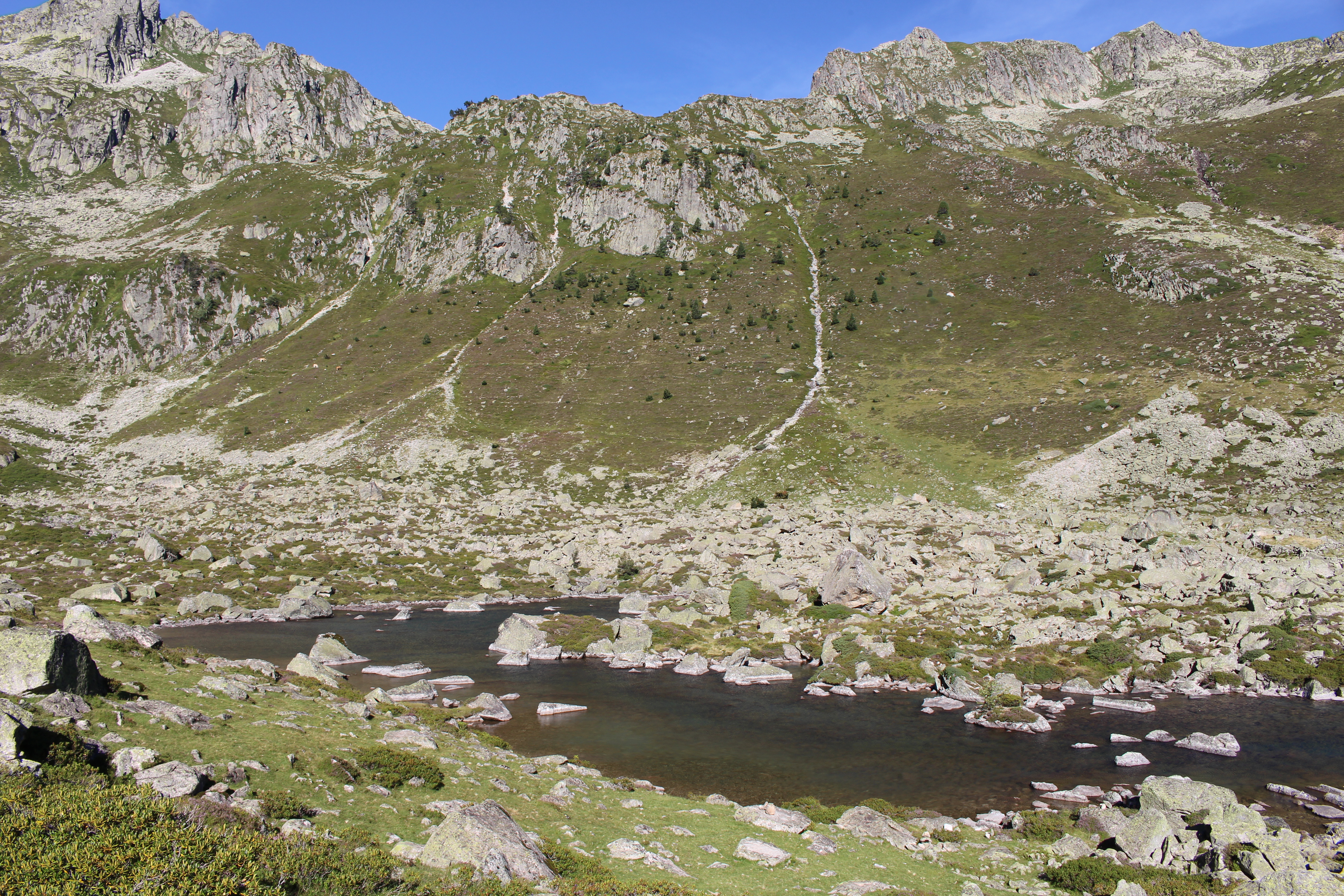
Lac de Liantran
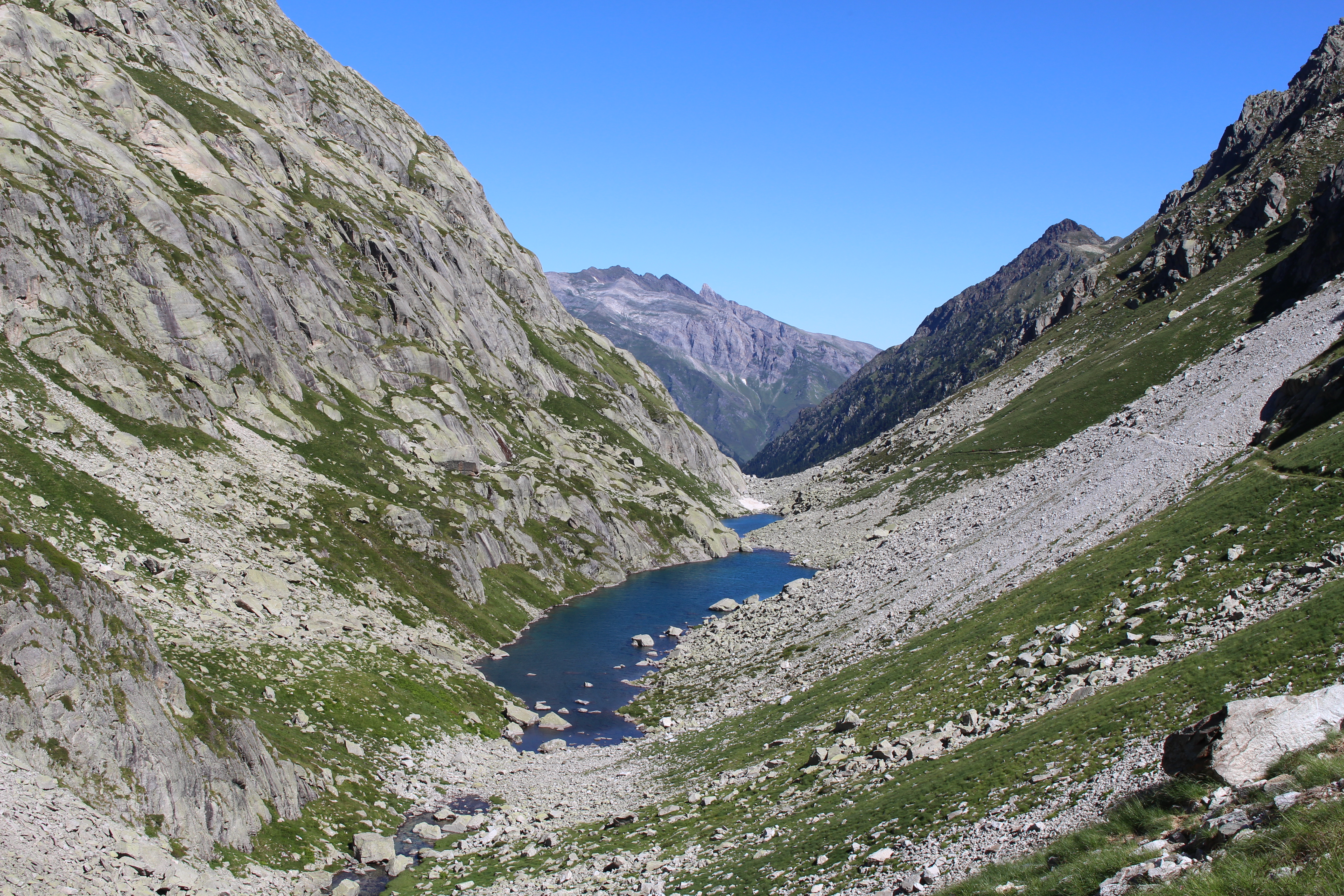
Lacs de Rémoulis
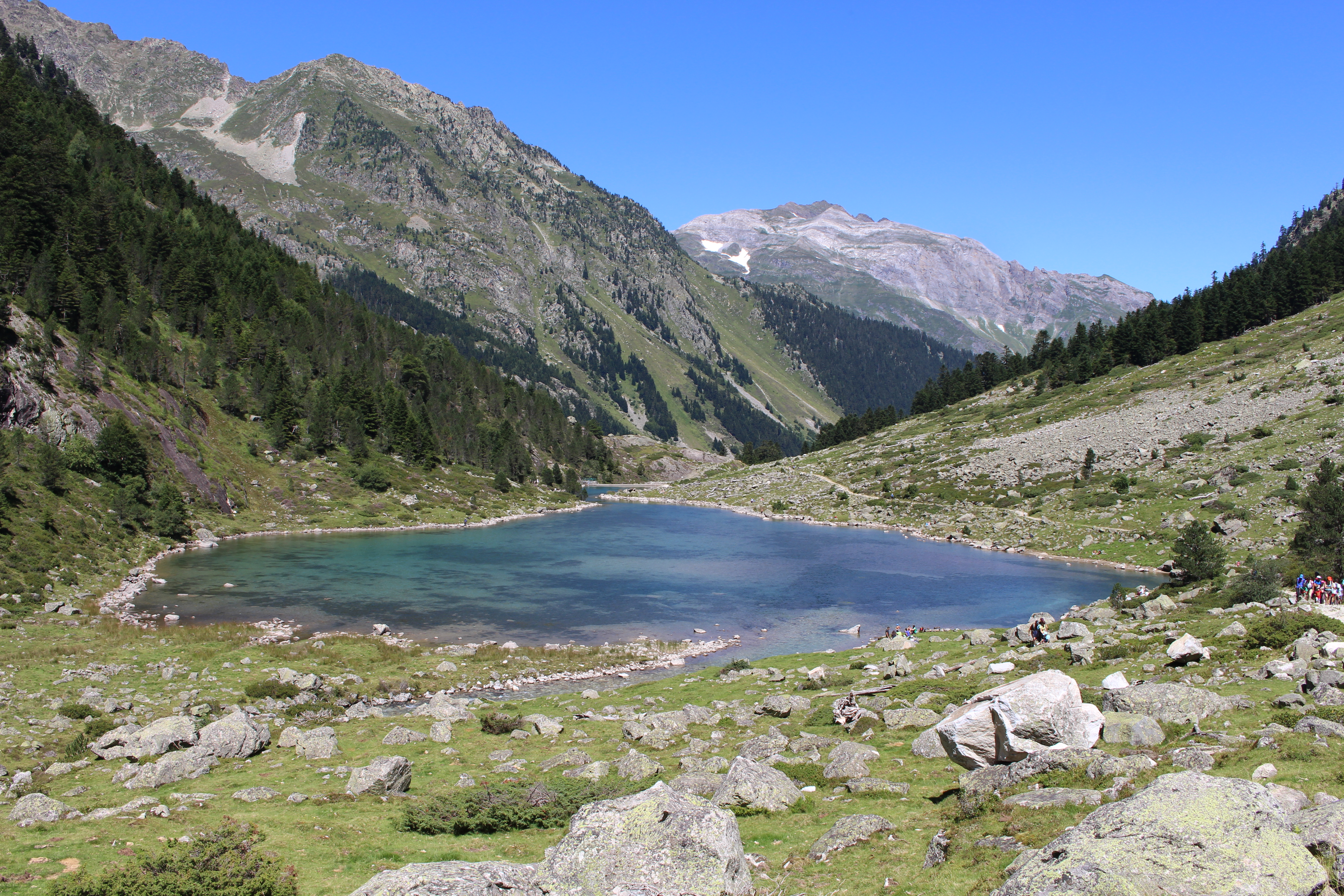
Lac de Suyen

### Aire protégée dans les Hautes-Pyrénées
- Réserve naturelle régionale d'Aulon
- Réserve naturelle régionale du massif du Pibeste-Aoulhet
- Réserve naturelle nationale du Néouvielle
- Petite Amazonie des Pyrénées

### Stations de sports d'hiver
- Stations de ski

Le département compte de nombreuses stations de sports d'hiver. On pratique indifféremment le ski alpin et le ski de fond à Cauterets, Gavarnie-Gèdre, Luz-Ardiden, Hautacam, Peyragudes, La Mongie et Val-Louron. Mais d'autres stations sont plus spécialisées...

#### Stations de ski alpin
Le domaine du Tourmalet, Saint-Lary-Soulan, Peyragudes, Cauterets, Luz-Ardiden, Gavarnie-Gèdre, Hautacam et Piau-Engaly doivent leur réputation au ski alpin.

#### Stations de ski de fond
Nistos, Payolle et Val d'Azun sont, elles, des stations vouées à la pratique du ski de fond.

#### Galerie d'images

Sélection de vues des stations.
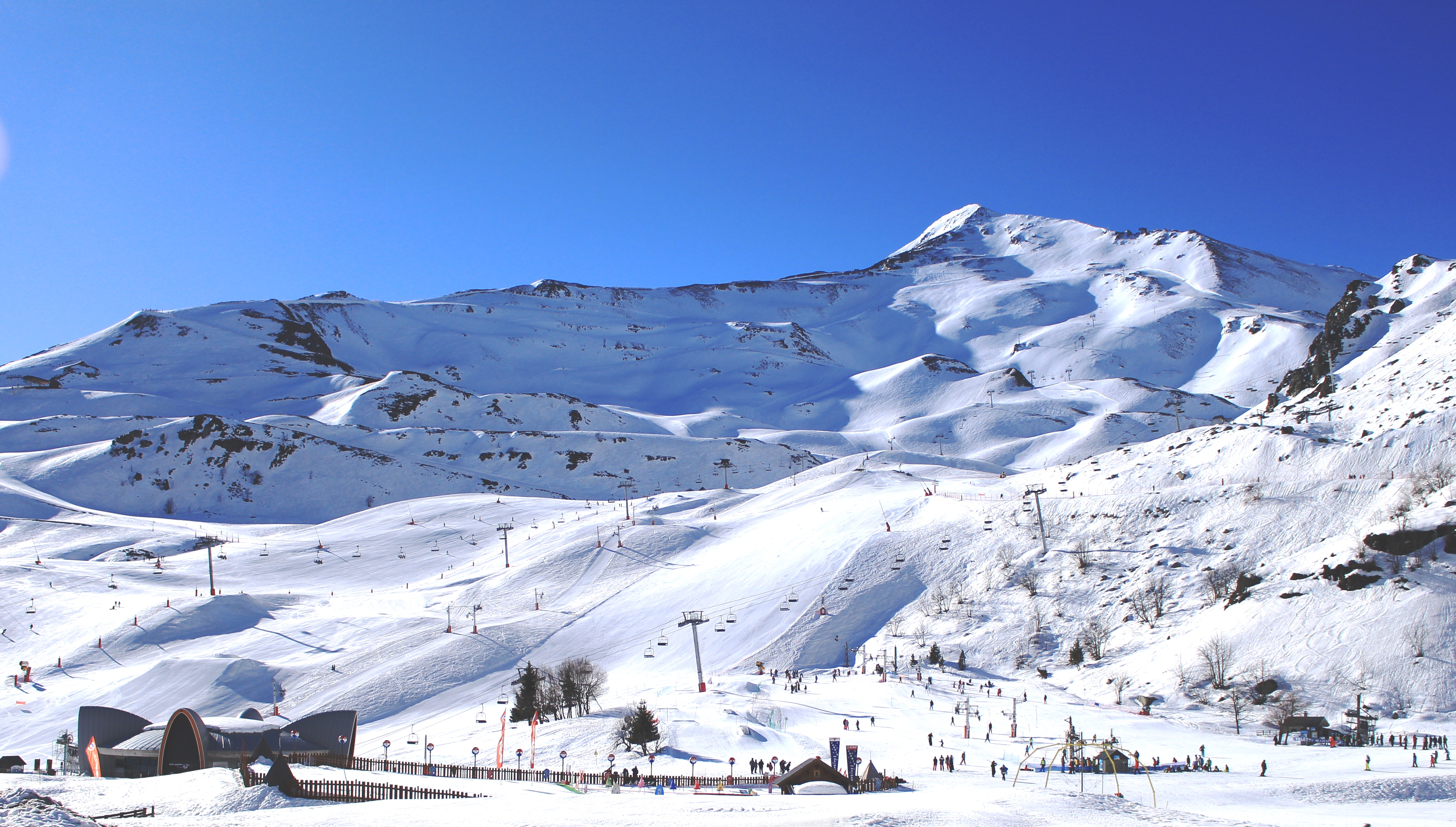
Piau-Engaly.
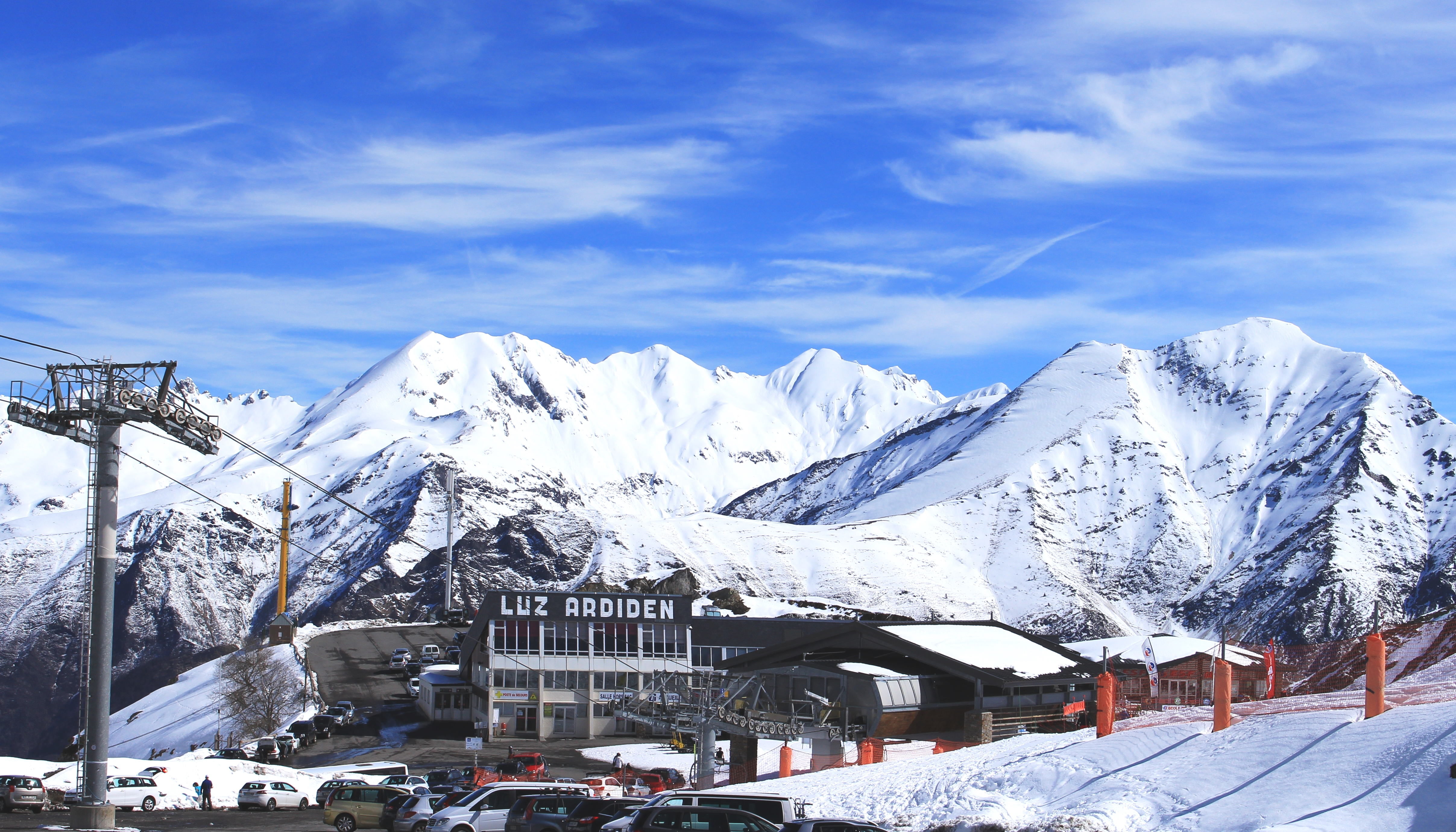
Luz-Ardiden.
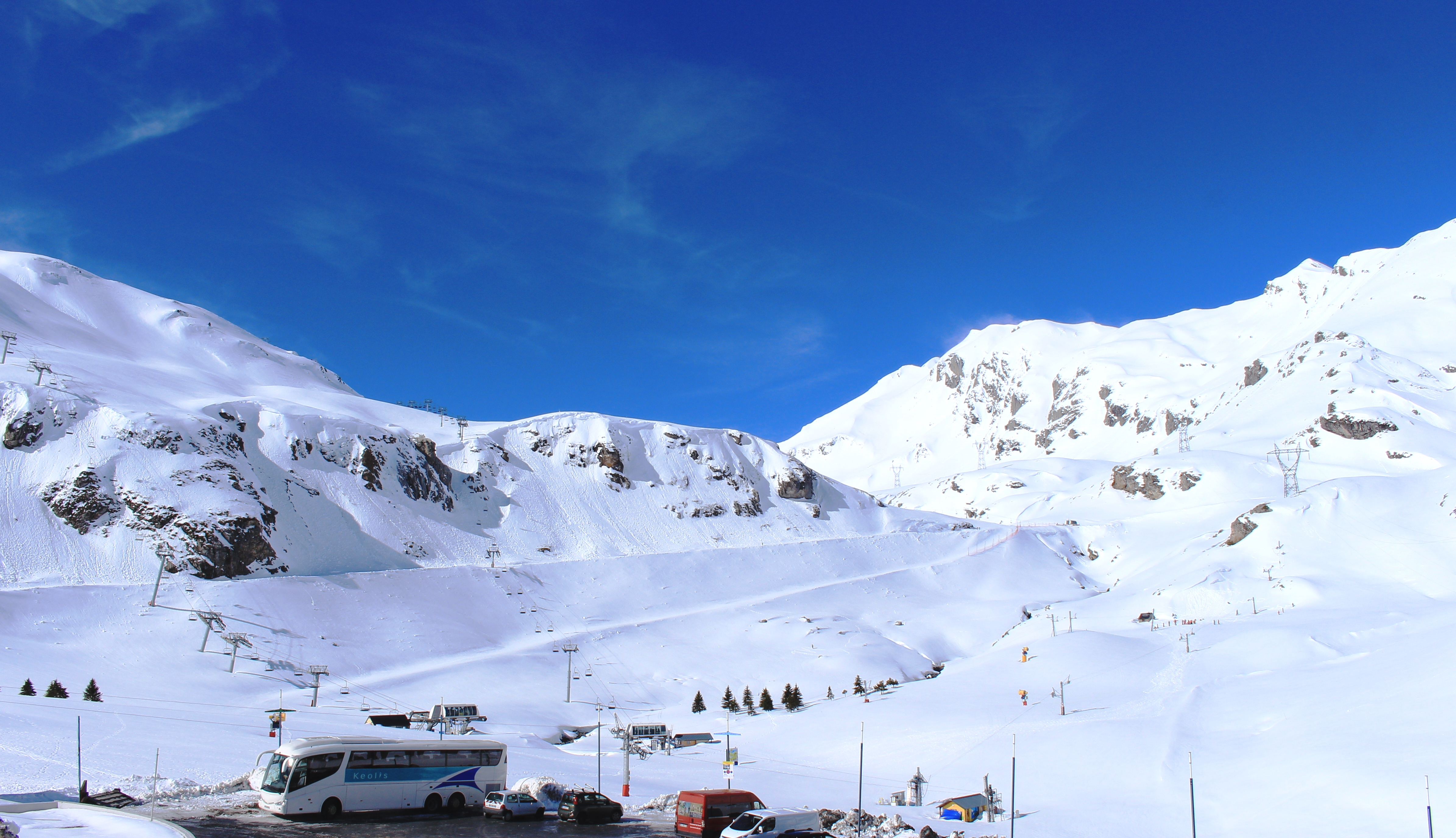
Gavarnie-Gèdre.
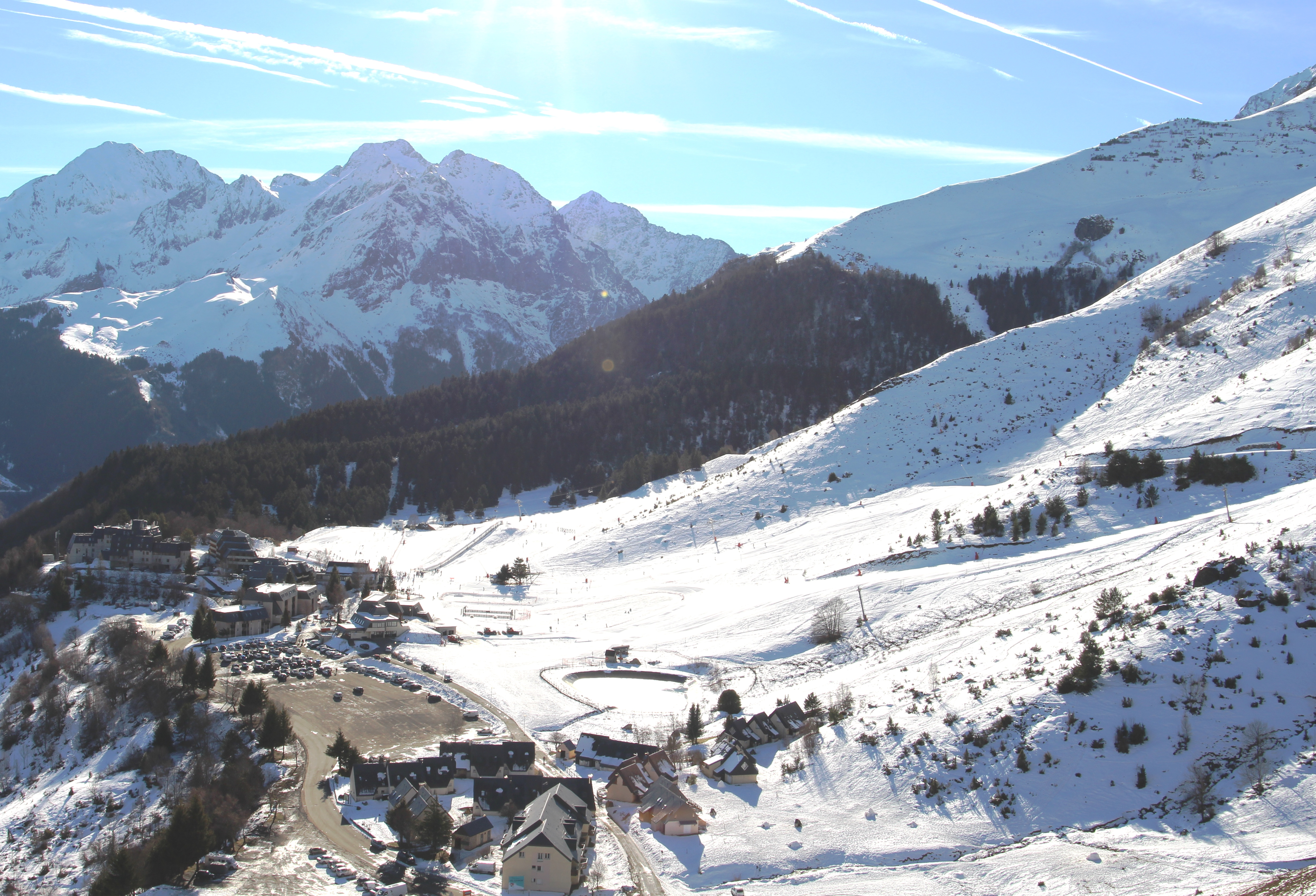
Val-Louron.

### Thermalisme et thermoludisme
Le thermalisme et le thermoludisme renforcent l'attrait d'Argelès-Gazost, Bagnères-de-Bigorre, Barèges, Capvern, Cauterets, Loudenvielle, Luz-Saint-Sauveur ou Saint-Lary-Soulan. Leur fréquentation est souvent concomitante à la pratique du ski ou de la randonnée. Certaines de ces communes offrent également l'accès à un casino. Un tableau récapitule ci-dessous leurs spécificités.

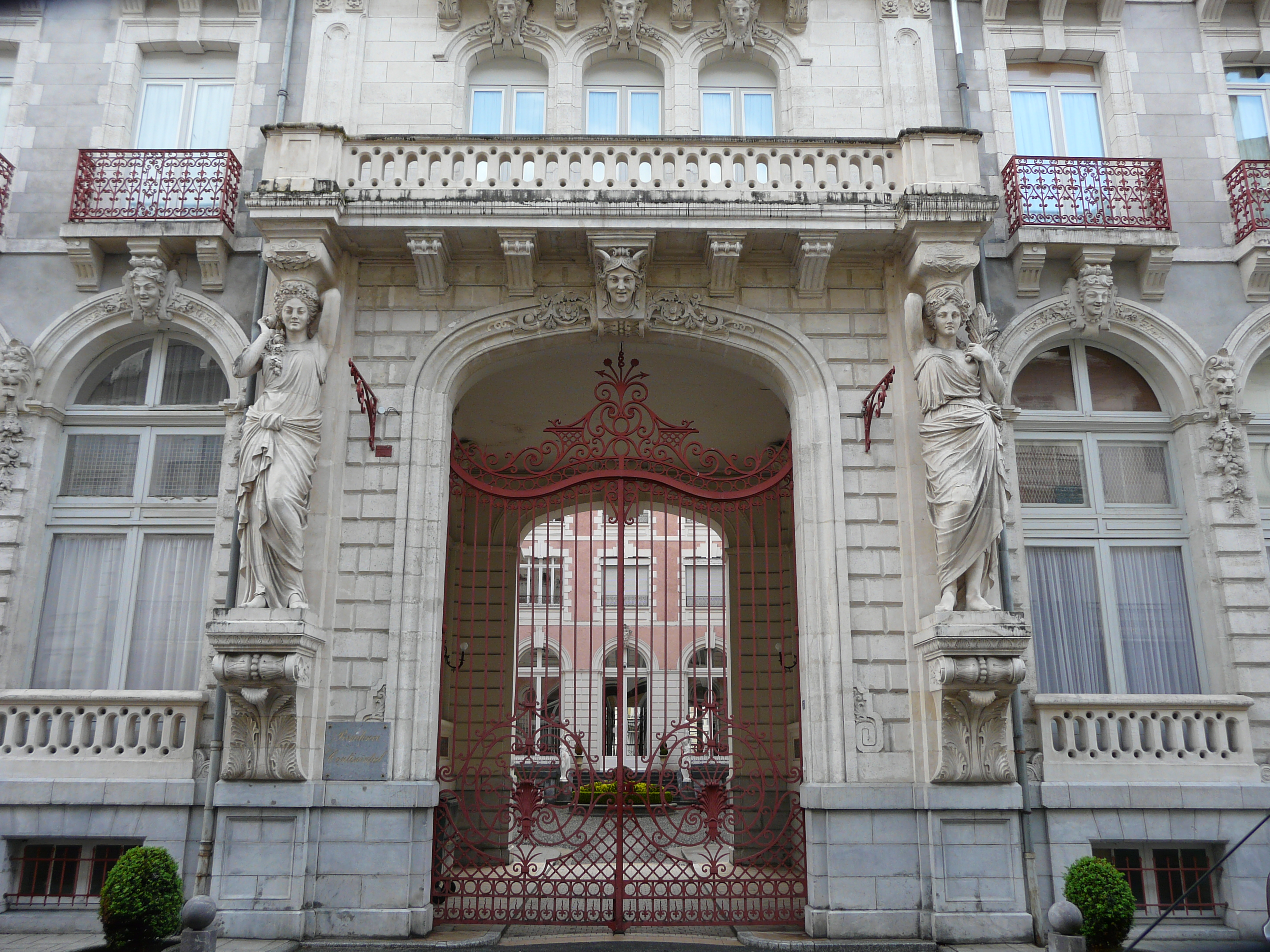
Cauterets

### Sites géologiques
Le gouffre d'Esparros, les différentes grottes de Bétharram, de Labastide, de Lourdes, de Troubat, de Gargas, de Médous et du Noisetier sont des sites géologiques ouverts au public très fréquentés. On pratique la spéléologie dans de nombreux autres sites, accompagnés de spéléologues professionnels, comme dans le massif karstique de Saint-Pé-de-Bigorre où sont recensées 1600 cavités et où on en découvre une centaine chaque année.

### Parcs animaliers
Initialement connu pour sa colline aux marmottes, le parc animalier des Pyrénées, abrite, à Argelès-Gazost, de nombreuses espèces animales d'inspiration locale dont des ours, des loups, des isards...
Le château de Beaucens rassemble une importante collection de rapaces et les met en scène dans le donjon des aigles.
Véritable ovni dans les Pyrénées centrales, l'aquarium de Pierrefitte-Nestalas présente de nombreuses espèces tropicales dont des requins et piranhas.

## Patrimoine culturel
Si le patrimoine d'origine naturelle est un atout essentiel, d'autres sites touristiques relèvent d'un patrimoine d'essence culturelle.

### Sites préhistoriques
Les grottes de Gargas sont parmi les plus célèbres grottes ornées du paléolithique supérieur en Europe.
L'espace préhistorique de Labastide témoigne du passé magdalénien de cette localité où l'on a retrouvé divers vestiges.

### Patrimoine gallo-romain
Le département possède des vestiges d'une activité importante à l'époque gallo-romaine. Ainsi, on peut emprunter à Saint-Lézer un sentier archéologique qui permet de découvrir les ruines d'une ancienne motte castrale, le Castrum Bigorra, élevée sur ce qui fut la capitale des Biguerres avant d'être supplantée par Tarbes au début du Moyen Âge.
Quelques kilomètres plus au nord, à Maubourguet, l'espace muséographique présente la Mosaïque au dieu Océan du domaine de Saint-Girons, découverte en 1979.
À Tarbes, les ruines d'une villa antique, mises au jour au milieu des années 1980, sont accessibles au public en pleine ville, au quartier de l'Ormeau.

### Patrimoine médiéval
On trouve dans le département des lieux touristiques appréciés pour leur architecture médiévale et leur offre muséographique.
- L'abbaye de Saint-Sever-de-Rustan, l'abbaye de l'Escaladieu, l'abbaye de Saint-Savin-en-Lavedan, l'abbaye de Saint-Pé-de-Bigorre.
- L'église fortifiée des Templiers à Luz-Saint-Sauveur.
- Le château de Lourdes, le château de Mauvezin, le château de Beaucens, Arreau, ancienne capitale des Quatre-Vallées,
- Le territoire est également parsemé de nombreuses tours de guet (Agos-Vidalos, Avezac-Prat-Lahitte, Hèchettes, Cadéac, Génos, Moulor   ...) des XIIe siècle et XIIIe siècle.
- Les ruines d'anciens châteaux : Jalou, de Castelloubon, de Montoussé.
- Les bastides comme Trie-sur-Baïse, Tournay, Rabastens-de-Bigorre, Sère-Rustaing.

On trouve dans la vallée du Louron sept églises romanes dont les fresques intérieures peintes ont été conservées grâce à l'isolement de la vallée durant les guerres de religion et la Révolution.
Enfin, le département conserve la trace des mystérieux Cagots (portes basses au flanc des églises, constructions, noms de lieux et de rues).

#### Galerie d'images

Sélection de vues des châteaux.
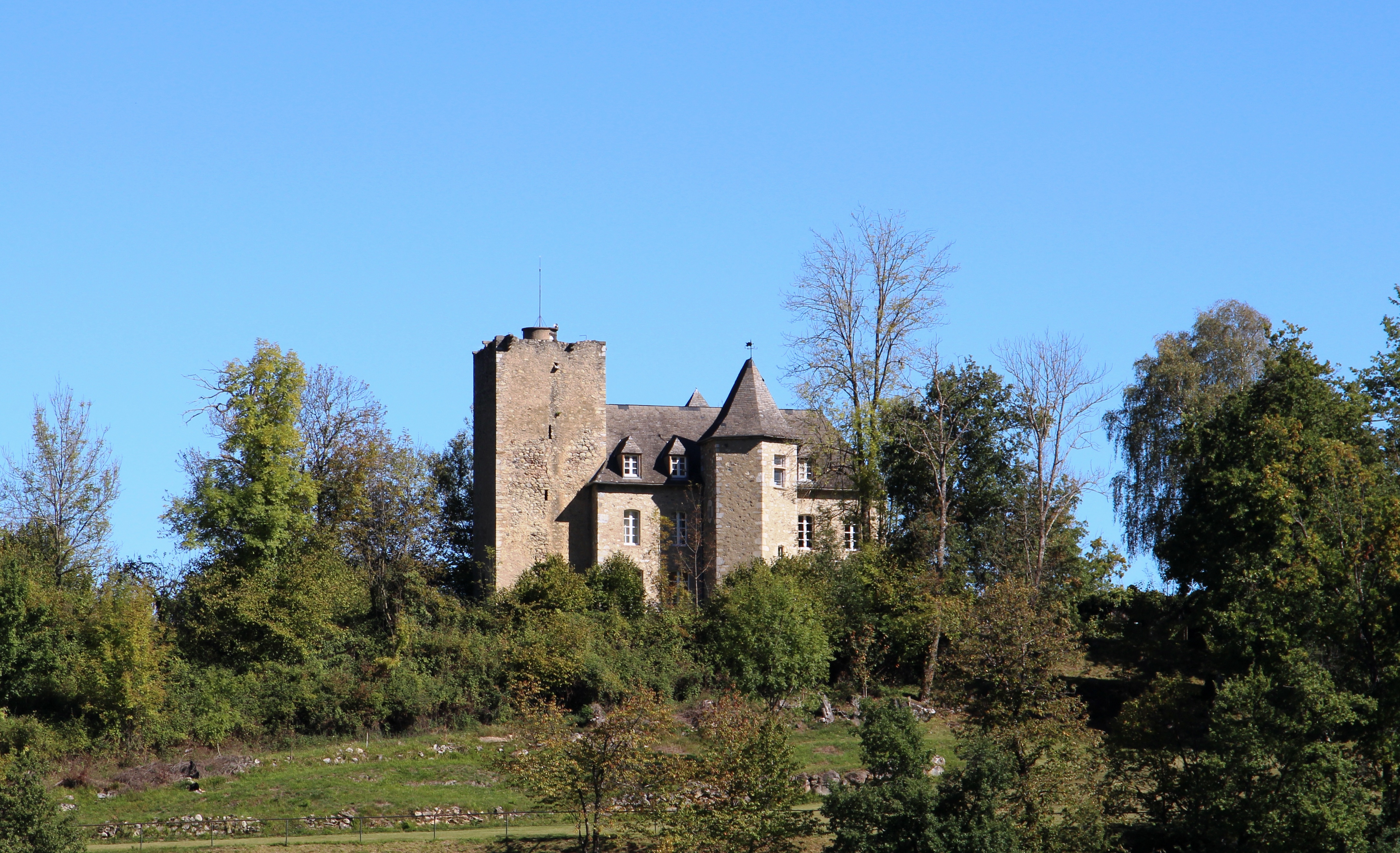
Château du Prince noir.
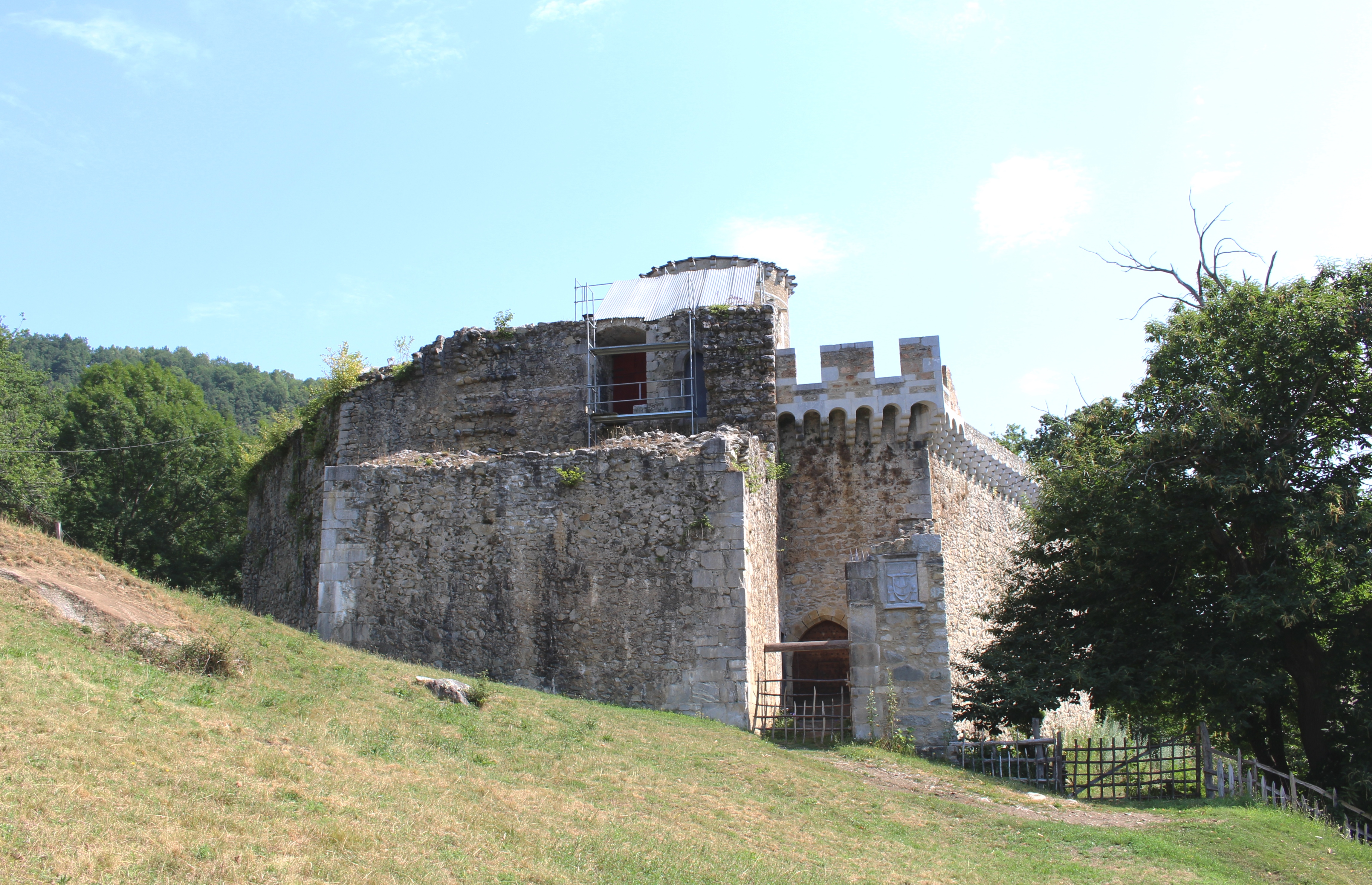
Château d'Arras.
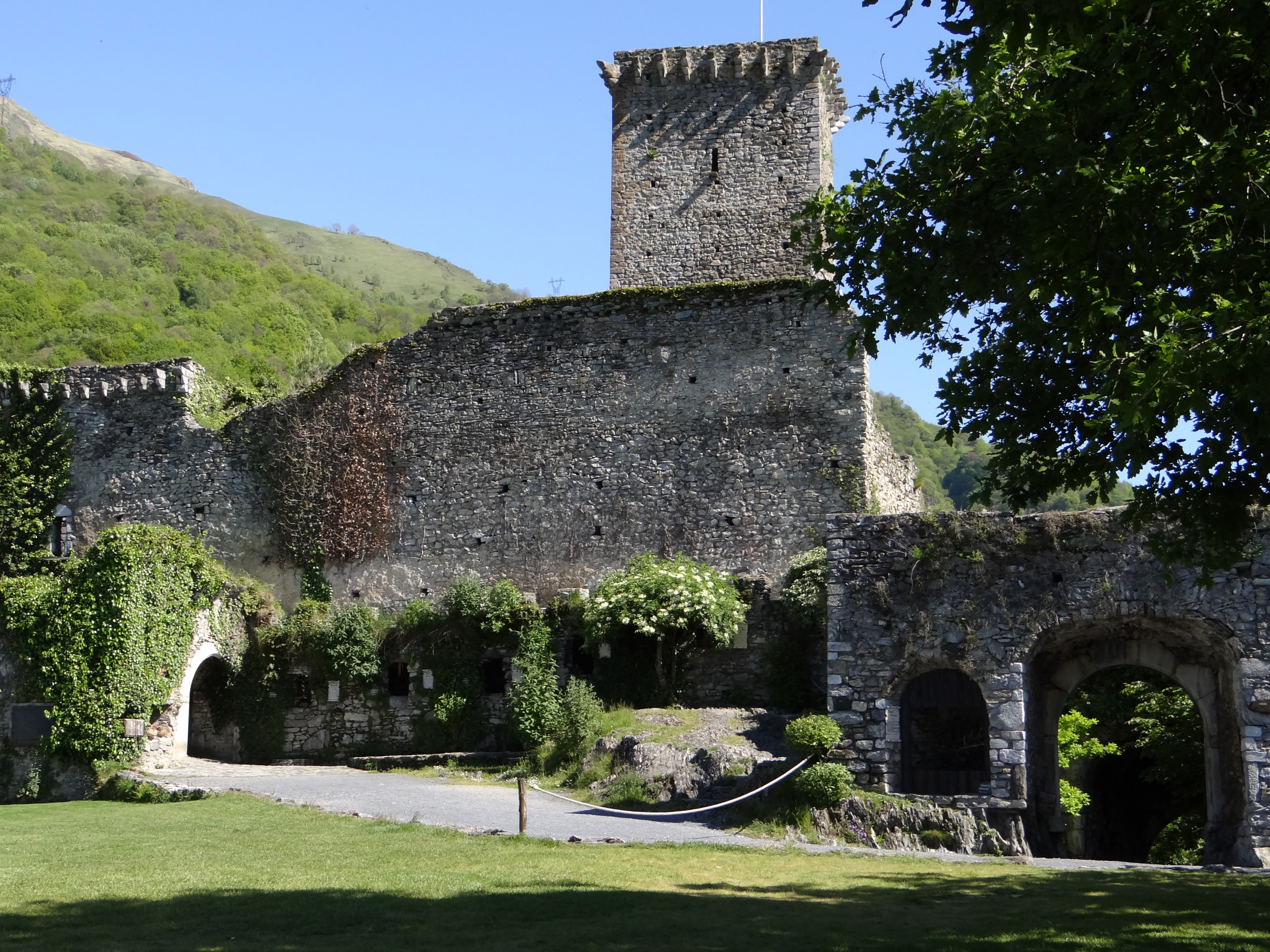
Château de Beaucens
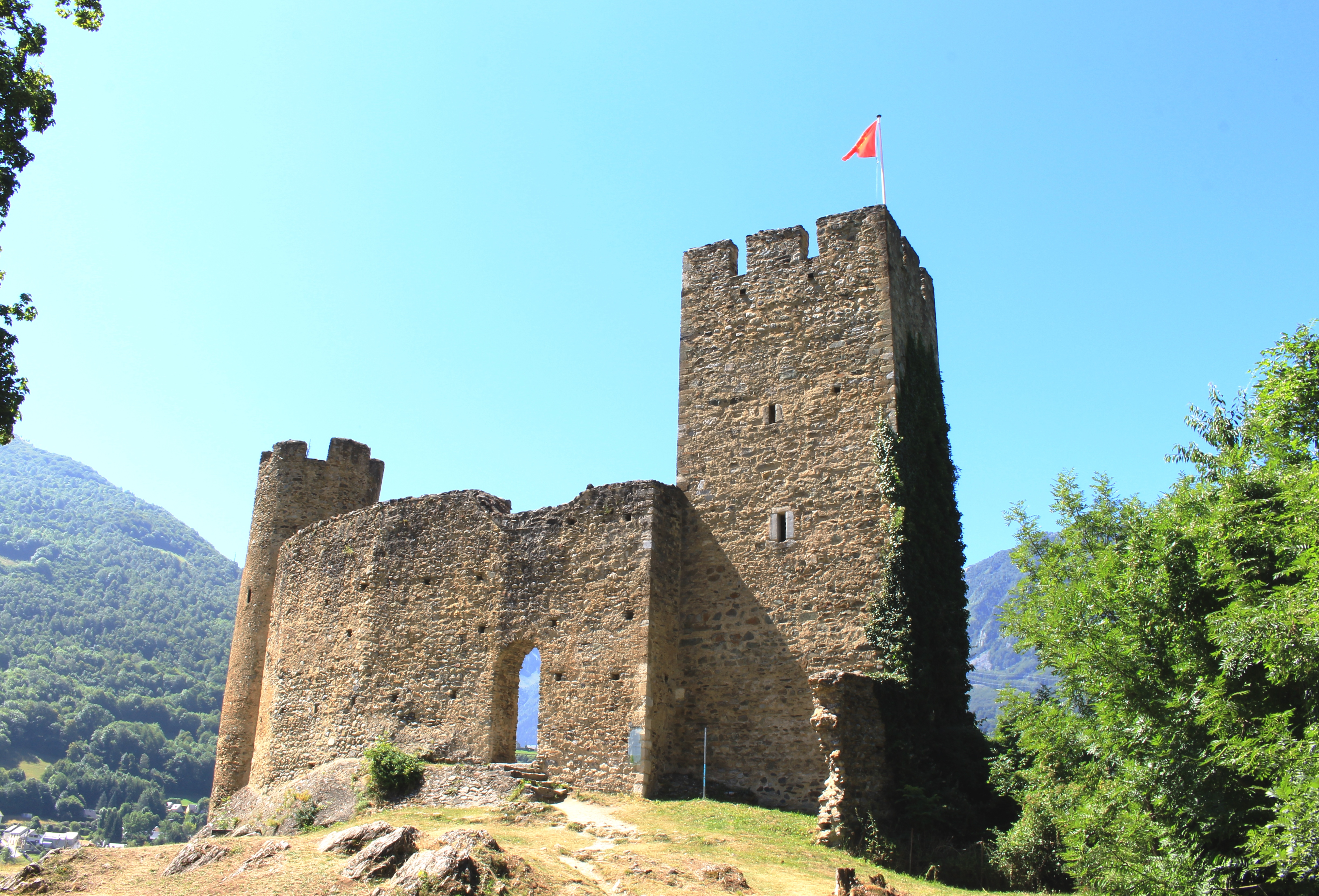
Château Sainte Marie.
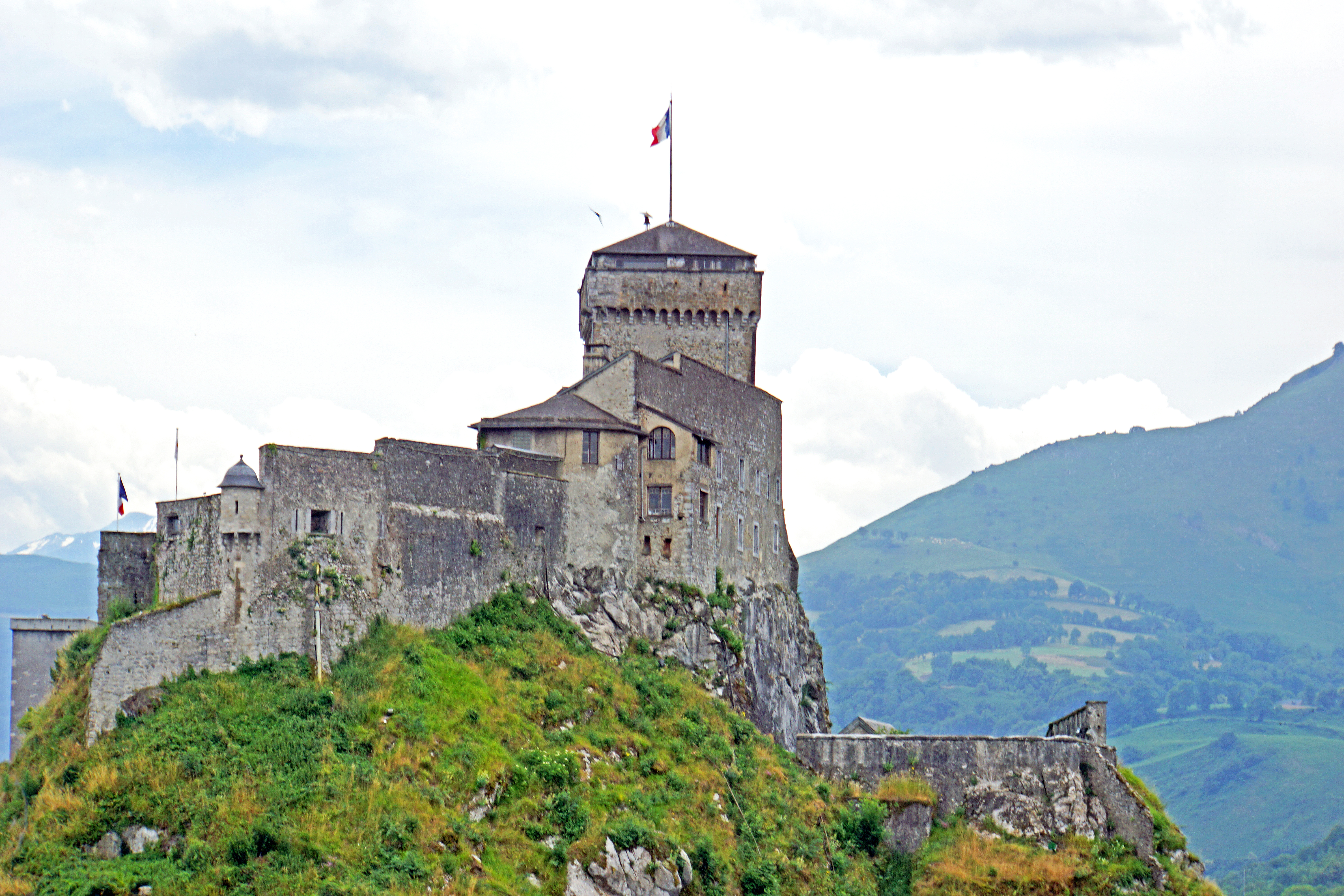
Château fort de Lourdes.
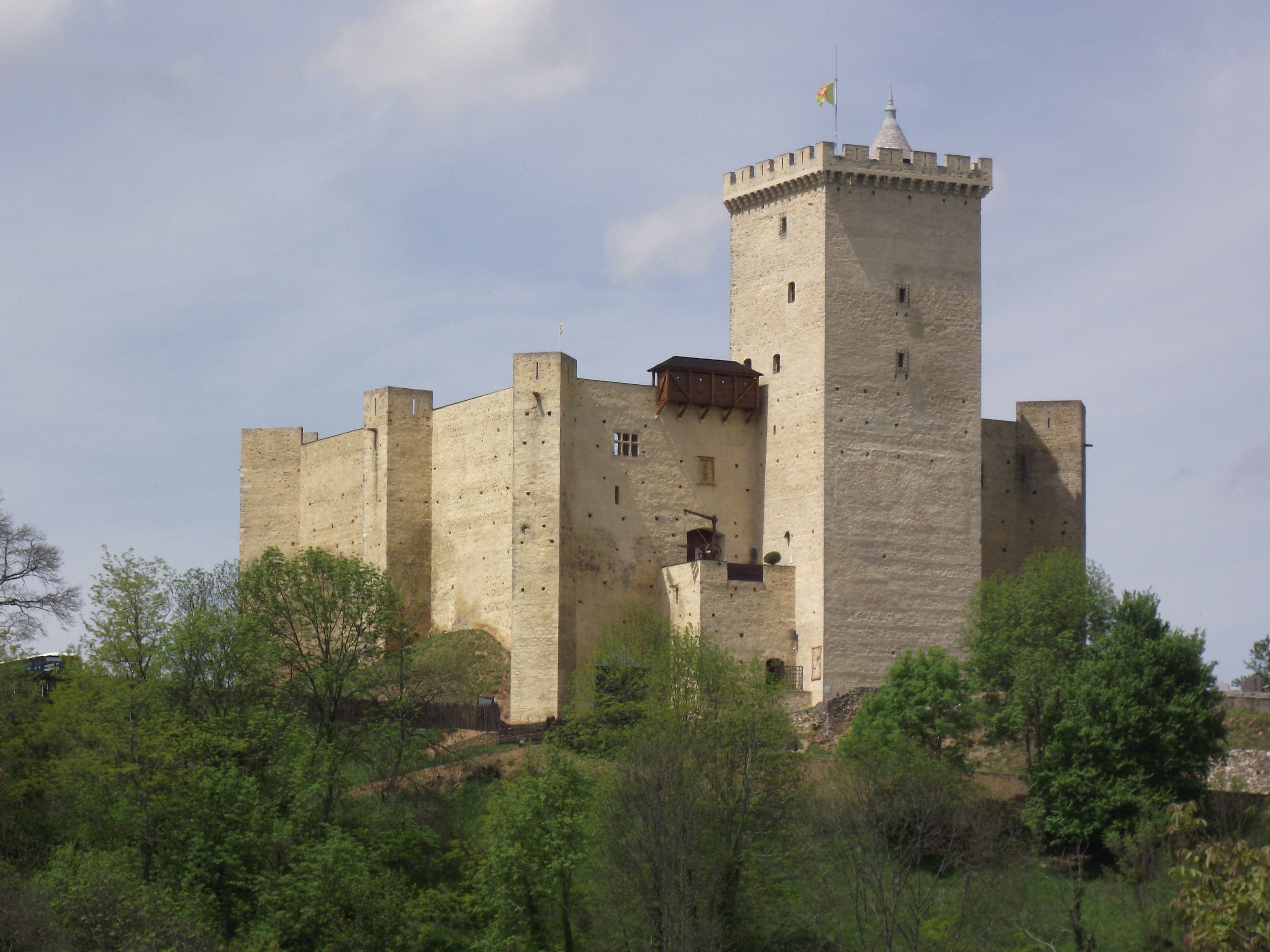
Château de Mauvezin.
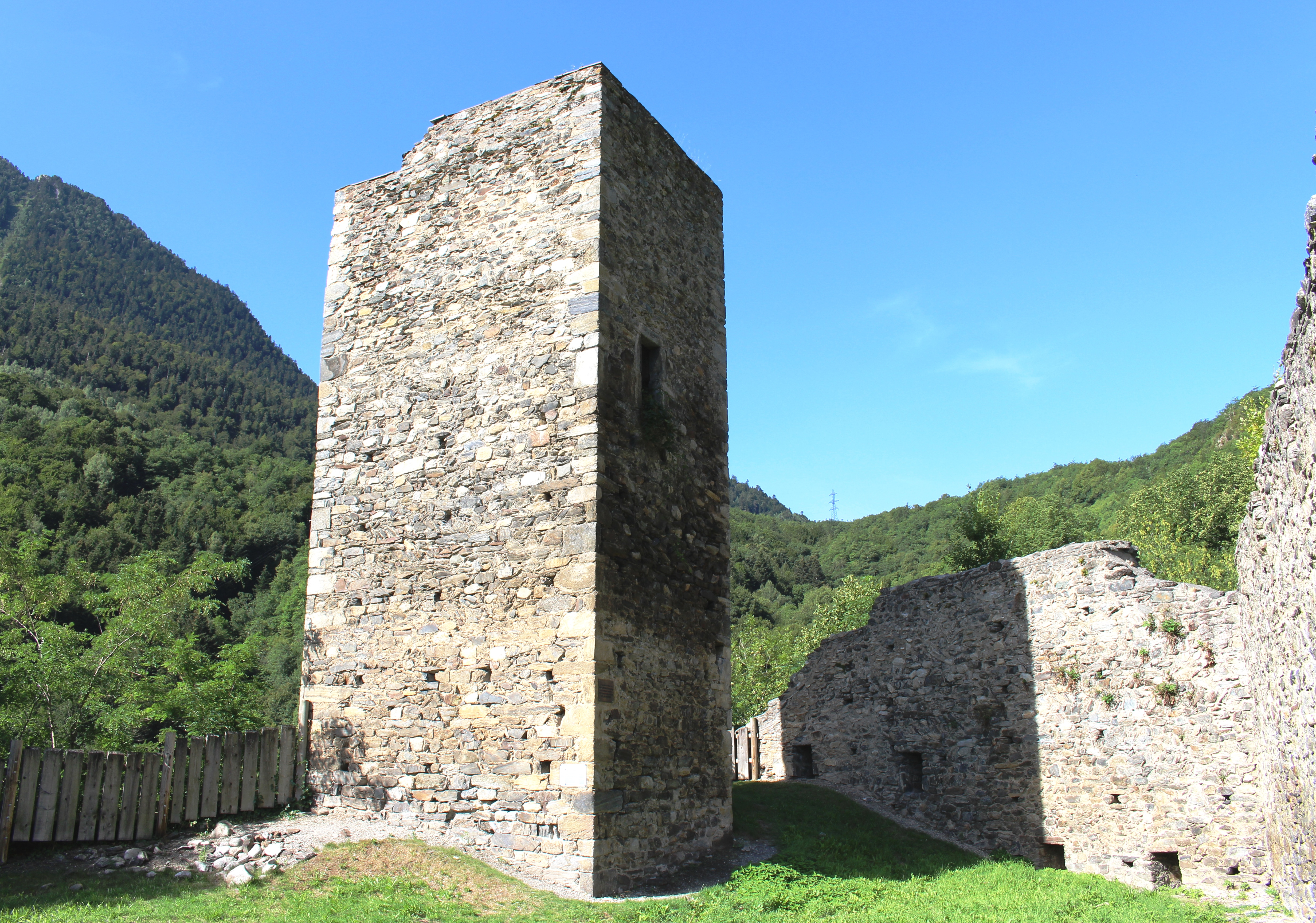
Château de Tramezaygues.
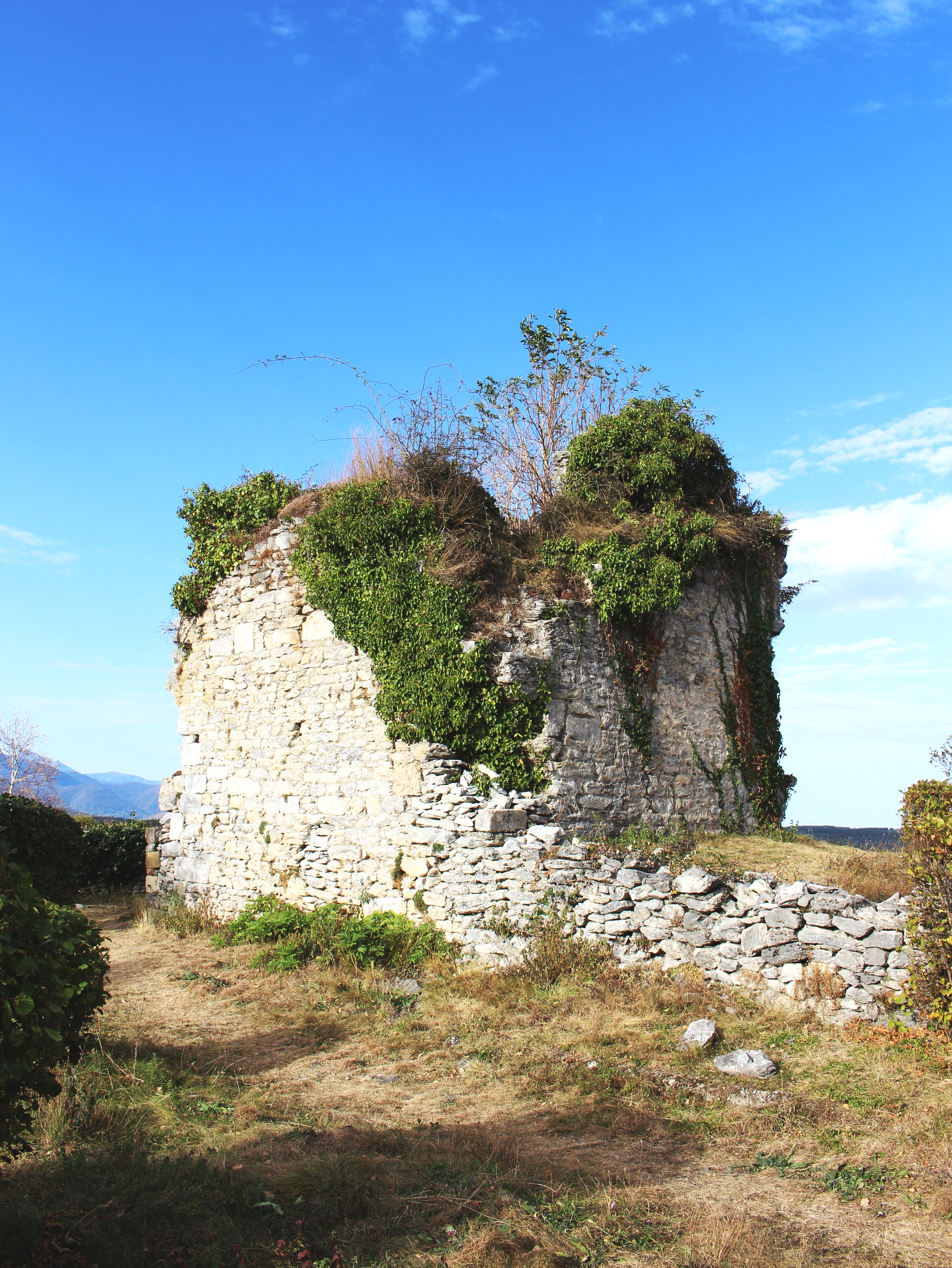
Château de Montoussé.
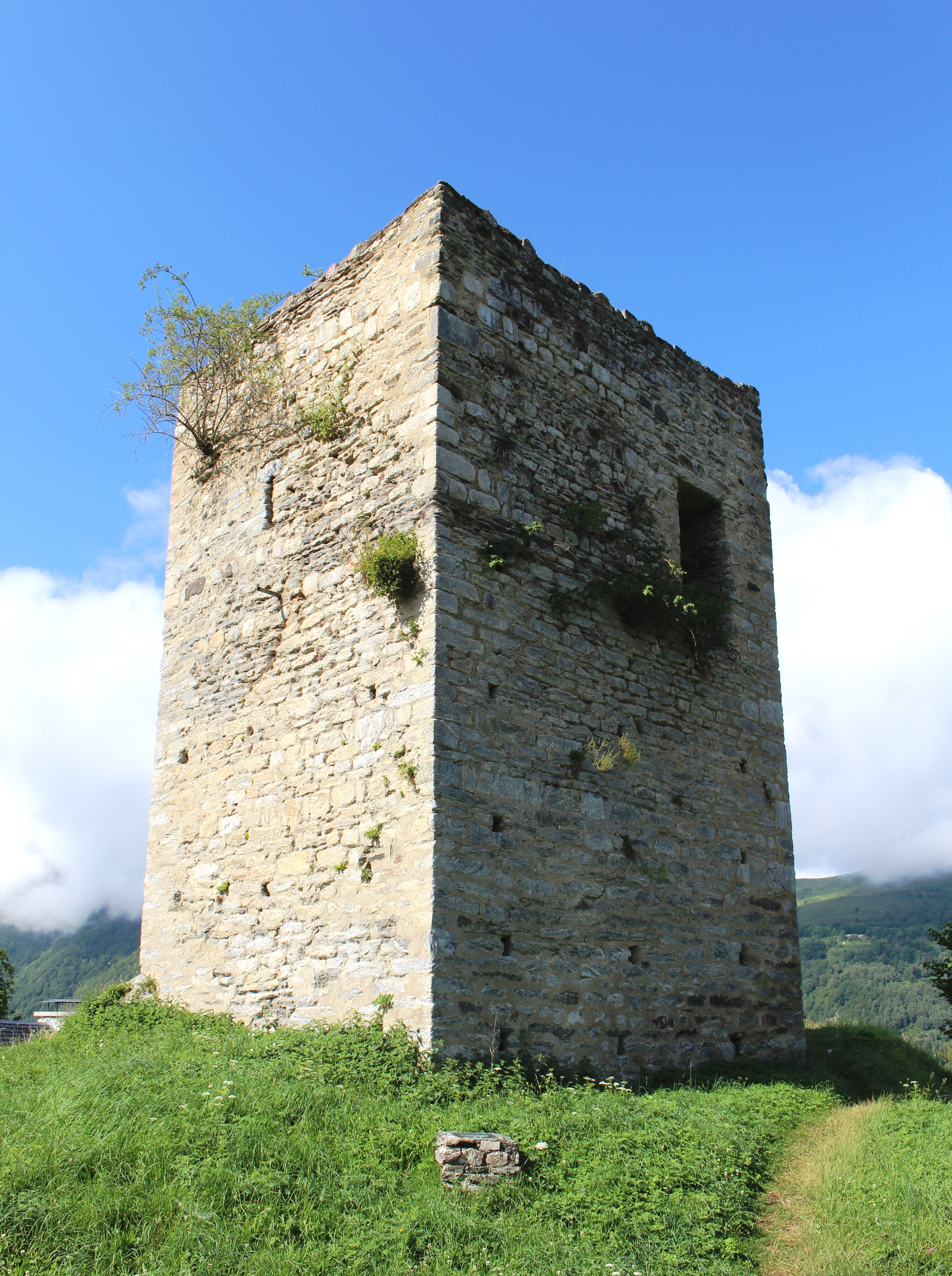
Château de Moulor.

### Baroque pyrénéen
Le mobilier des édifices religieux des Hautes-Pyrénées est souvent l'expression d'un art baroque très ostentatoire. Une famille de sculpteurs, les Ferrère, a œuvré dans la cathédrale Notre-Dame-de-la-Sède de Tarbes, la collégiale Saint-Laurent d'Ibos et de nombreuses autres églises du département. Un musée retrace leur histoire à Asté.

### Demeures remarquables
Le département compte de nombreuses fermes ou demeures dont les spécificités architecturales puisent leurs origines dans la Bigorre des XVIIIe et XIXe siècles. Elles sont reconnaissables aux parements en pierre de leurs façades, à leurs portails monumentaux ou encore à leurs balcons longitudinaux...
Des villas de styles anglais, impérial, néo-renaissant ou néo-mauresque ornent les jardins de l'agglomération tarbaise ou constituent des bâtiments municipaux à Lourdes. Ce sont des indices du grand éclectisme architectural des XIXe et XXe siècles. Elles témoignent parfois d'un riche passé industriel telle la villa Oustau à Aureilhan avec ses écuries et son usine.

### Jardins et espaces publics

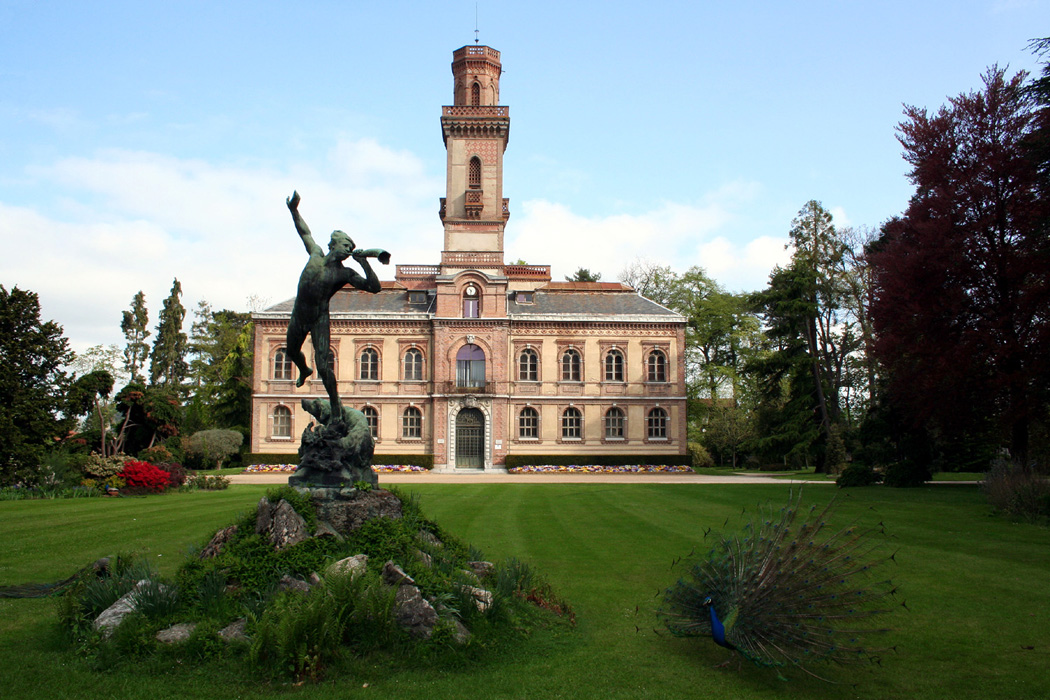
Jardin et musée Massey

Le jardin Massey et les parcs Paul-Chastellain, Bel-Air, Raymond-Erraçarret à Tarbes et le jardin de la poterie Hillen à Thermes-Magnoac bénéficient du label « Jardin remarquable » décerné par le Ministère de la Culture. Bagnères-de-Bigorre compte aussi de nombreux parcs dont le site classé du Vallon de Salut et son conservatoire botanique.
Voir aussi l'Arboretum de Tournay et le Jardin botanique du Tourmalet.
Les espaces publics sont marqués par l'existence de nombreuses fontaines et monument commémoratifs des guerres.

### Lavoirs
En milieu rural, des lavoirs et croix monumentales ont également été conservés.

#### Galerie d'images

Sélection de vues des lavoirs municipaux.
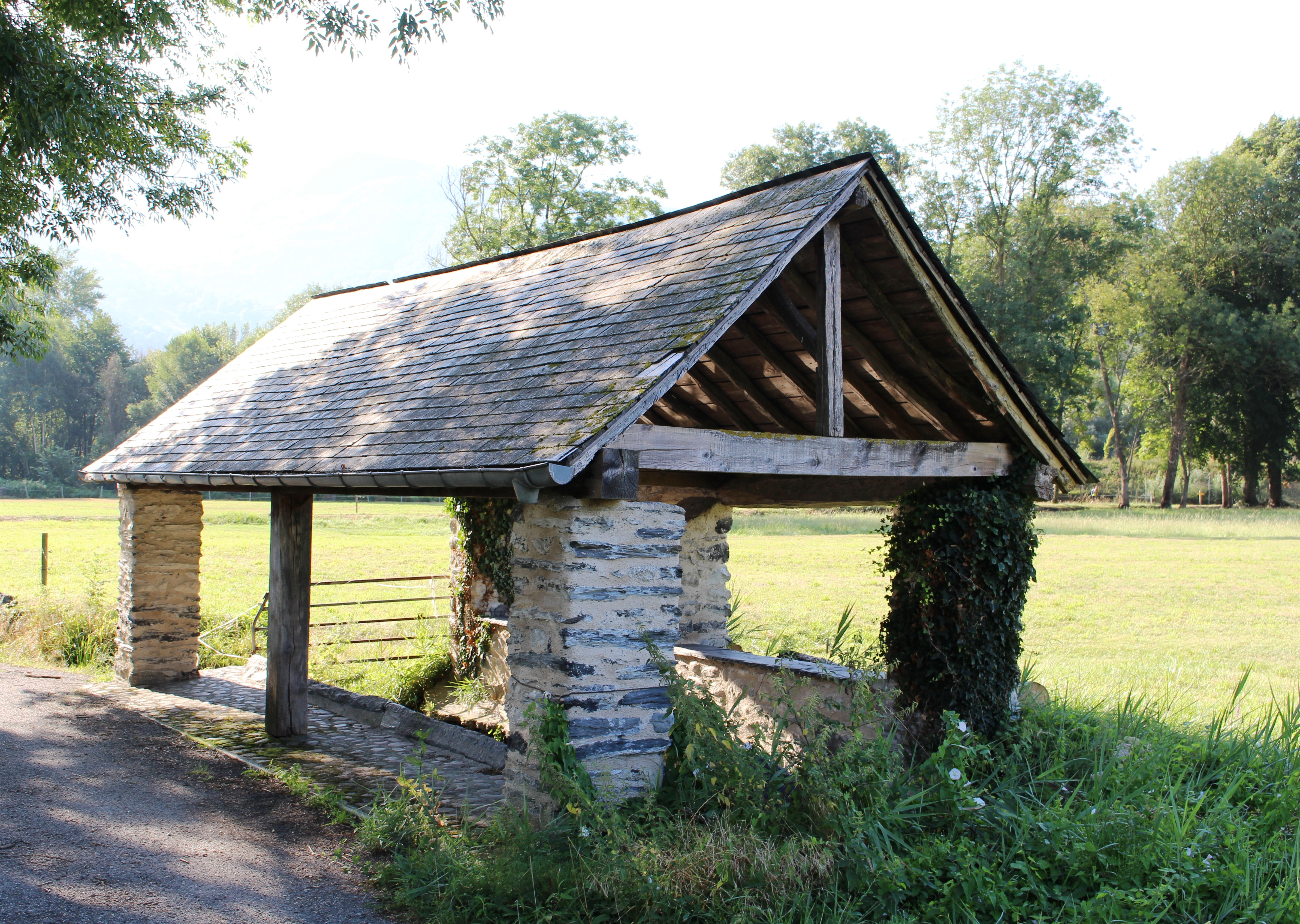
Lavoir de Vidalos
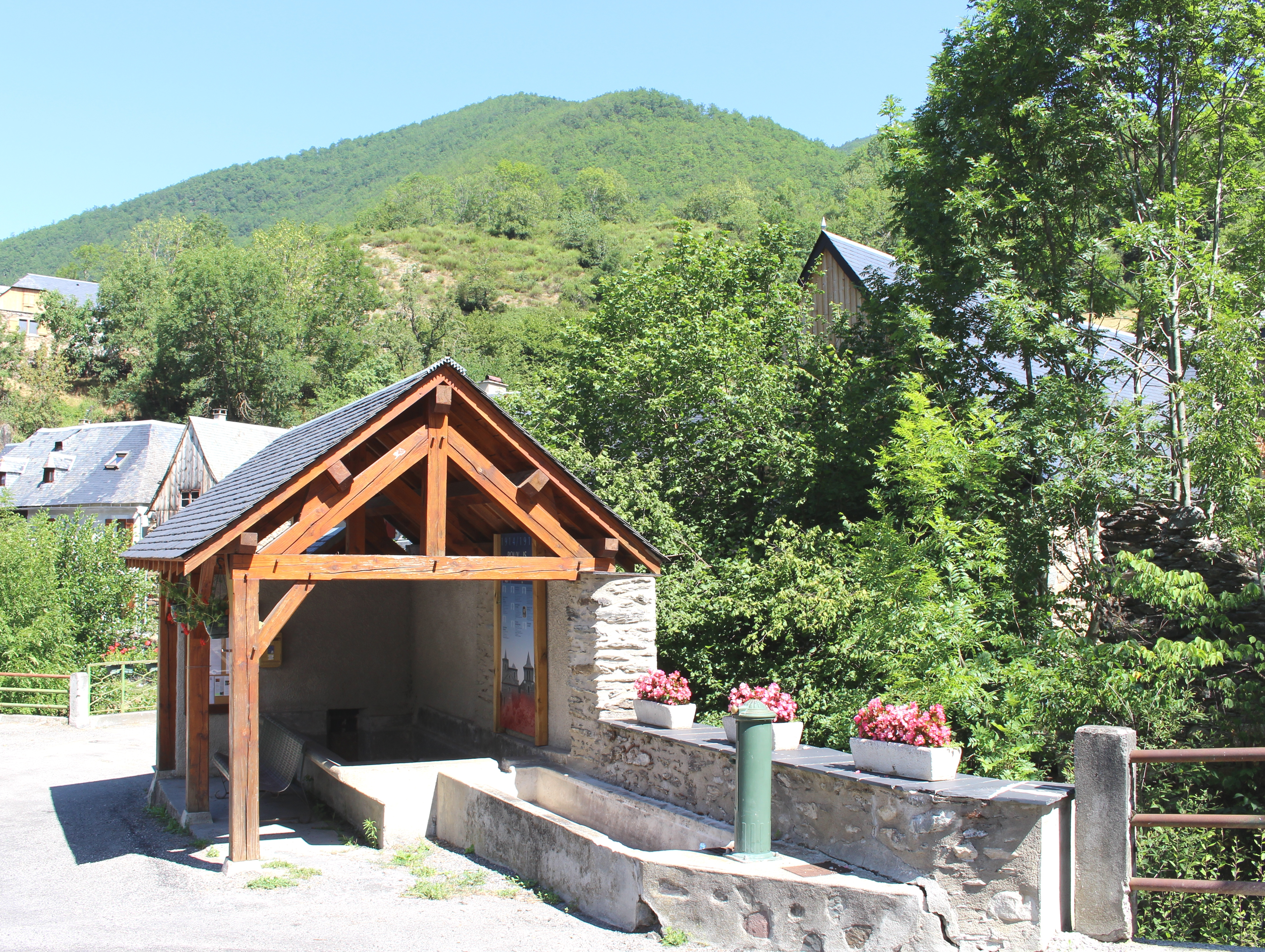
Lavoir de Pouy
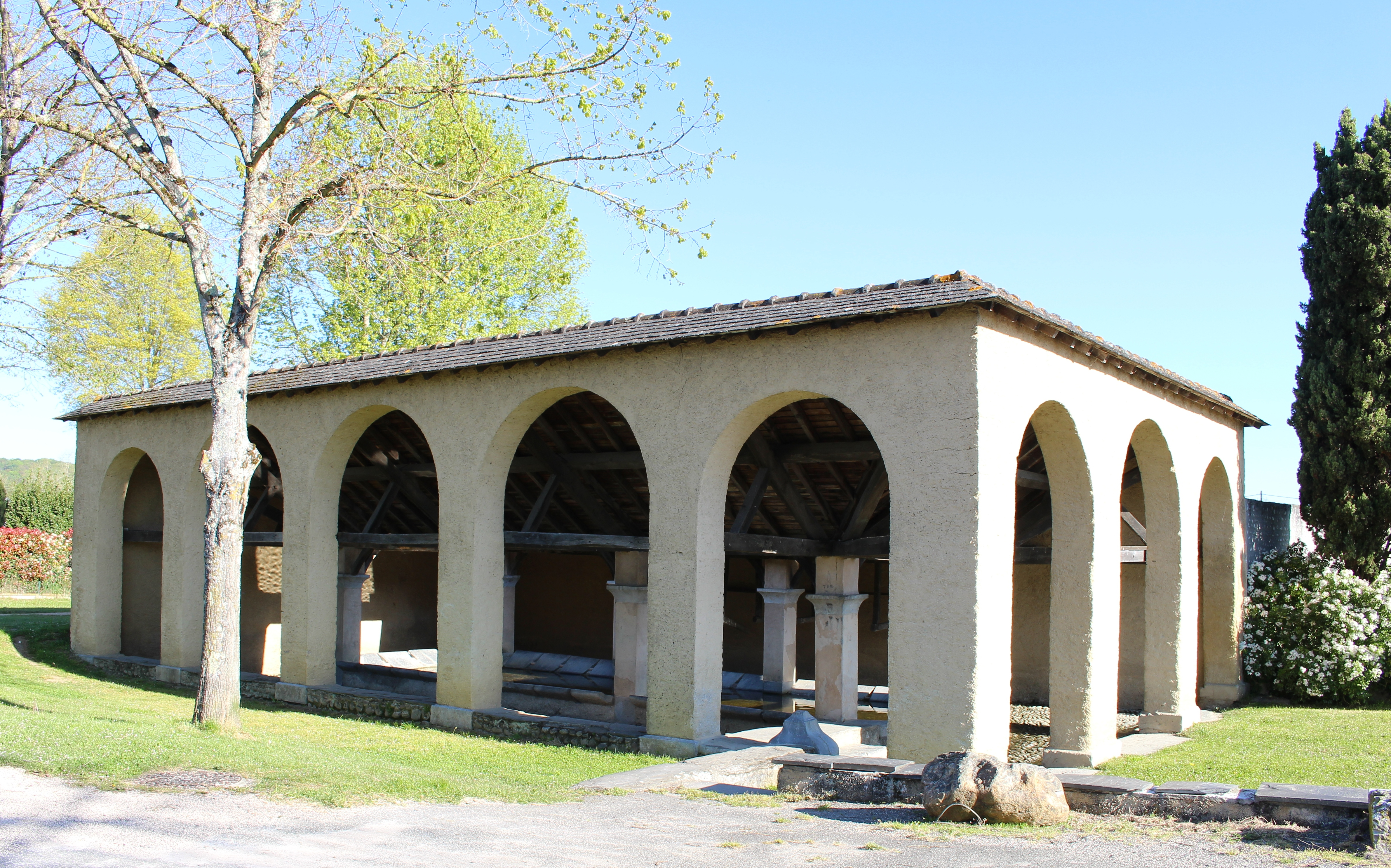
Lavoir d'Azereix
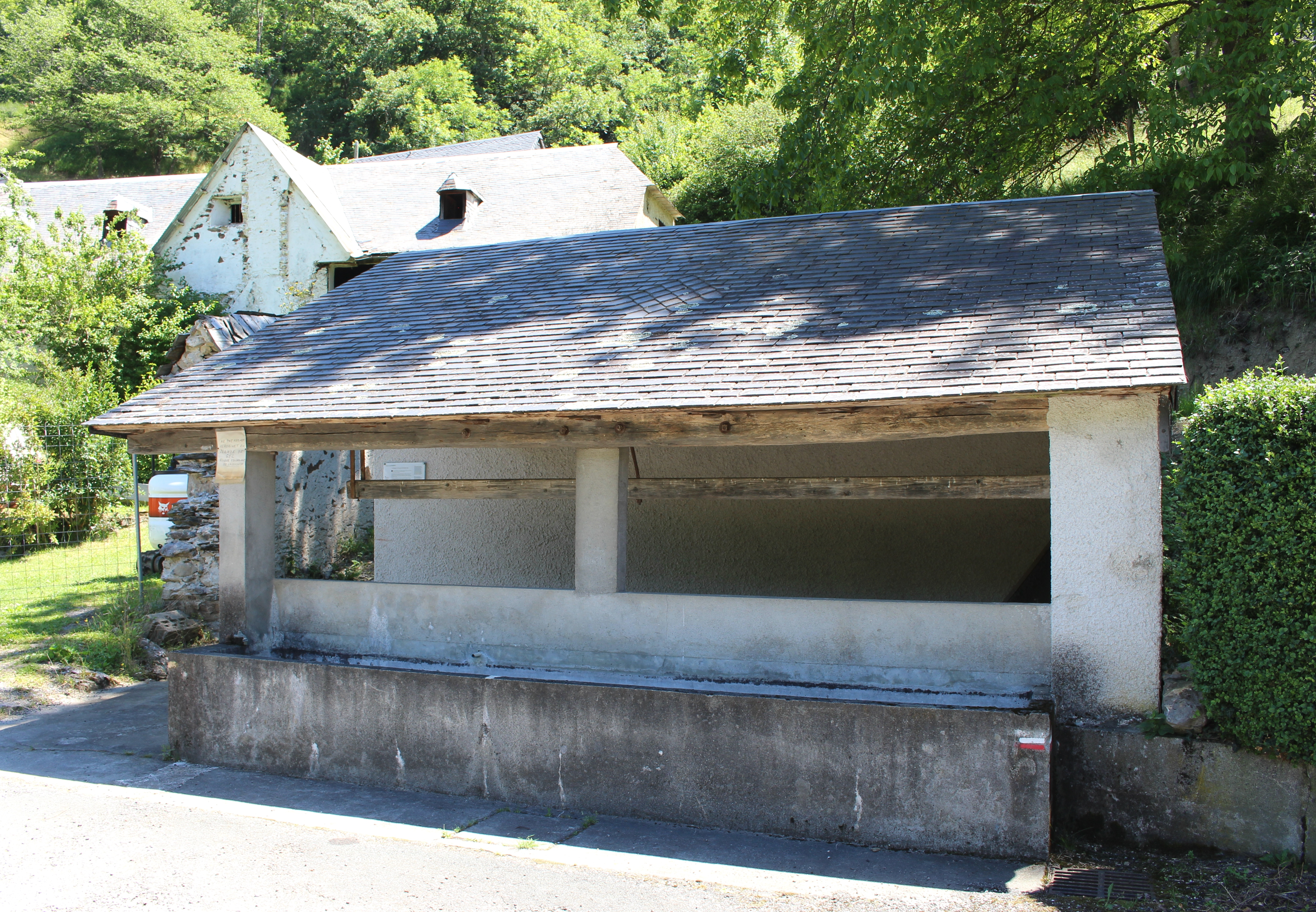
Lavoir de Fréchet-Aure
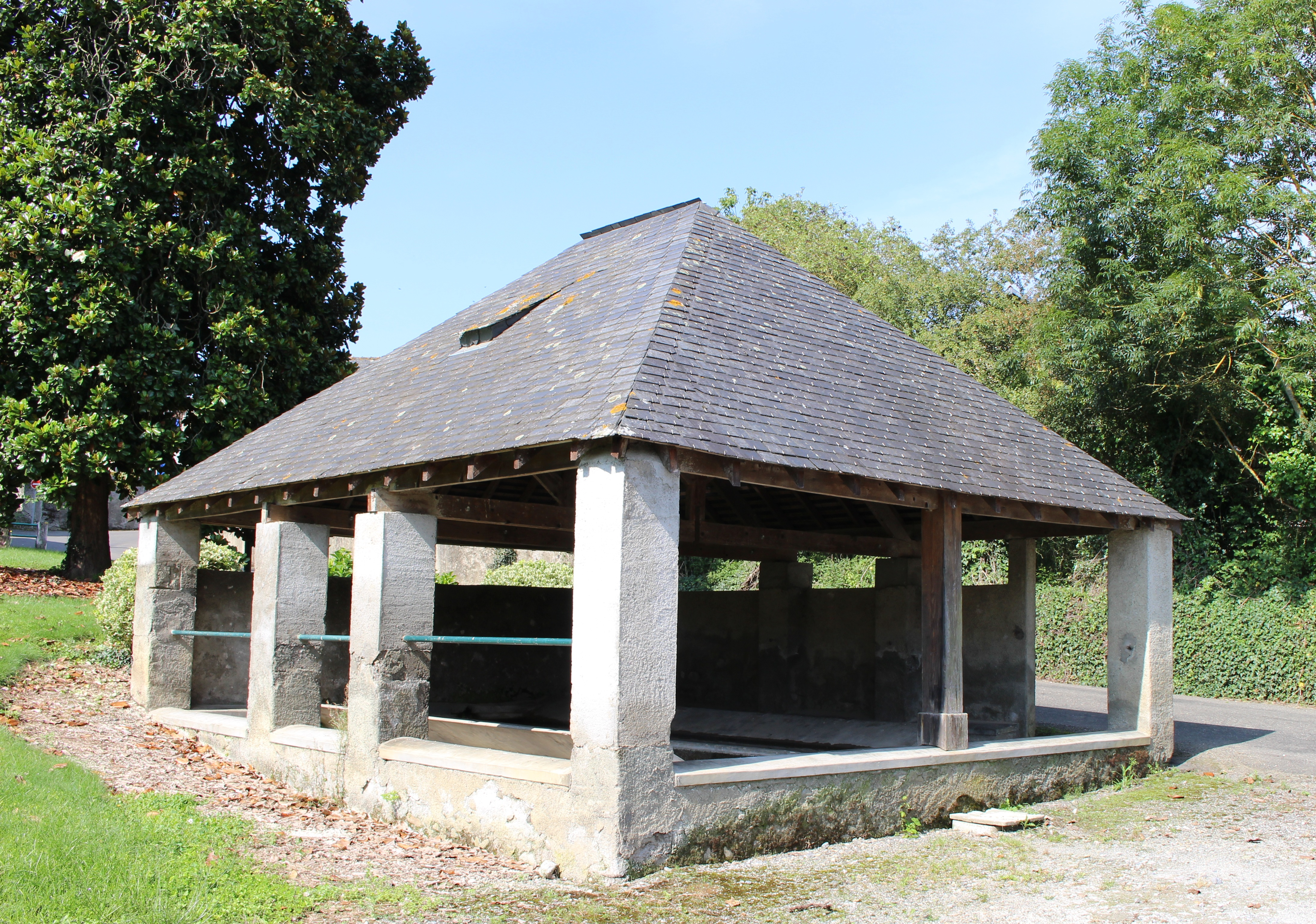
Lavoir de Louey
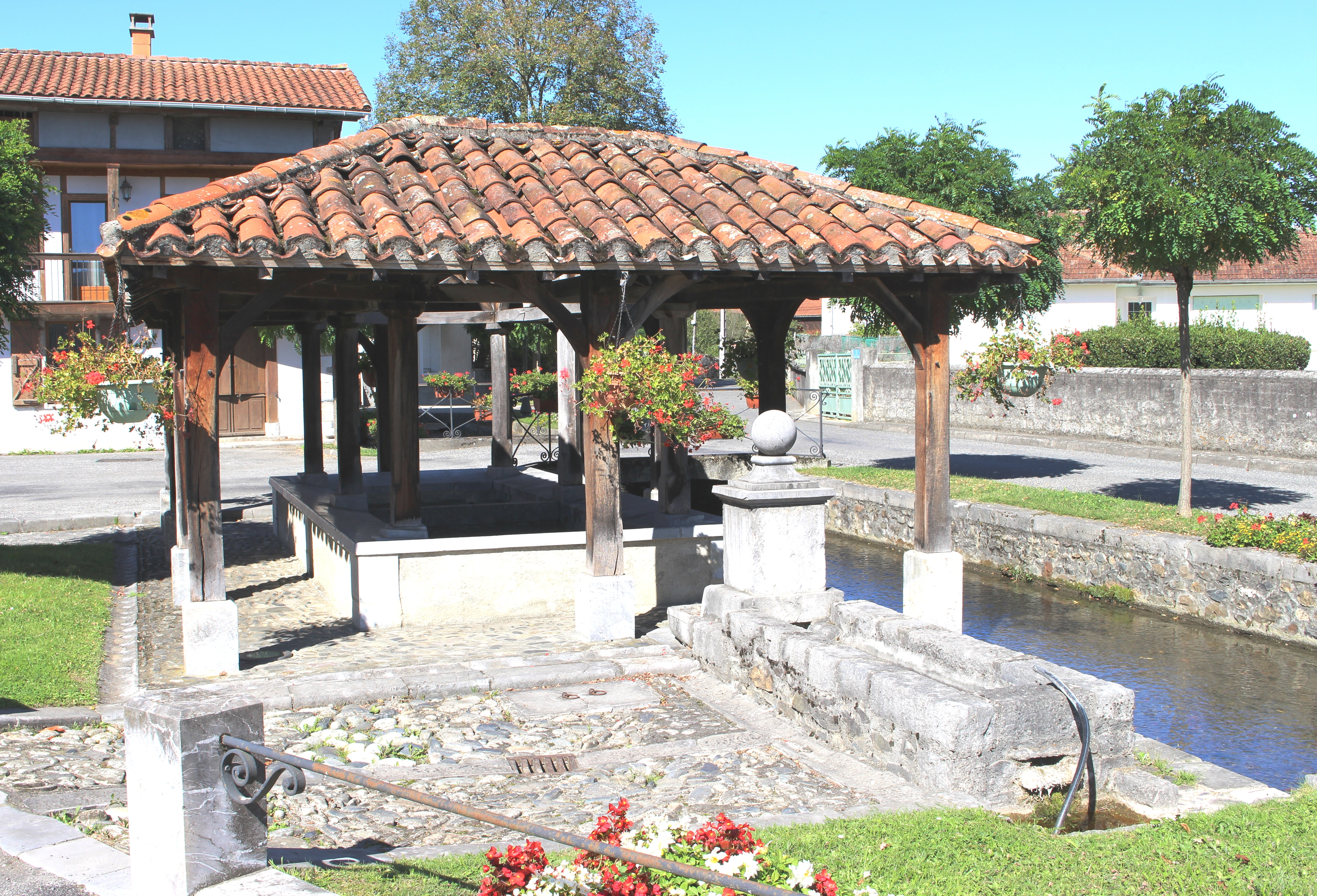
Lavoir de Mazères-de-Neste.
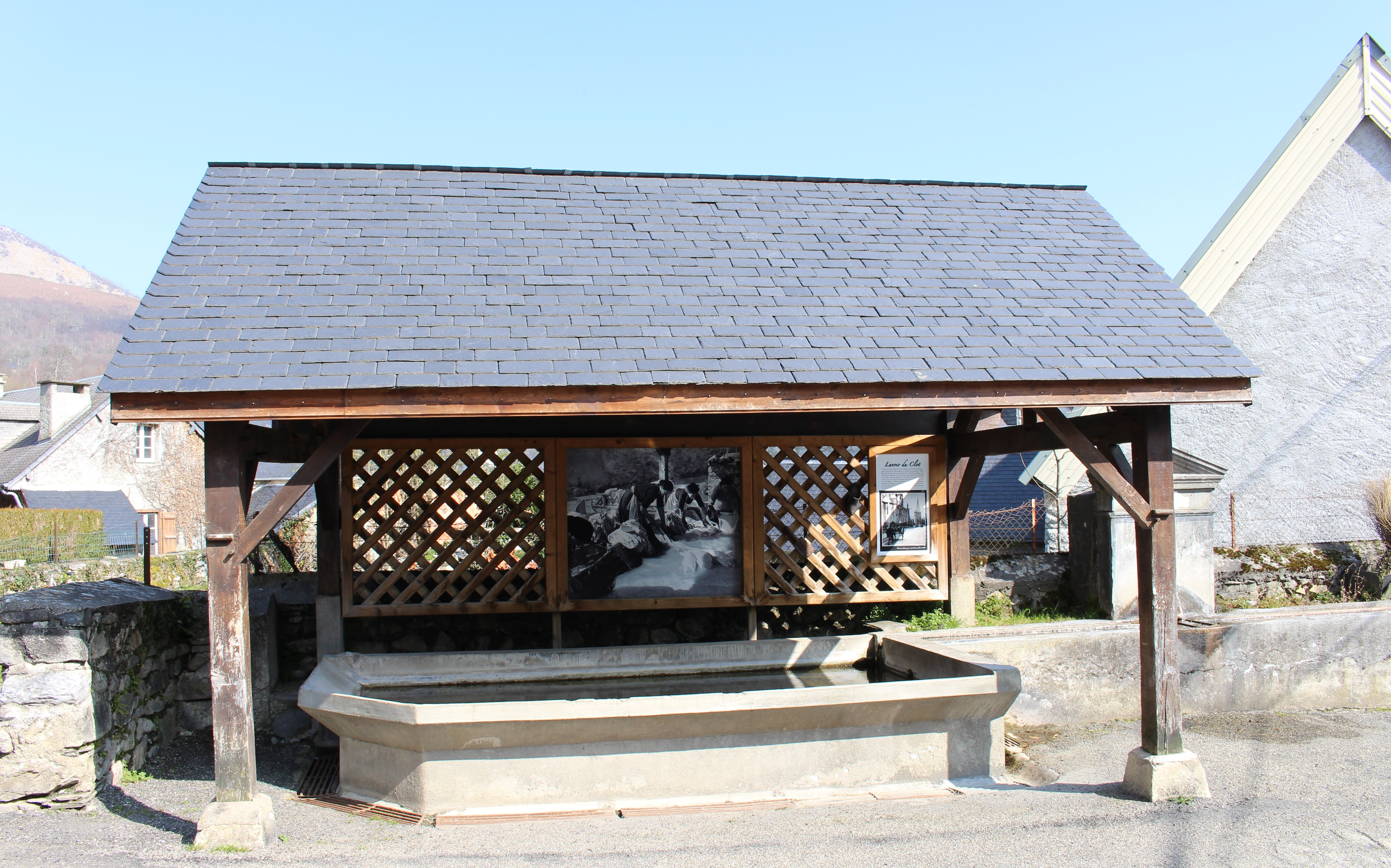
Lavoir d'Omex.
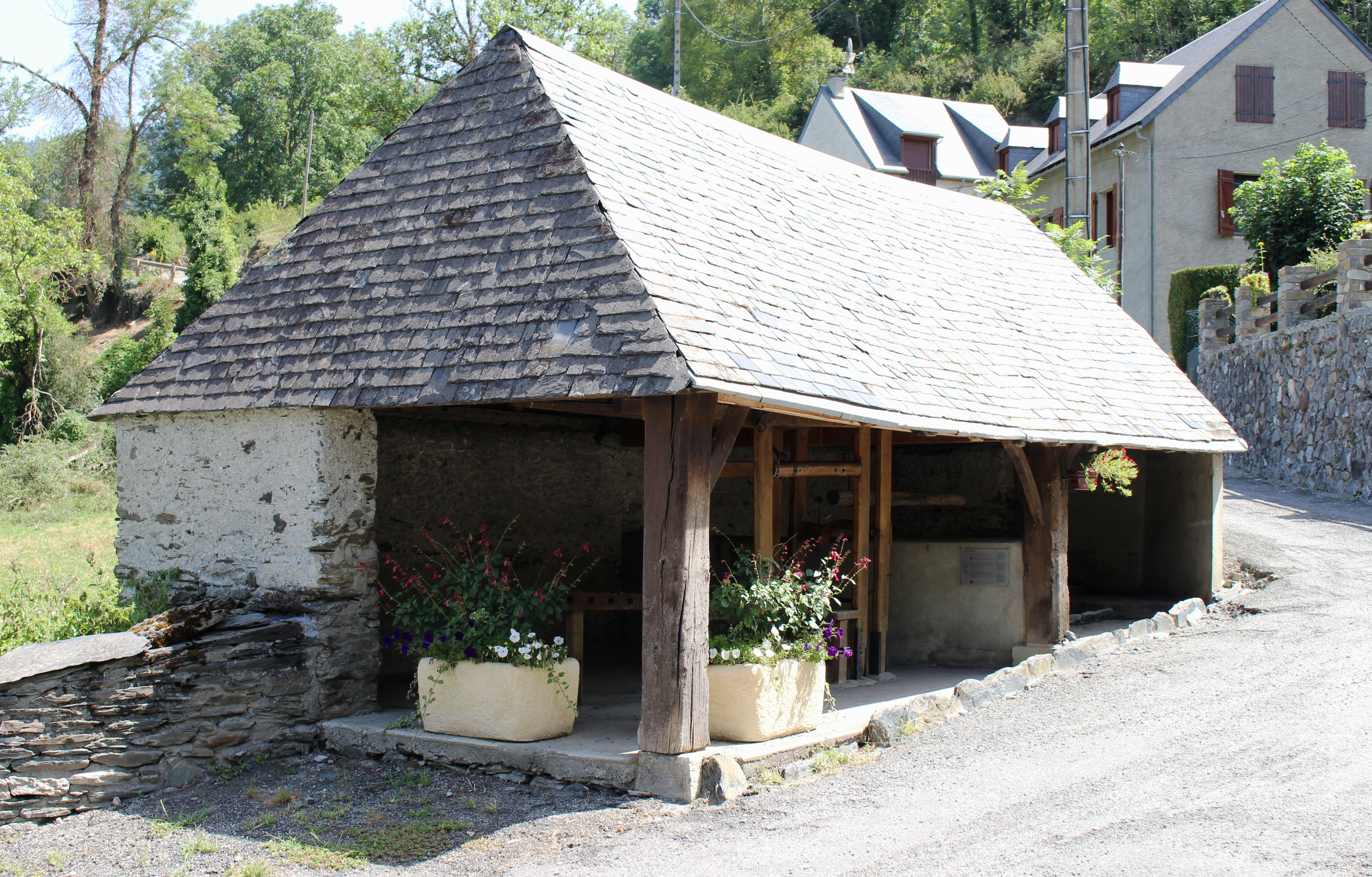
Lavoir de Bourisp.

### Moulins à eau

#### Galerie d'images

Sélection de vues des moulins.
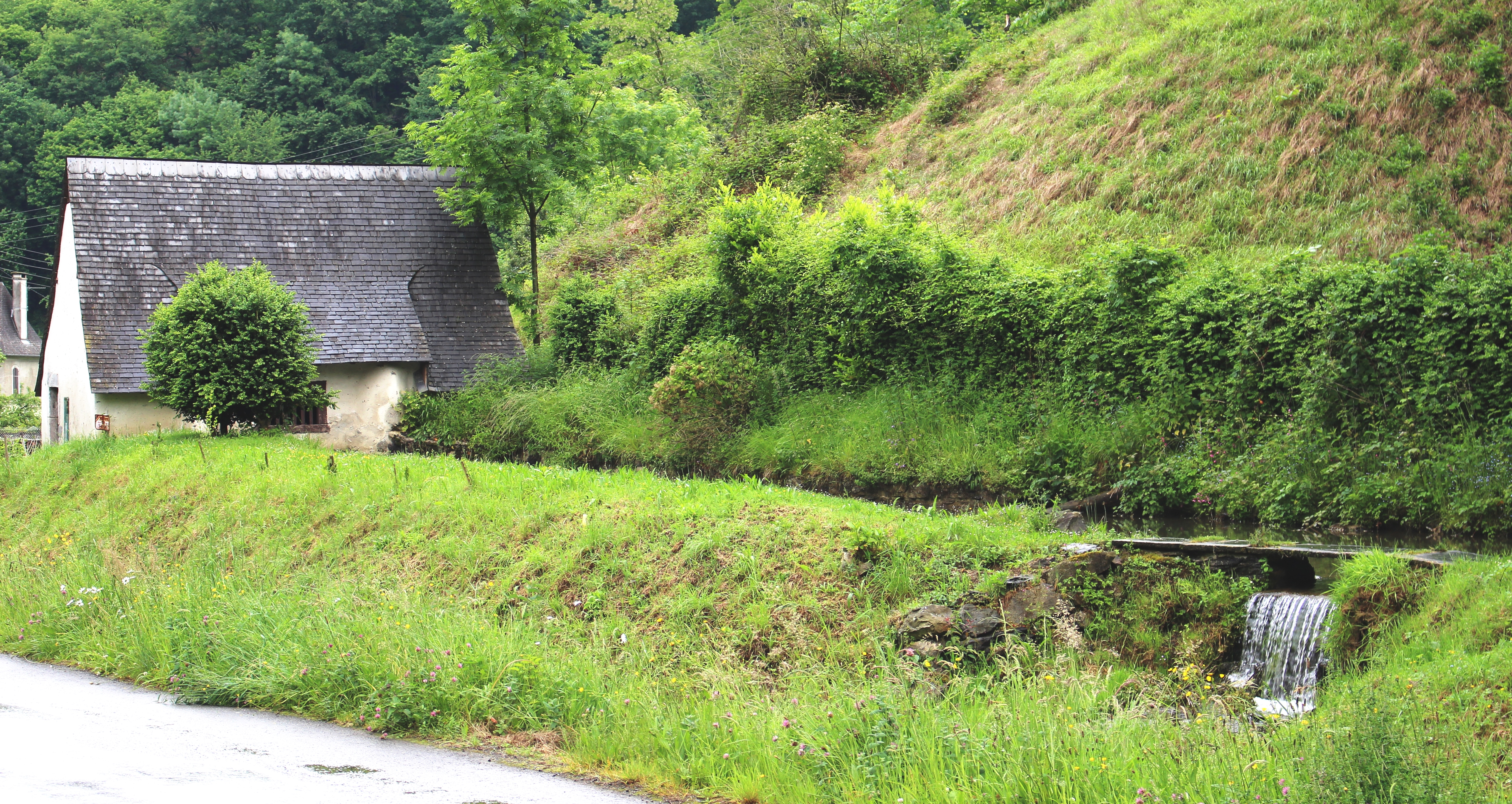
La Môle du Castet
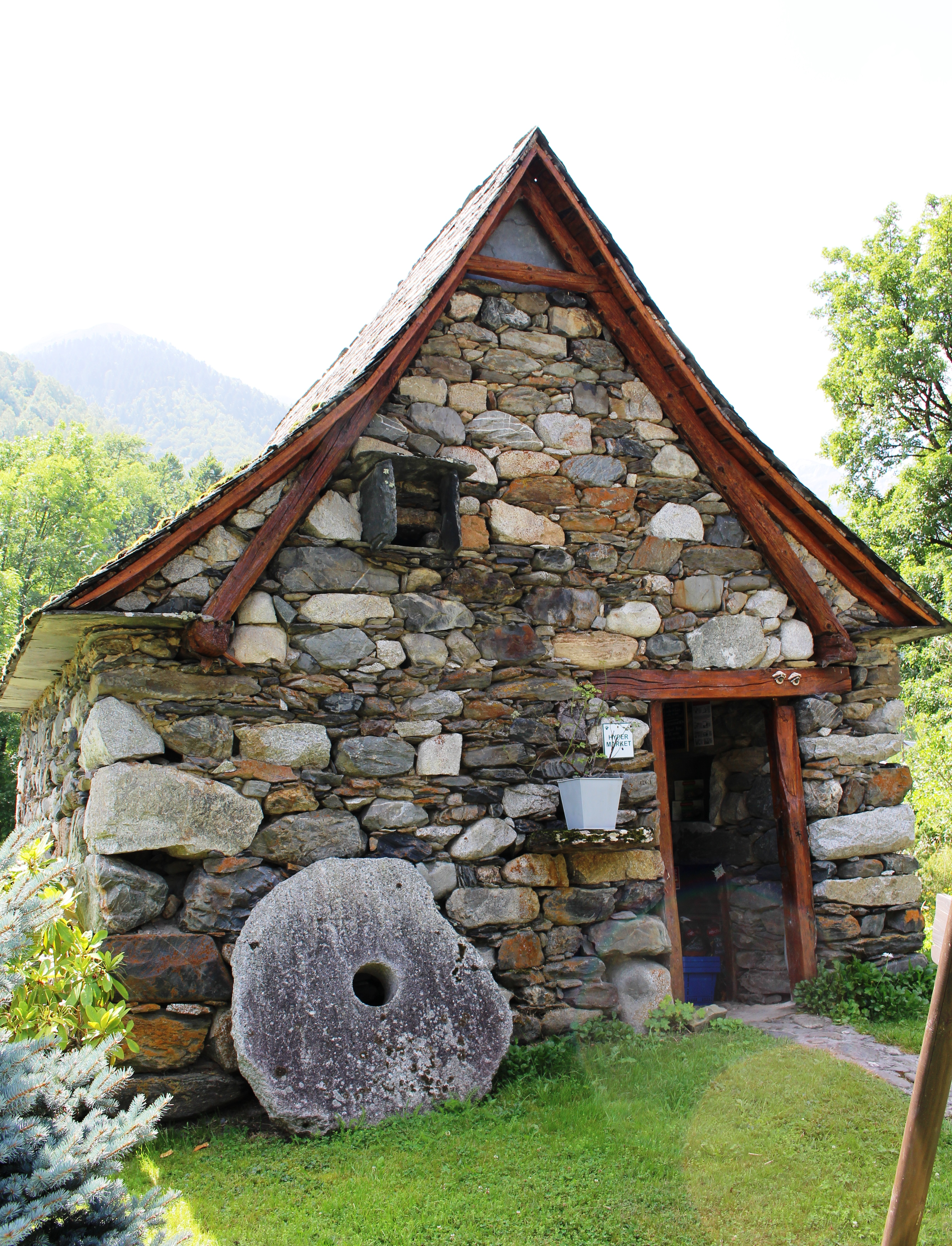
Moulin d'Estaing
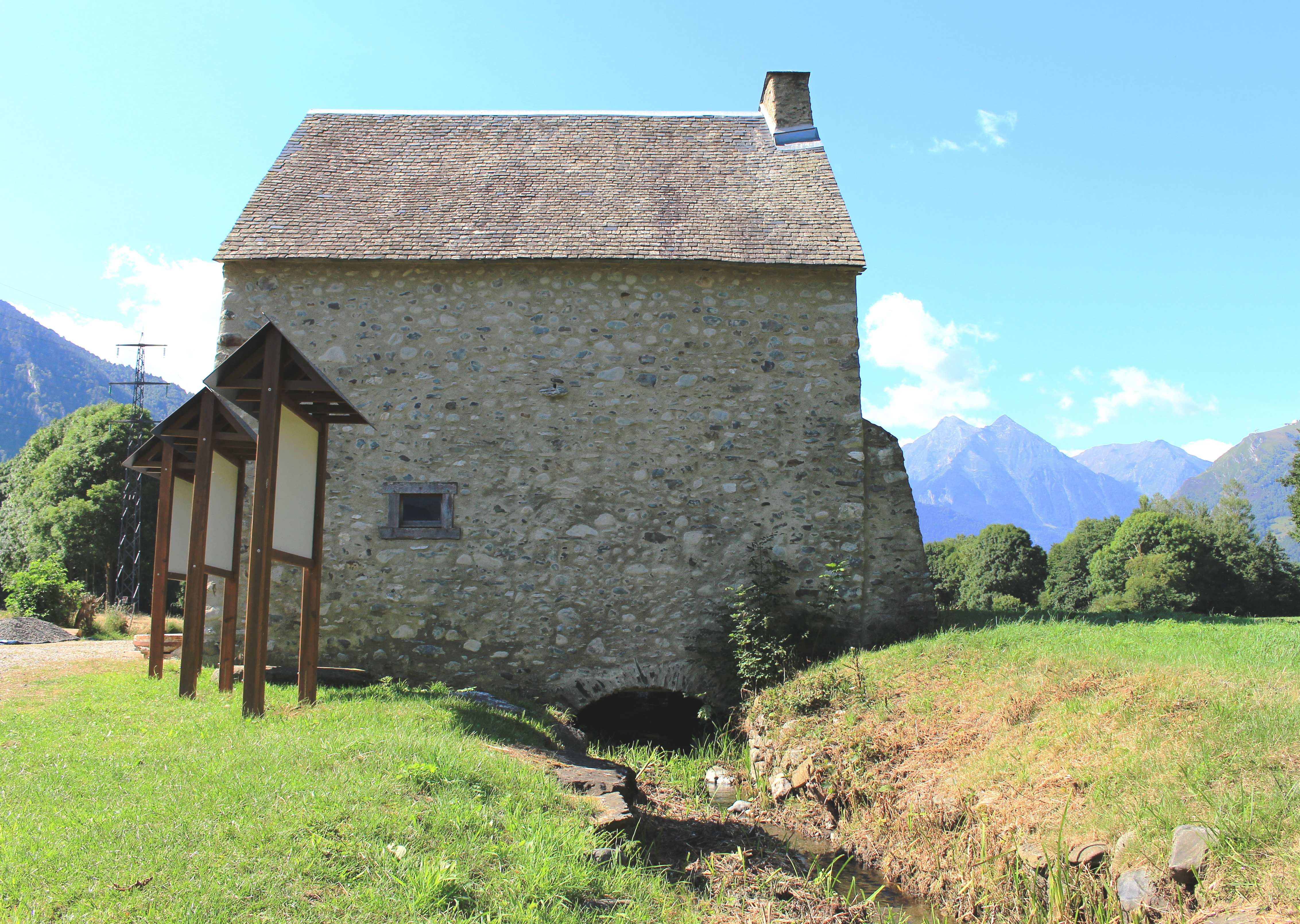
Moulin de Guchan
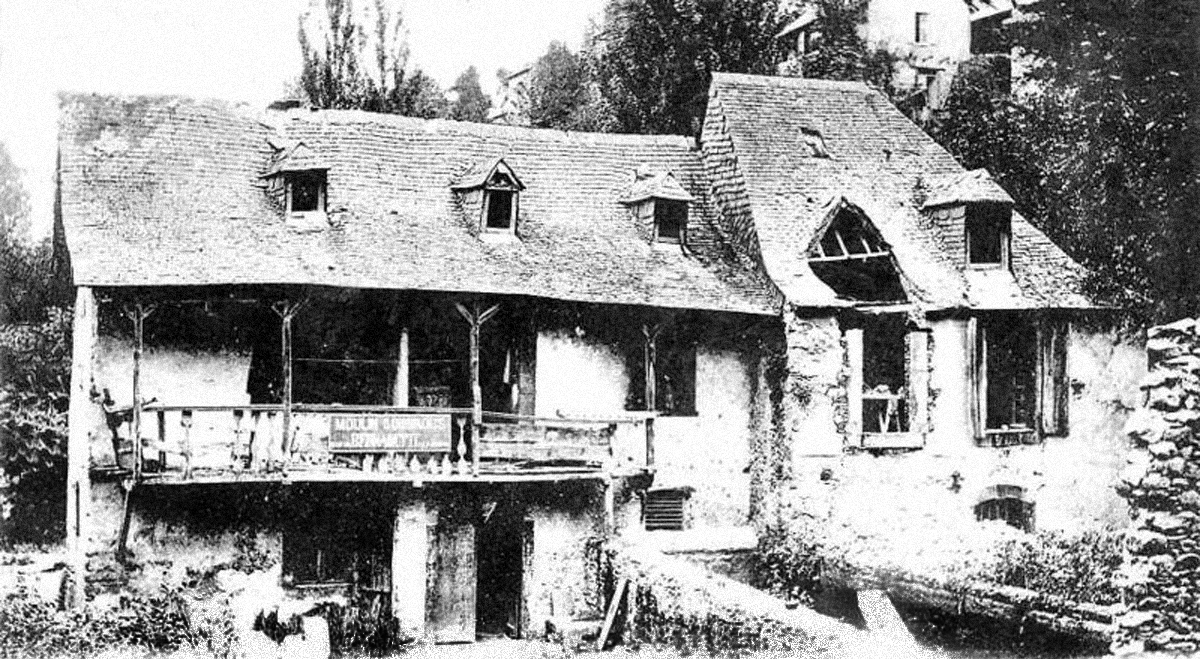
Moulin de Boly
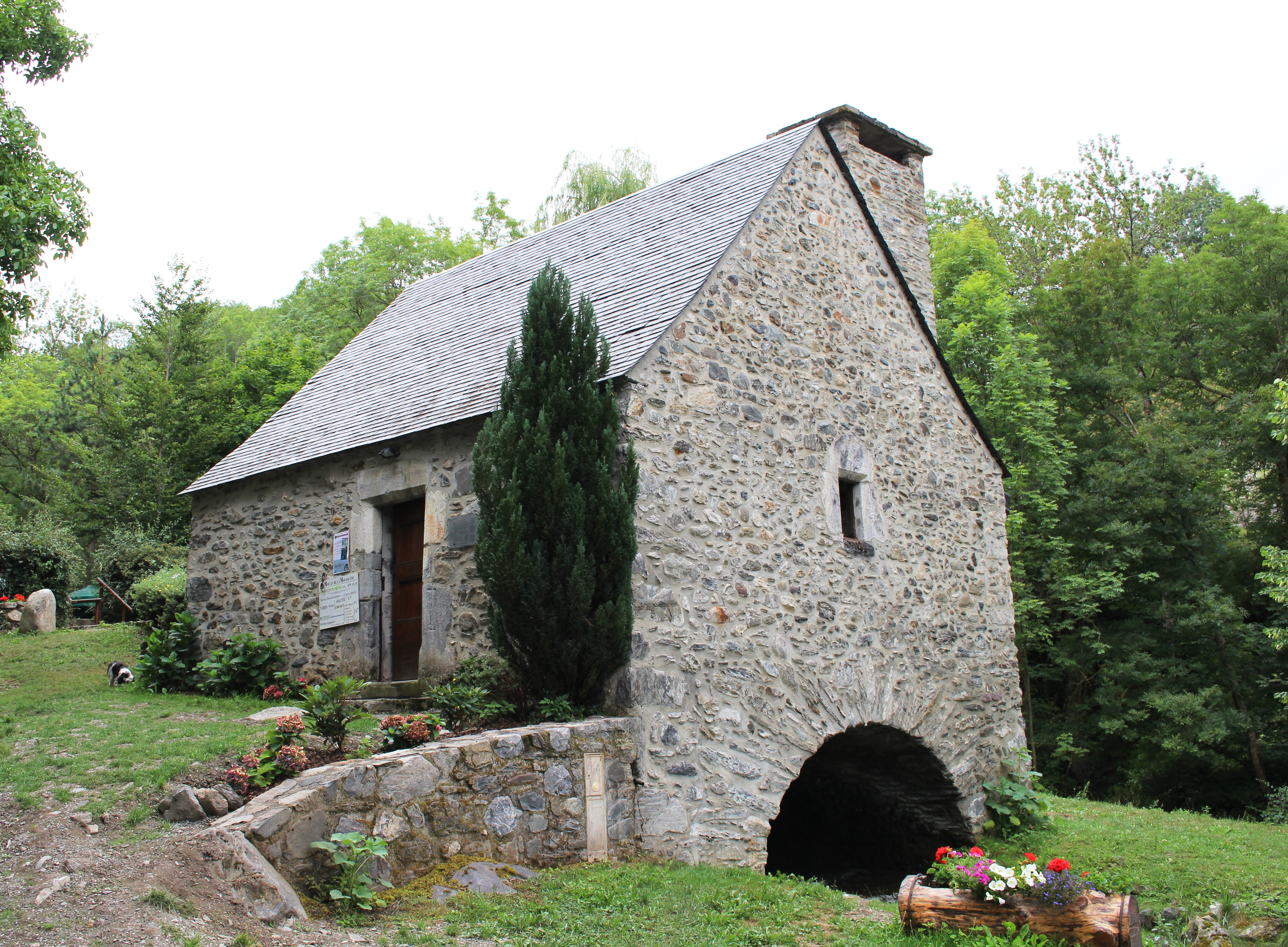
Moulin de la Mousquère

### Halles et marchés
Les Hautes-Pyrénées comptent de nombreuses halles datant des XIXe et XXe siècles. Celles de Tarbes, Lourdes, Bagnères-de-Bigorre ou Castelnau-Magnoac sont entièrement abritées. D'autres le sont partiellement telles celles de Maubourguet, Rabastens-de-Bigorre ou Vic-en-Bigorre. Au moins un jour par semaine, à Tarbes, Lannemezan ou Bagnères-de-Bigorre, certaines places et rues se transforment en immenses marchés à ciel ouvert.

#### Galerie d'images

Sélection de vues des halles.
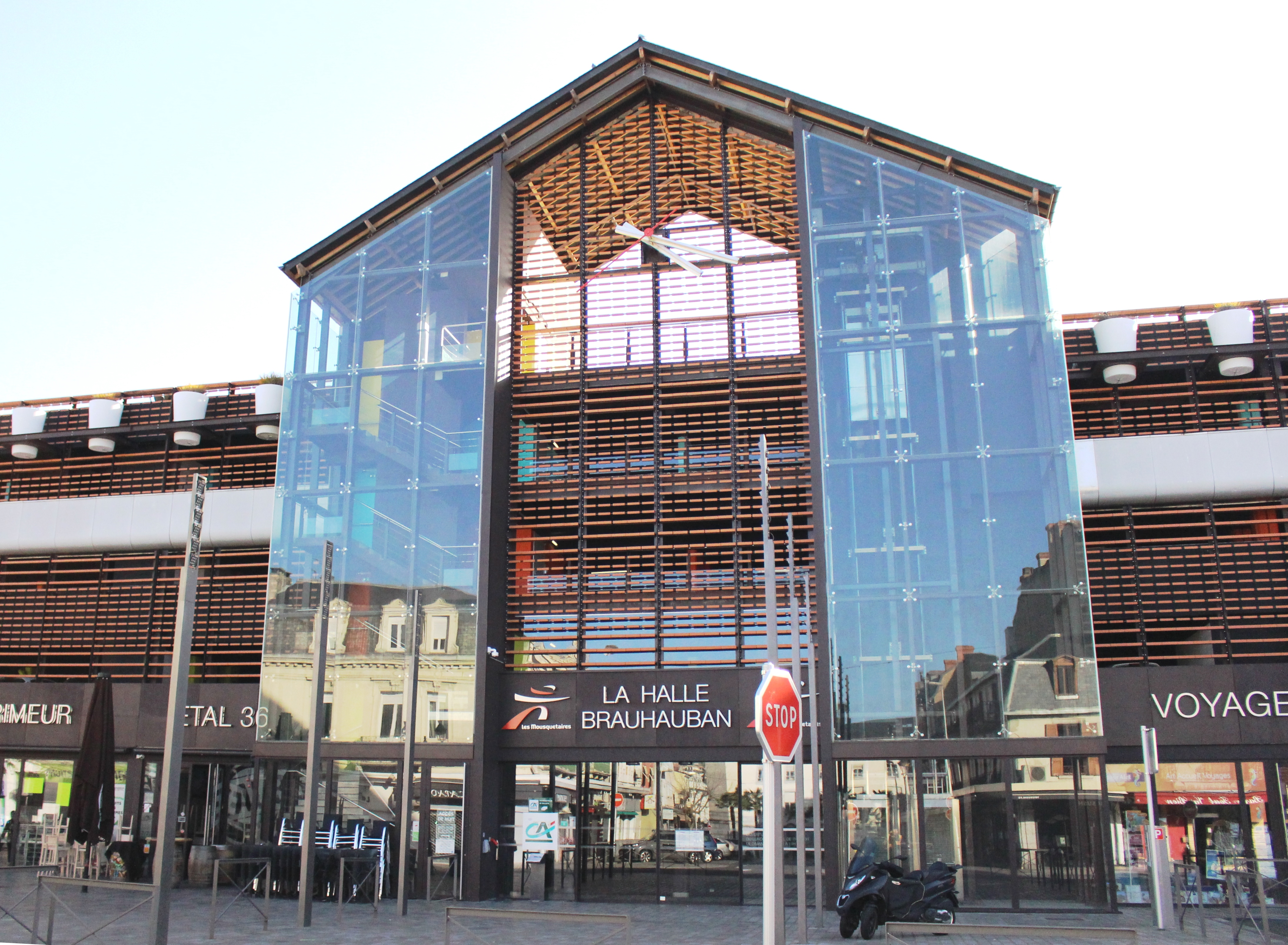
Brauhauban.
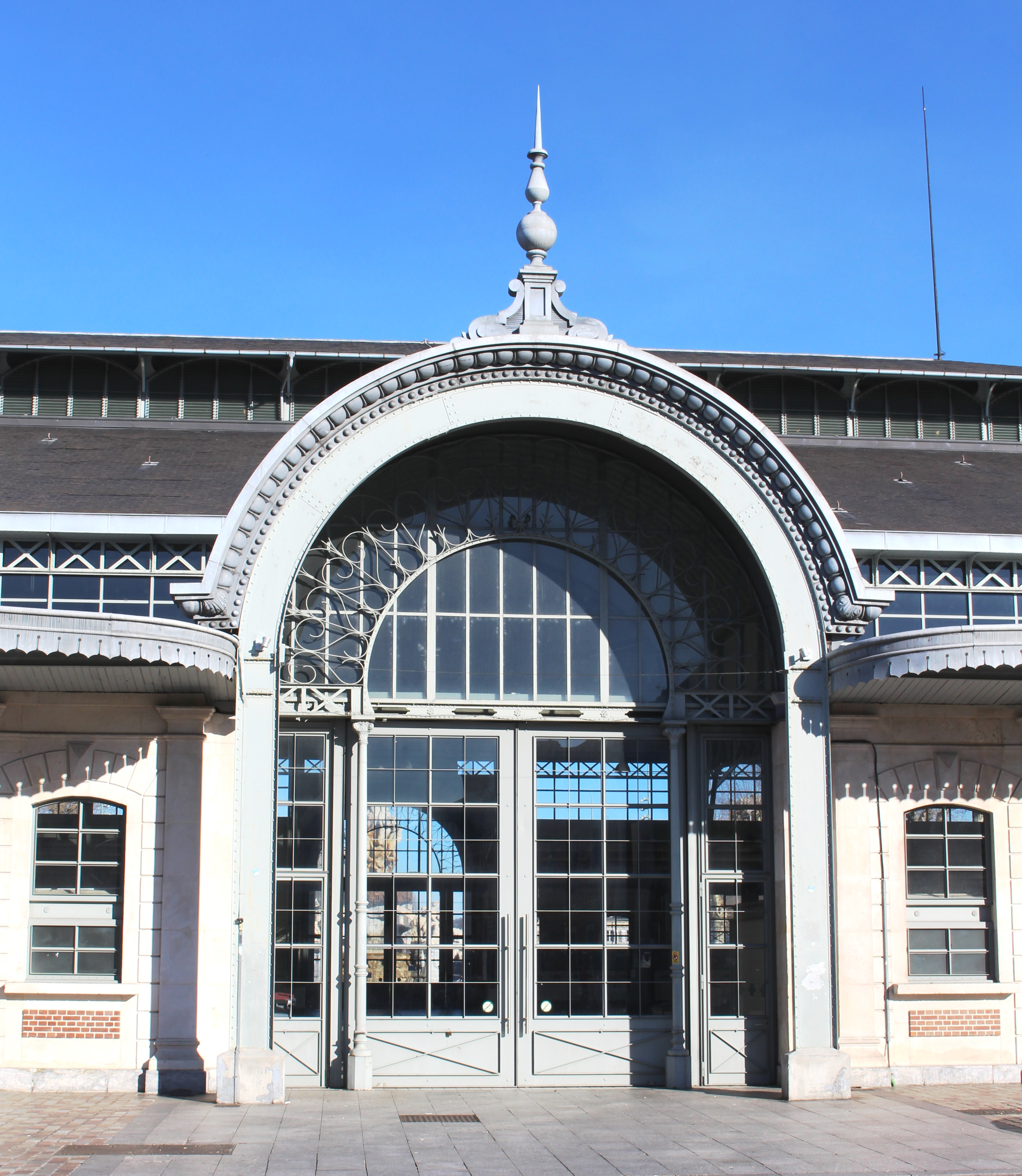
Marcadieu.
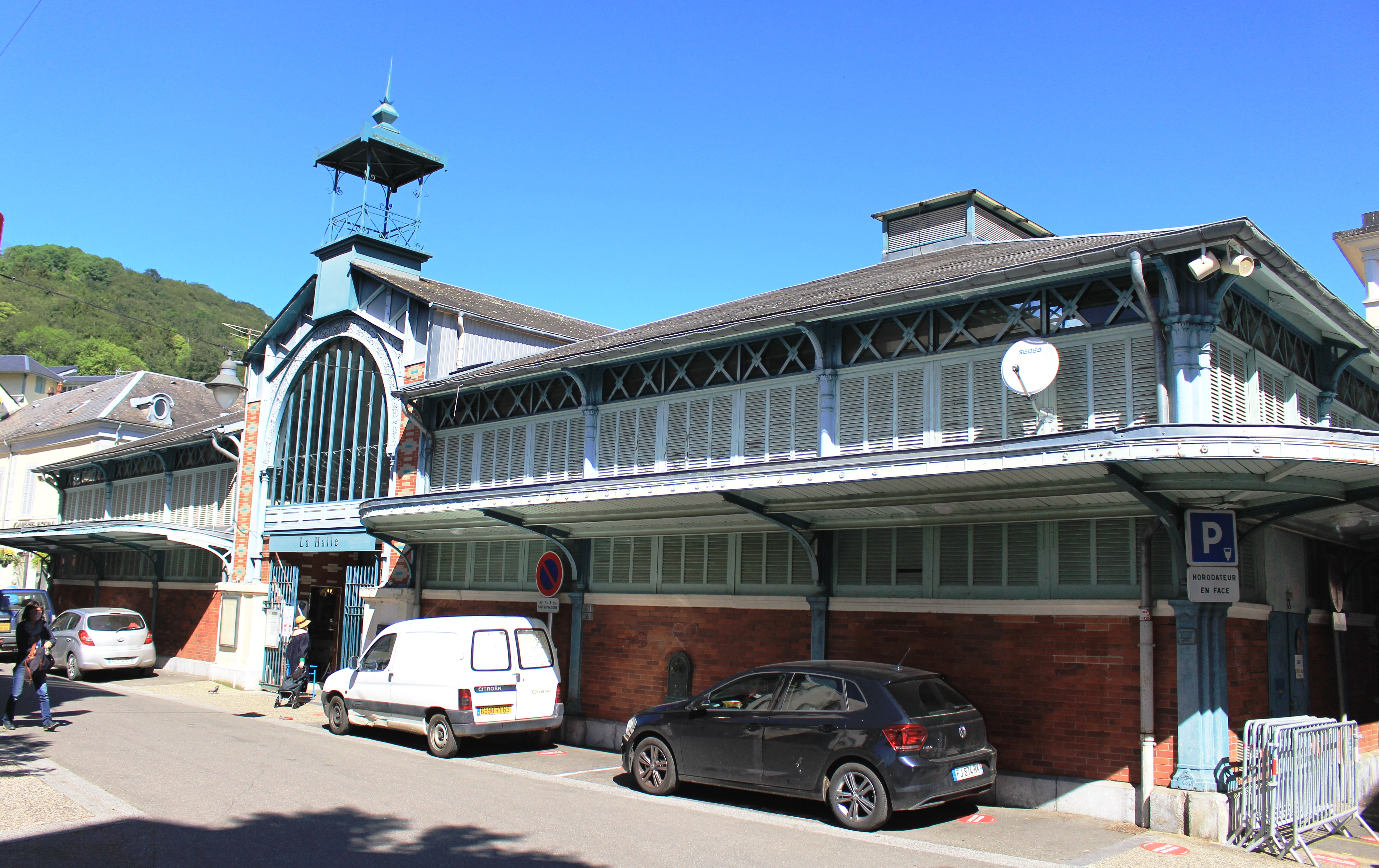
Bagnères-de-Bigorre.
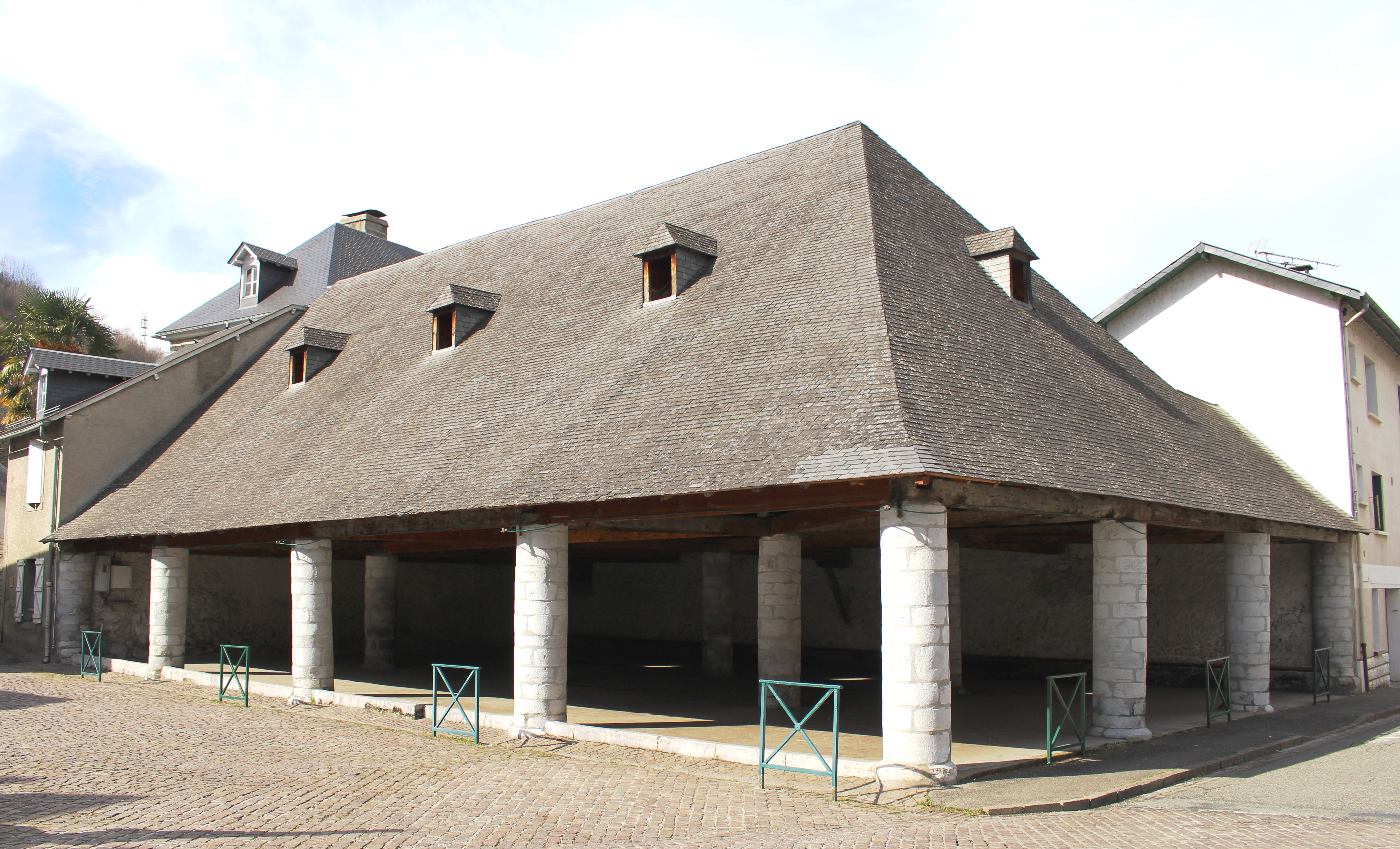
Campan.
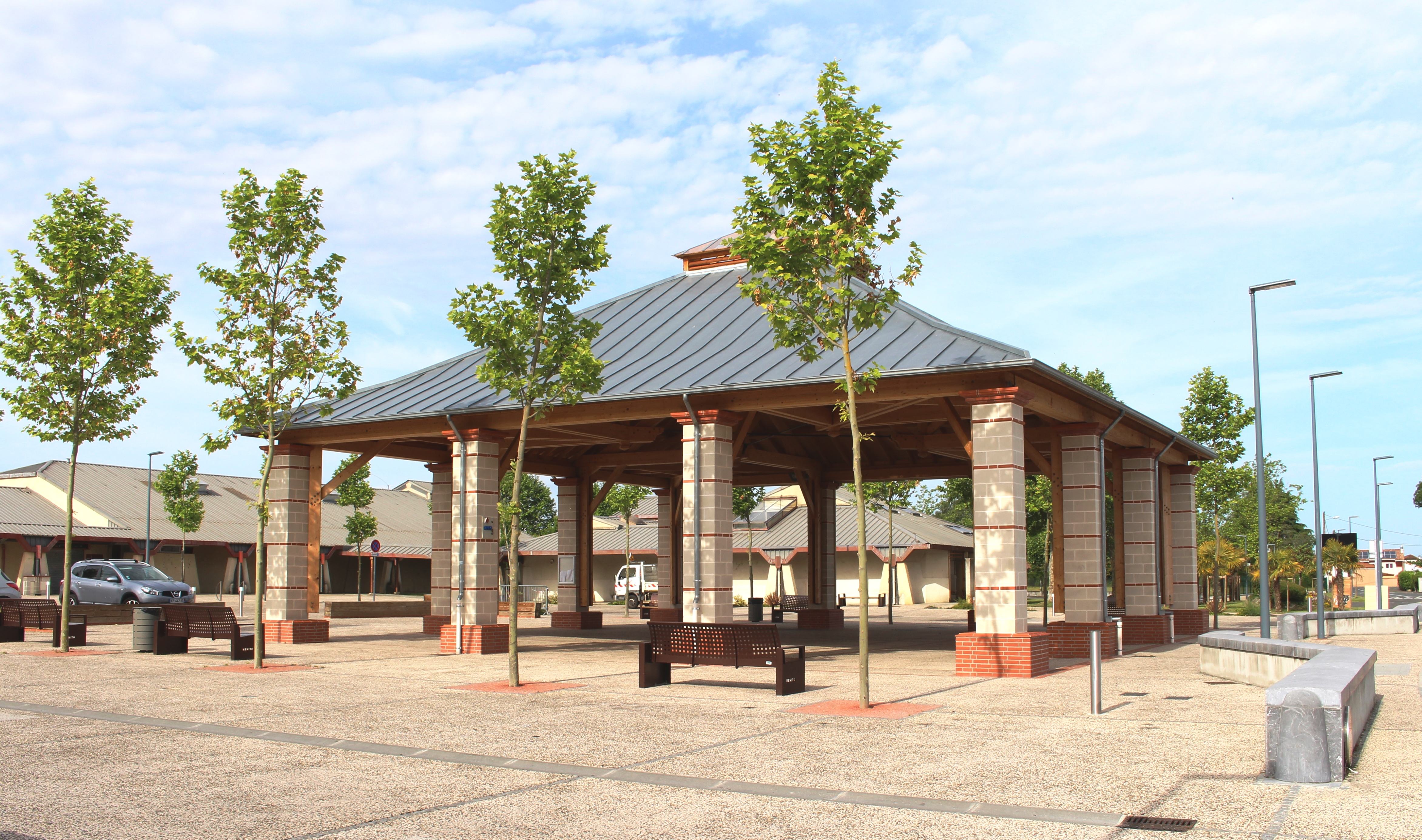
Barbazan-Debat.
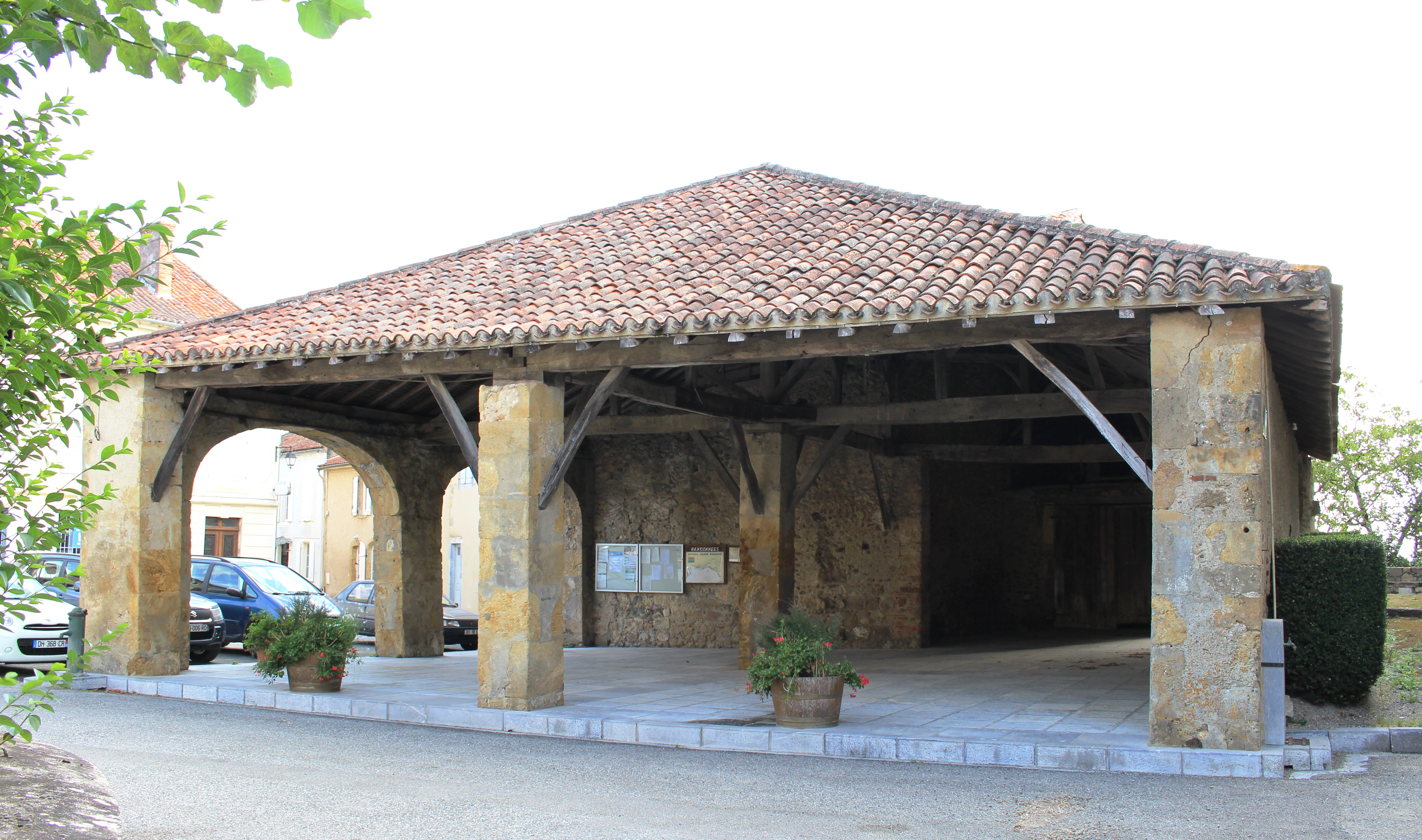
Castelnau-Rivière-Basse.

### Patrimoine militaire
Tarbes abrite divers sites relevant d'un patrimoine militaire dont plusieurs casernes en activité:
- 35e Régiment d'artillerie parachutiste[6], depuis 1947.
- 1er Régiment de Hussards Parachutistes[7] depuis 1953.

On peut y visiter un haras créé par Napoléon en 1806, un musée consacré aux hussards et la maison natale du Maréchal Foch... Les bâtiments d'un atelier de construction d'artillerie communément dénommé « Arsenal » ont été transformés en lieux consacrés aux loisirs (cinéma, centre artistique, restaurants...), aux entreprises (pépinière d'entreprises) et aux archives municipales.
Le mémorial du Corps franc Pommiès et du 49e régiment d'infanterie a été édifié sur une éminence de Castelnau-Magnoac. Un musée retrace l'histoire de ces résistants.

### Patrimoine industriel

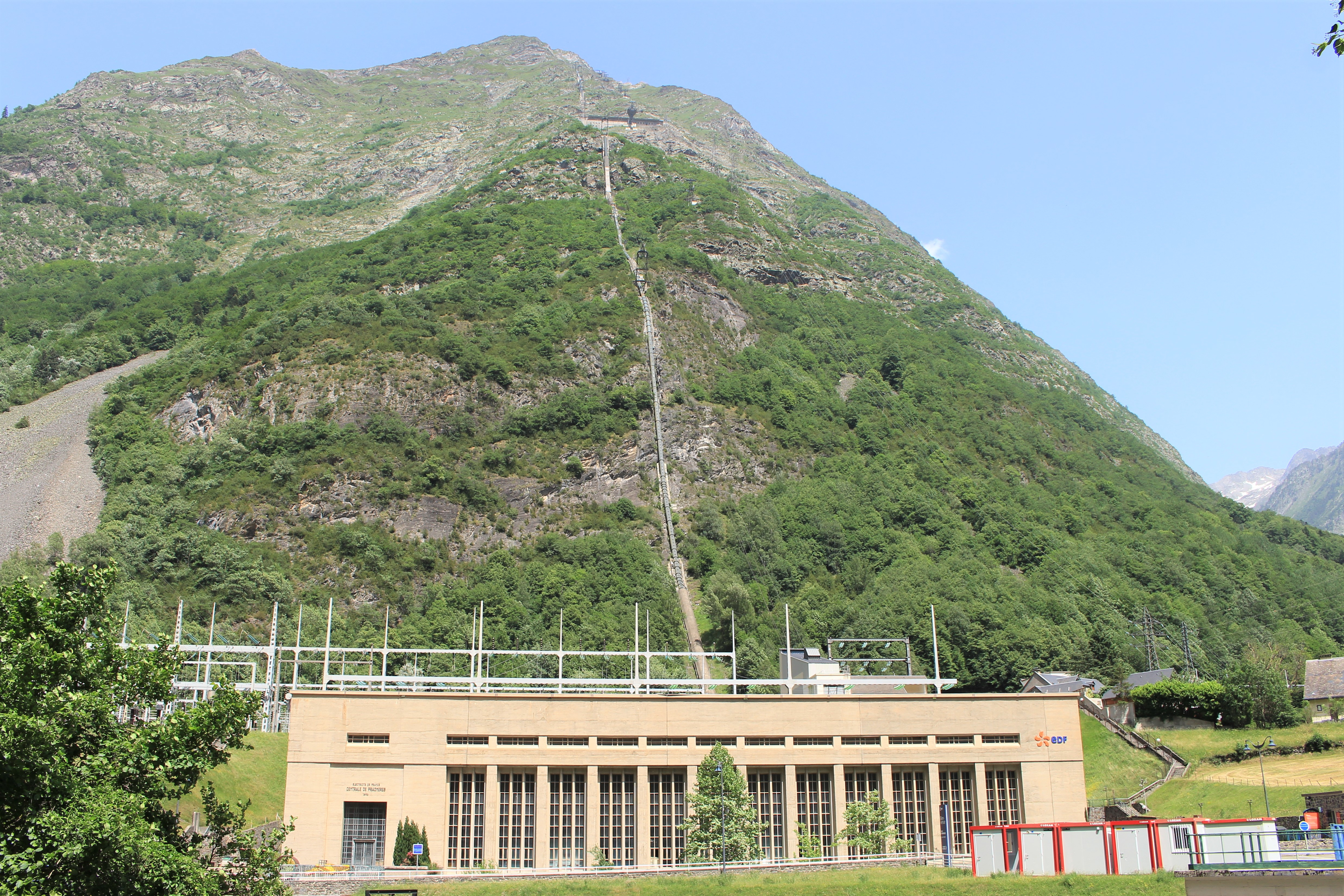
Centrale de Pragnères

- Centrale hydroélectrique de Pragnères
- Centrale hydroélectrique de Soulom

### Principaux musées

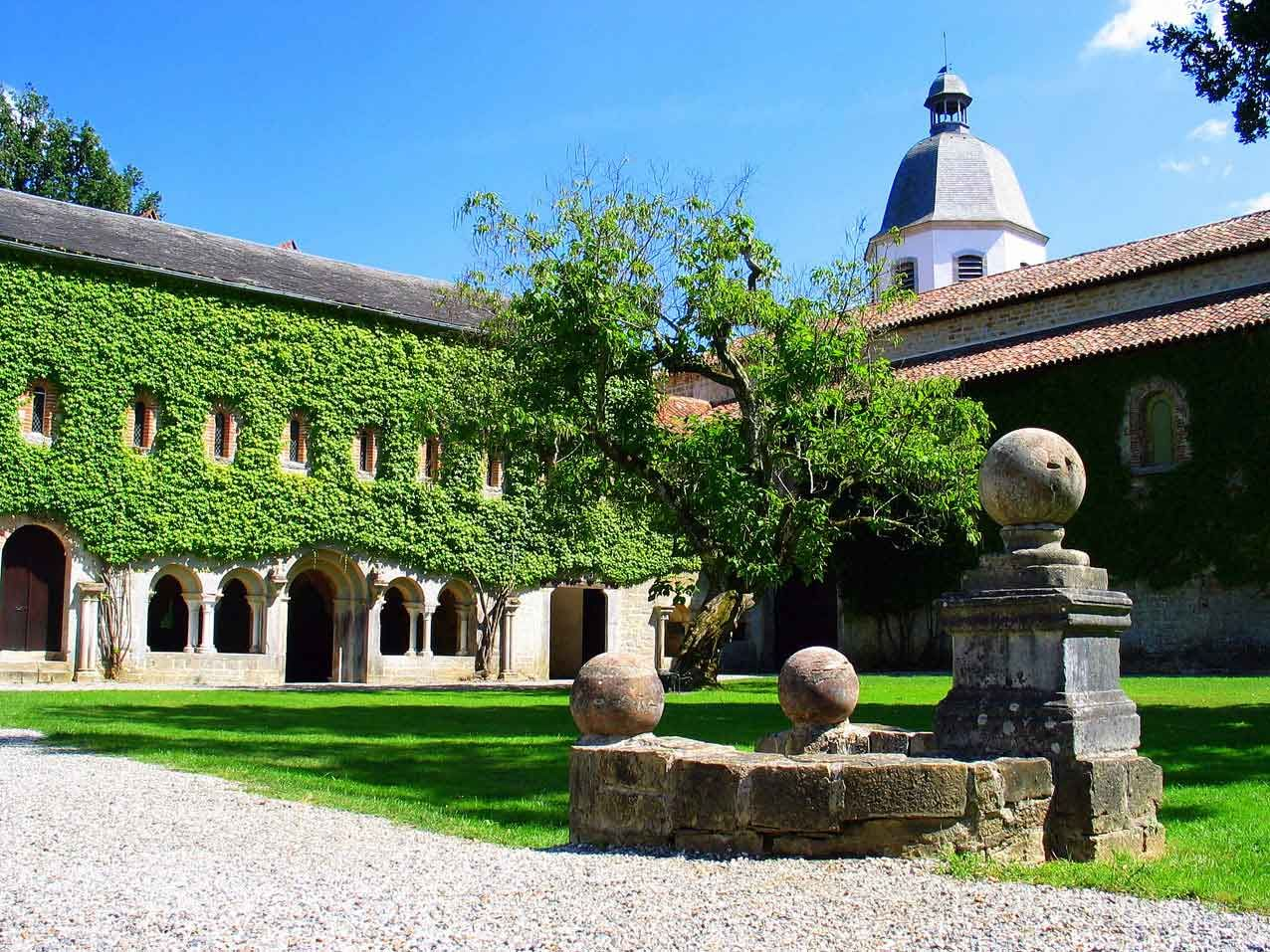
Abbaye de l'Escaladieu

- L'abbaye de l'Escaladieu à Bonnemazon accueille des expositions évènementielles.
- Le musée Massey à Tarbes, un musée comportant une collection sur le thème des hussards et une seconde collection concernant les beaux-arts. La maison natale du maréchal Foch.
- Le musée pyrénéen à Lourdes retrace la vie dans les Pyrénées au siècle des apparitions.
- Le musée Salies à Bagnères-de-Bigorre est un musée des beaux-arts.
- Le musée de la vallée d'Aure à Ancizan.
- La maison des sources à Mauléon-Barousse.
- La  maison du patrimoine à Thermes-Magnoac.

### Villages
Villages des Hautes-Pyrénées faisant partie des communes touristiques en France.

#### Galerie d'images

Sélection de vues des villages.
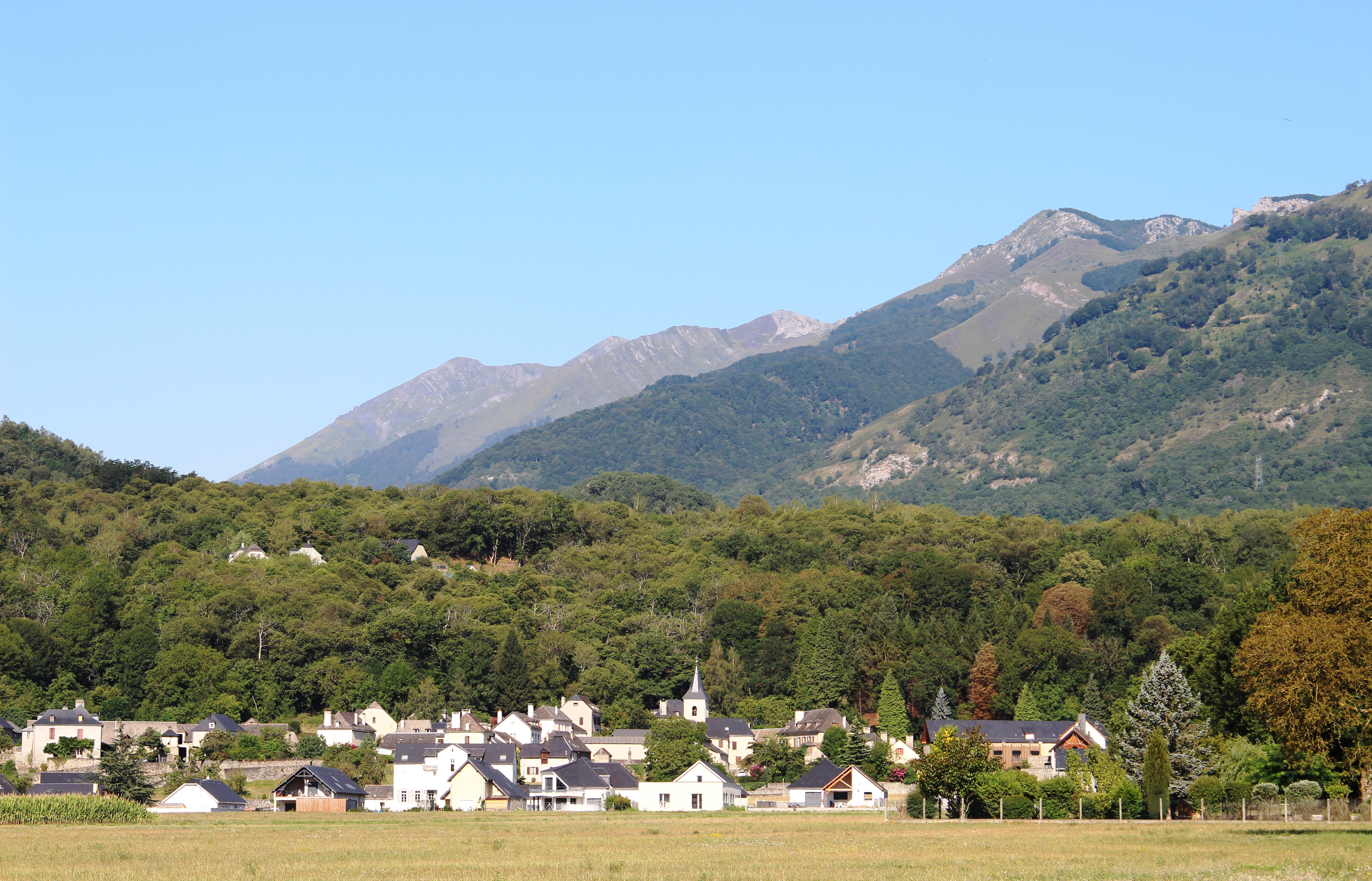
Ayzac-Ost
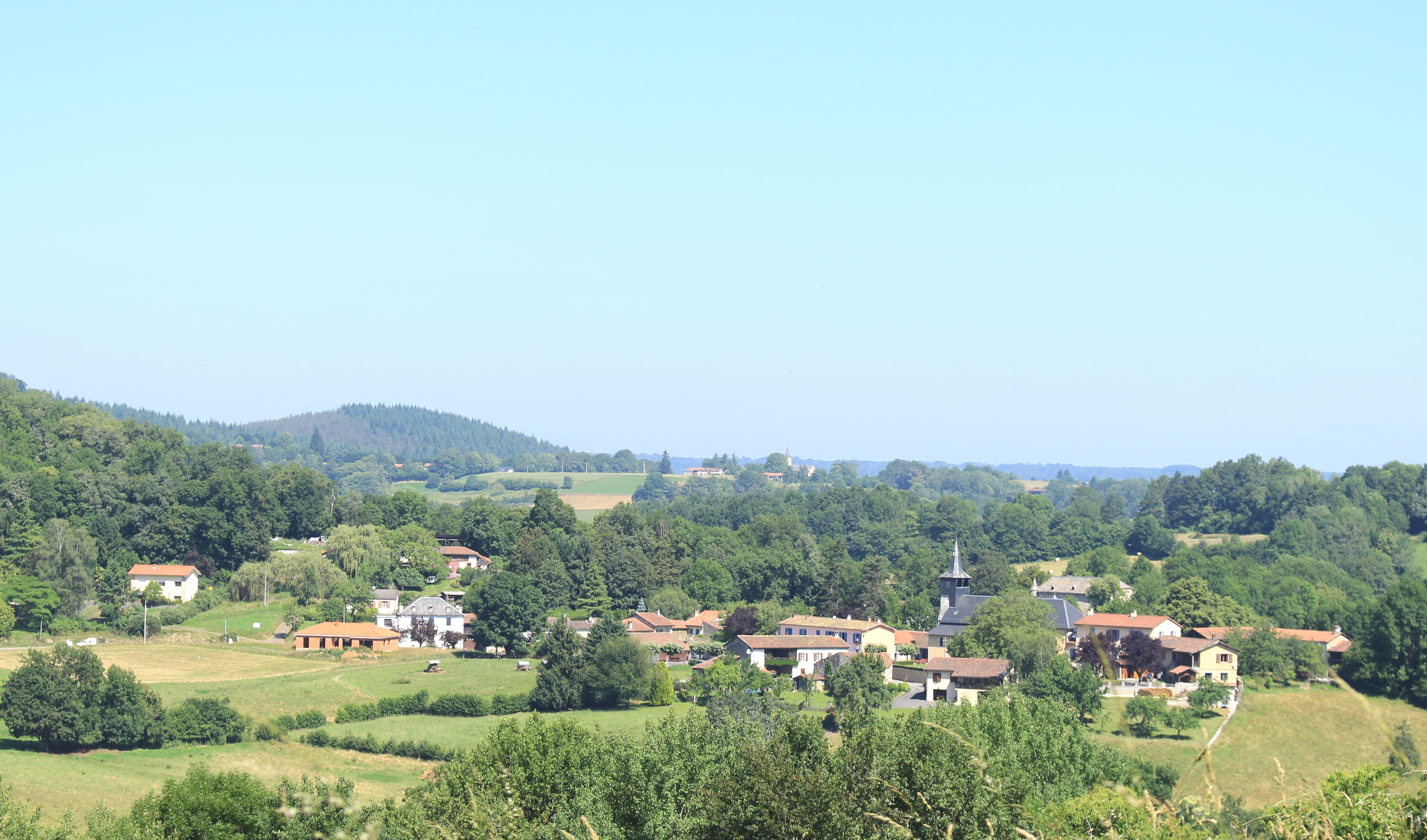
Bize
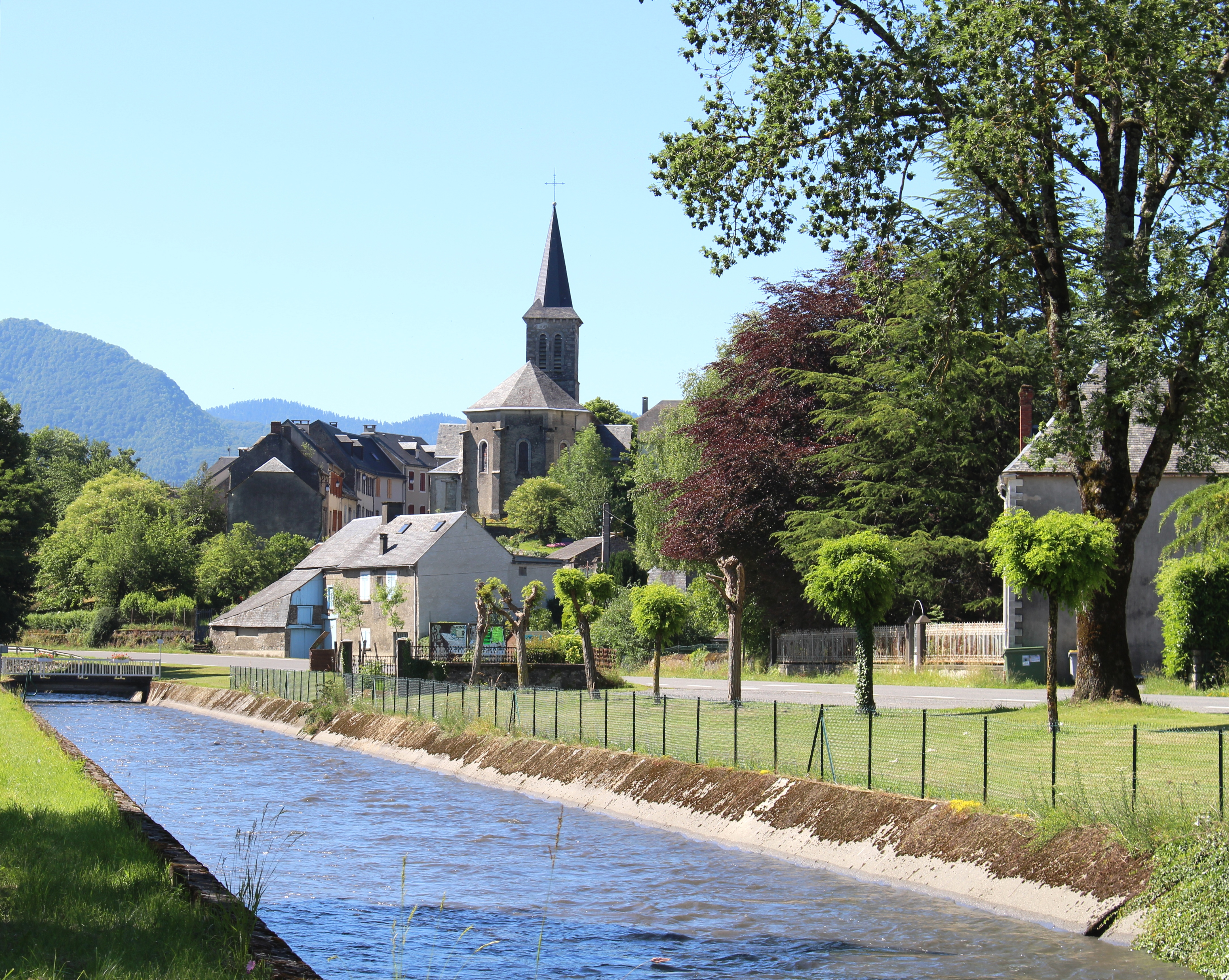
Hèches
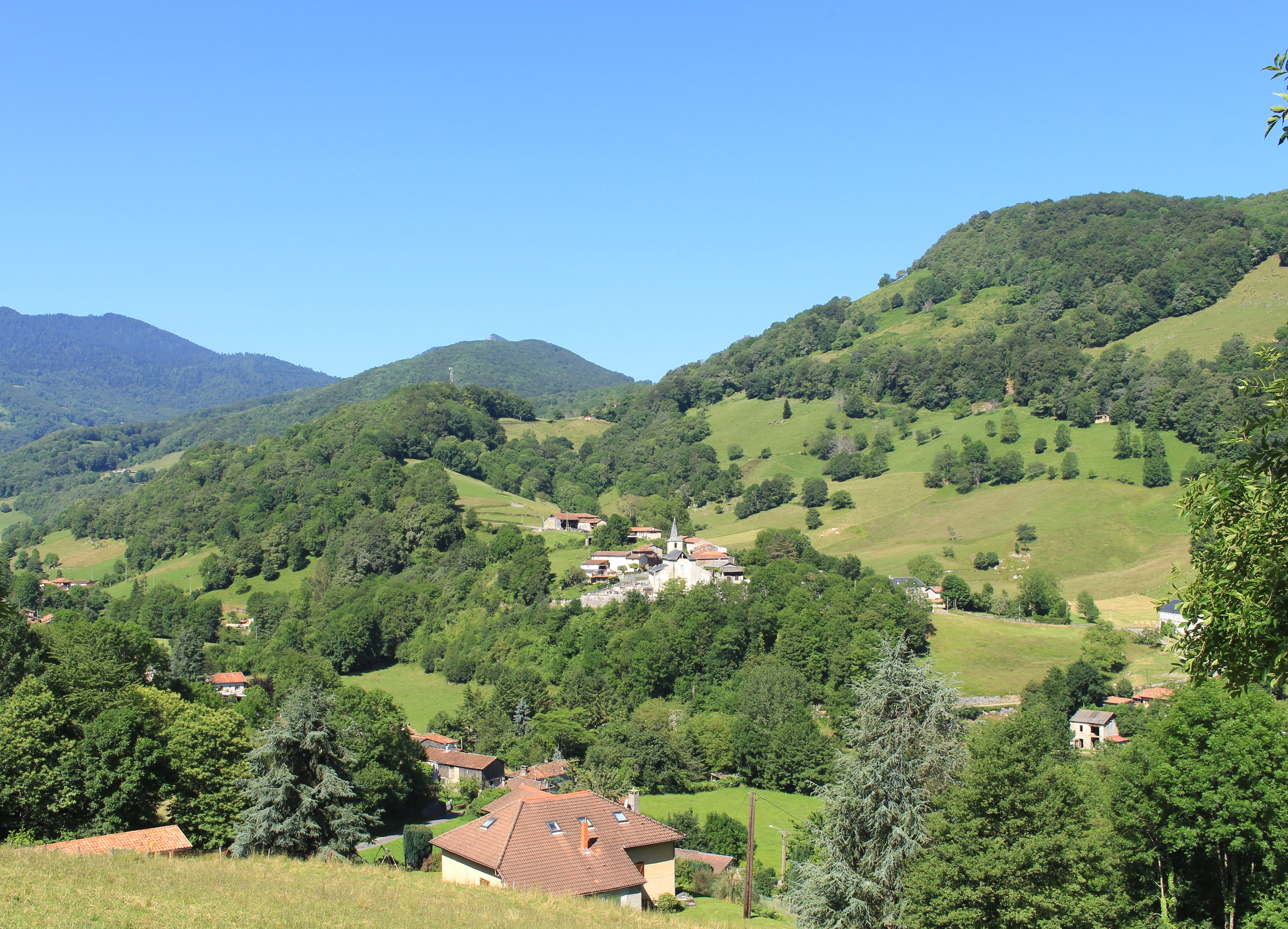
Nistos
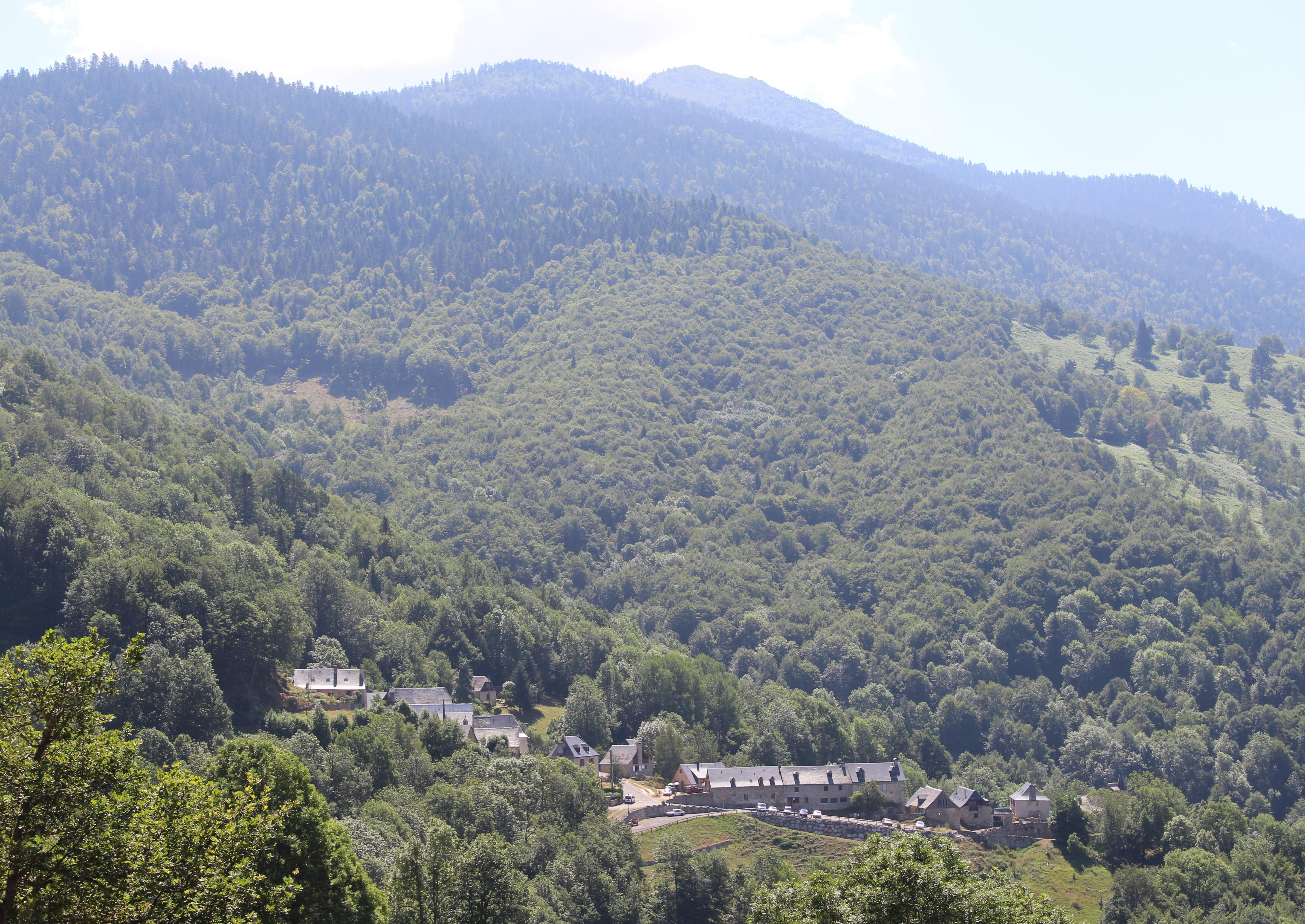
Ris
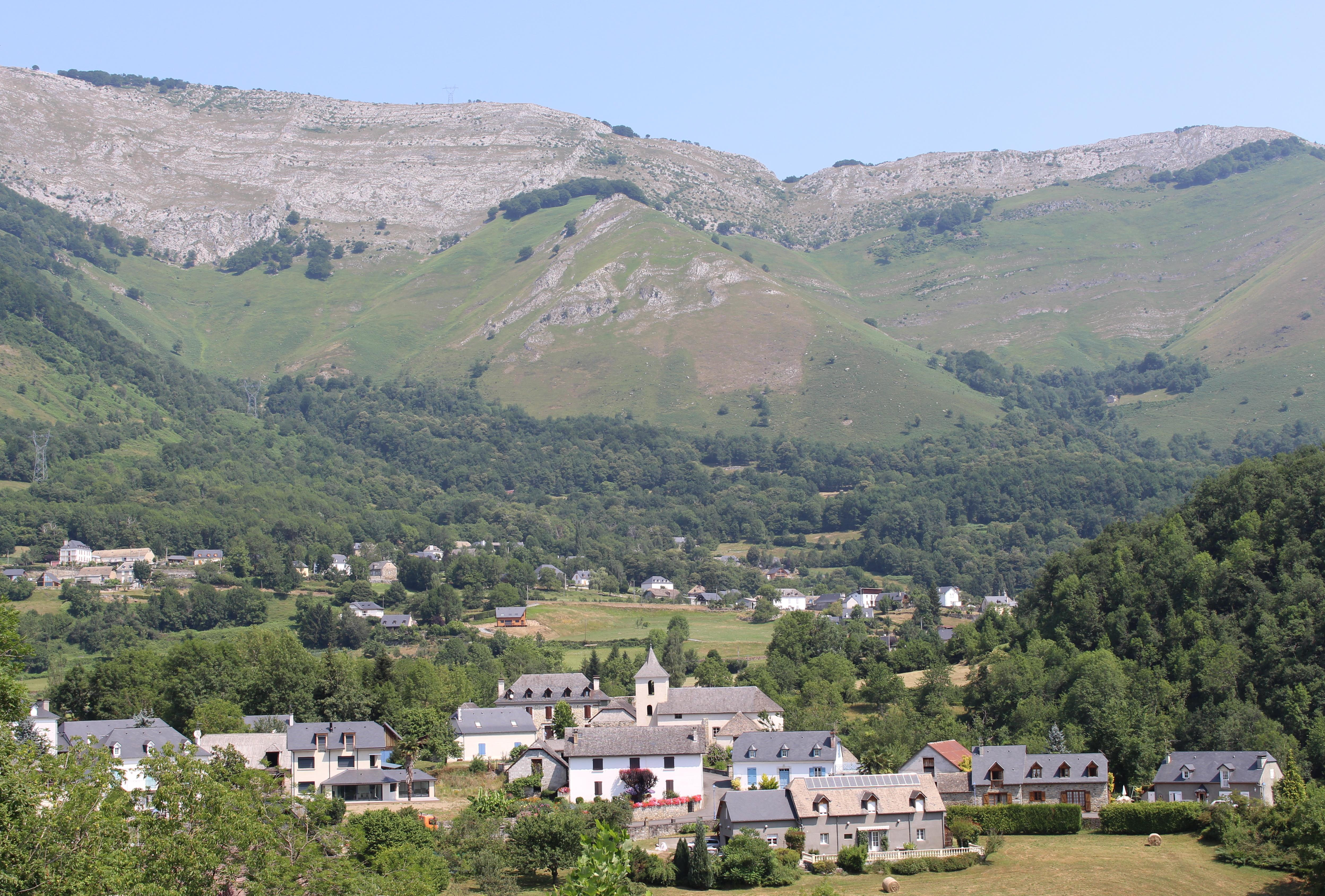
Sère-en-Lavedan
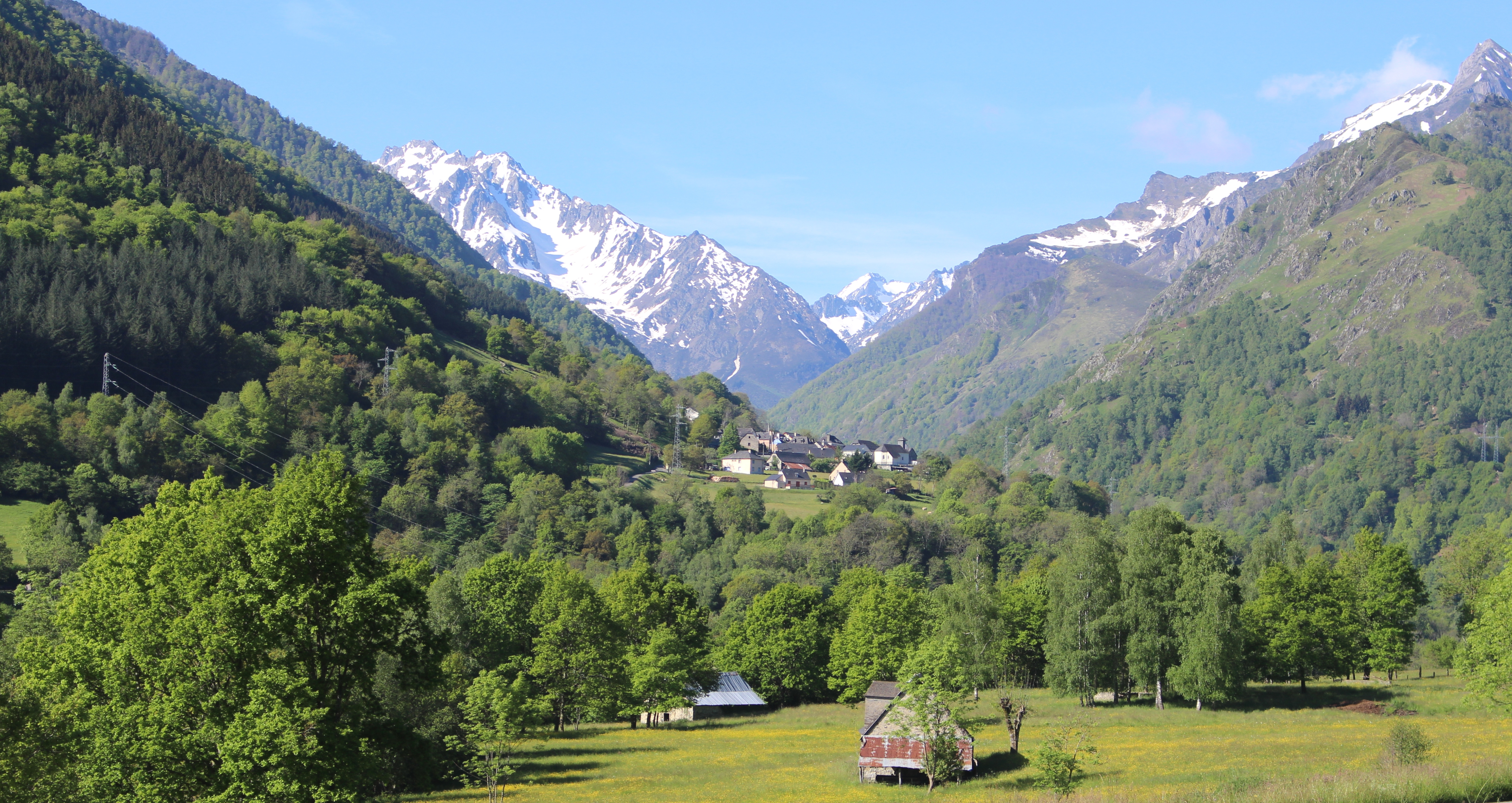
Sireix

## Tourisme de loisirs

### Casinos

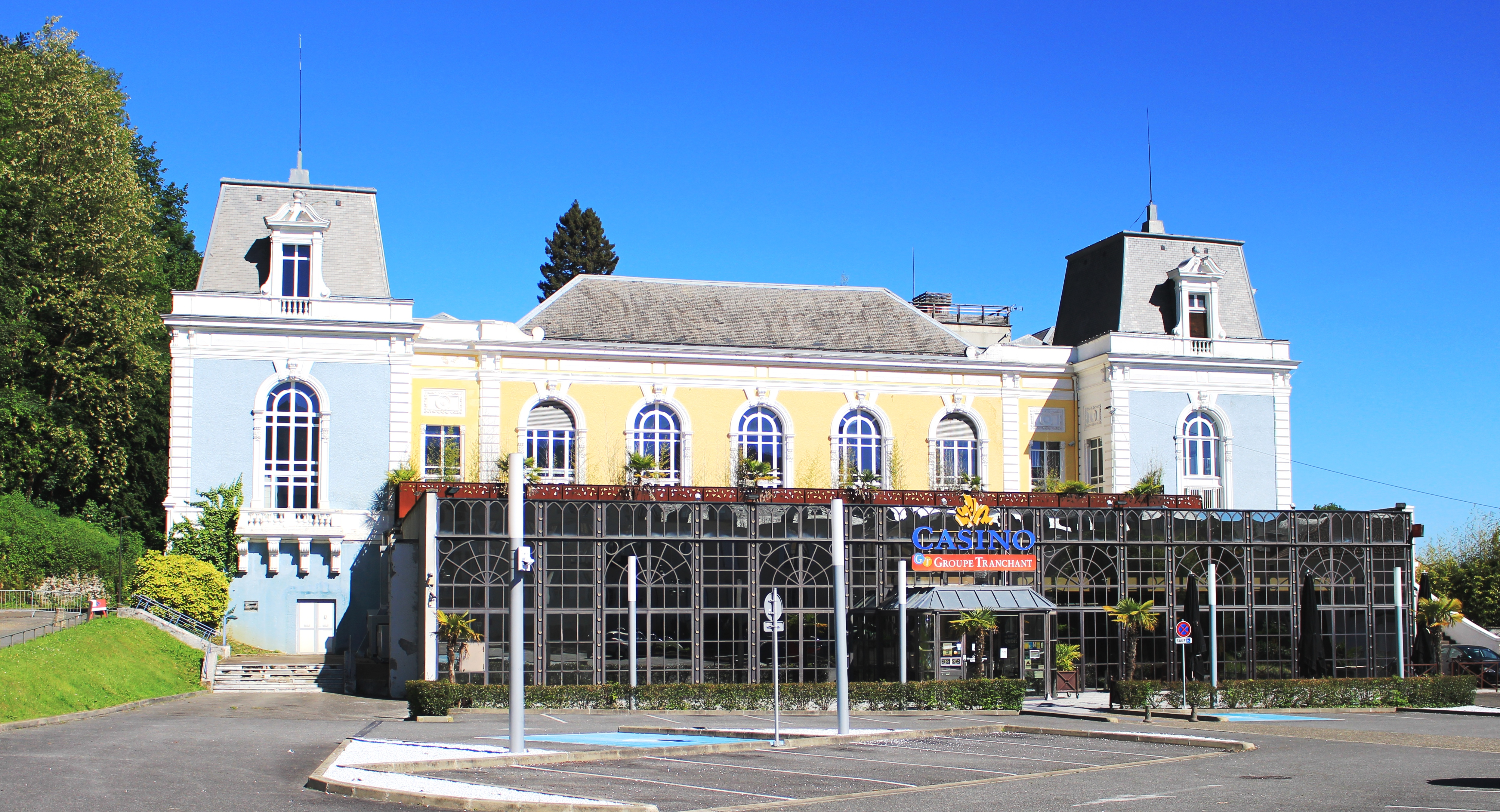
Le Casino de Bagnères-de-Bigorre.

Industrie très réglementée, les casinos, notamment réservés aux stations balnéaires, thermales et climatiques sont apparus au cours du XIXe siècle, avec l'arrivée de plus en plus importantes de clientèle étrangère (anglaise).
Le département compte 4 casinos:
- Casino de Bagnères-de-Bigorre.
- Casino d'Argelès-Gazost.
- Casino de Capvern-les-Bains.
- Casino de Cauterets.

### Golf

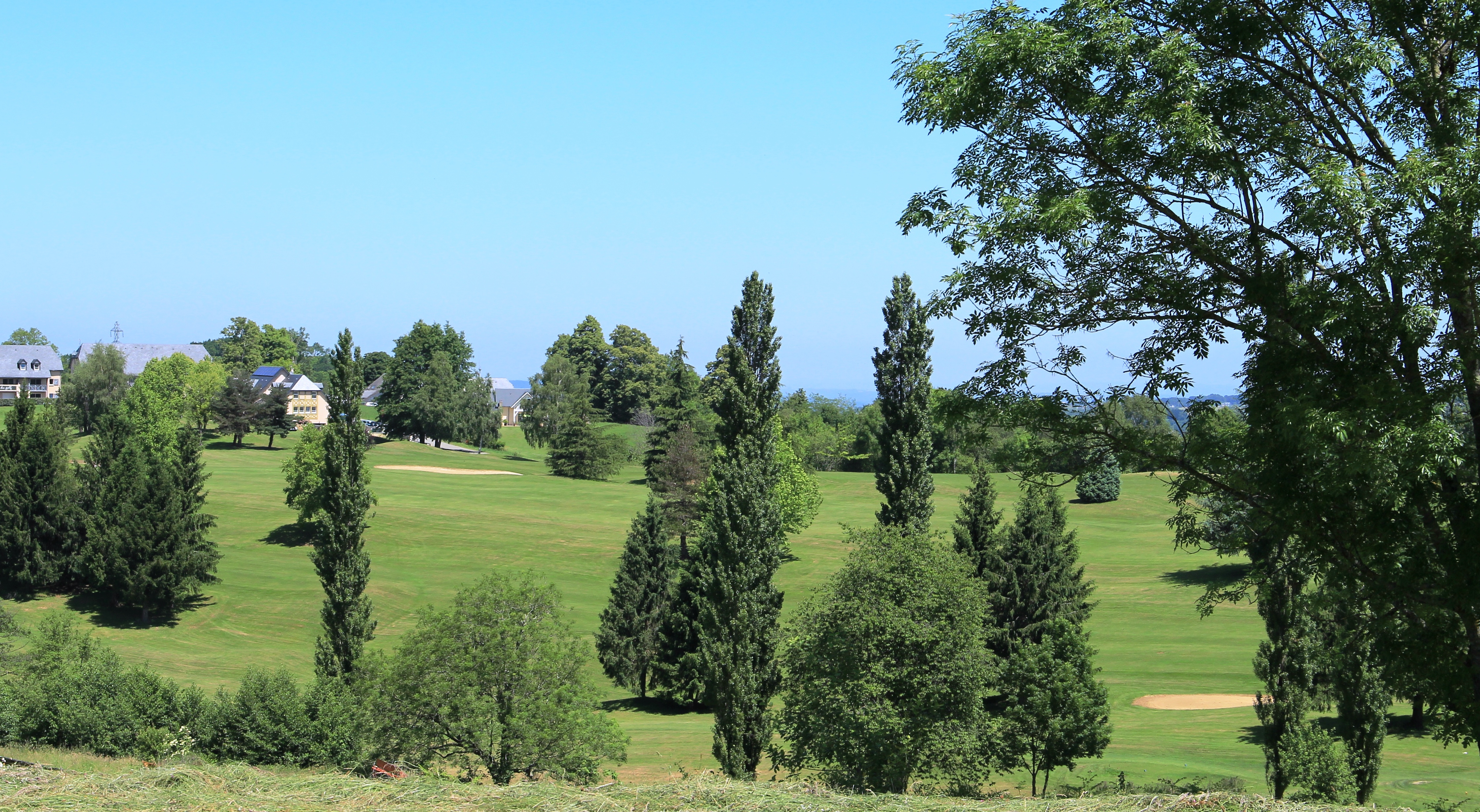
Le Golf de Bagnères-de-Bigorre.

Le département compte 5 golfs:
- Golf Hippodrome de Laloubère.
- Golf des Tumulus à laloubère
- Lourdes Golf Club.
- Golf Country-Club de Bigorre.
- Golf de Lannemezan.

## Accès

### Par voie aérienne
L'aéroport de Tarbes-Lourdes-Pyrénées est le second de l'ancienne région administrative Midi-Pyrénées.

Sélection de vues de l'aéroport
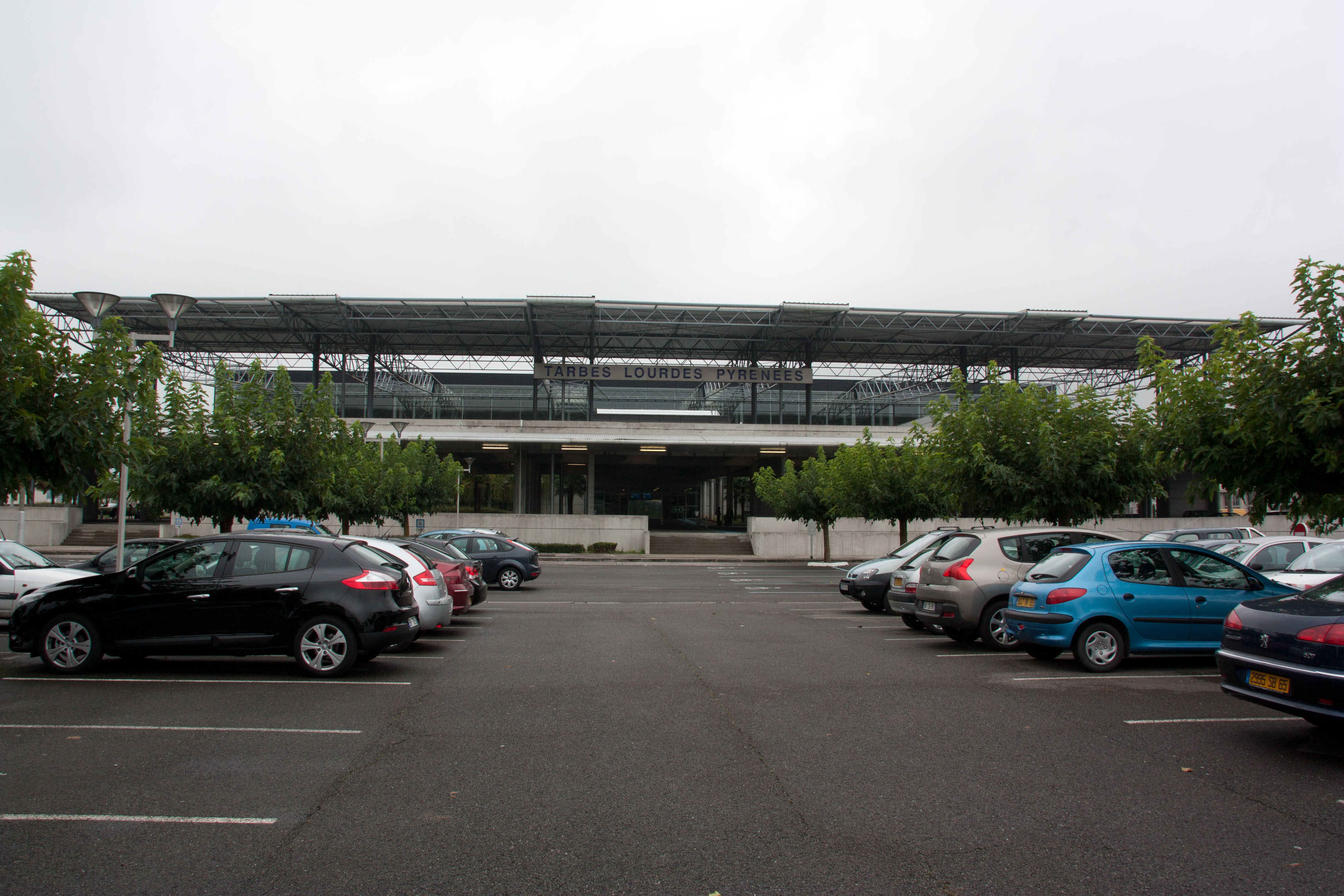
Aéroport
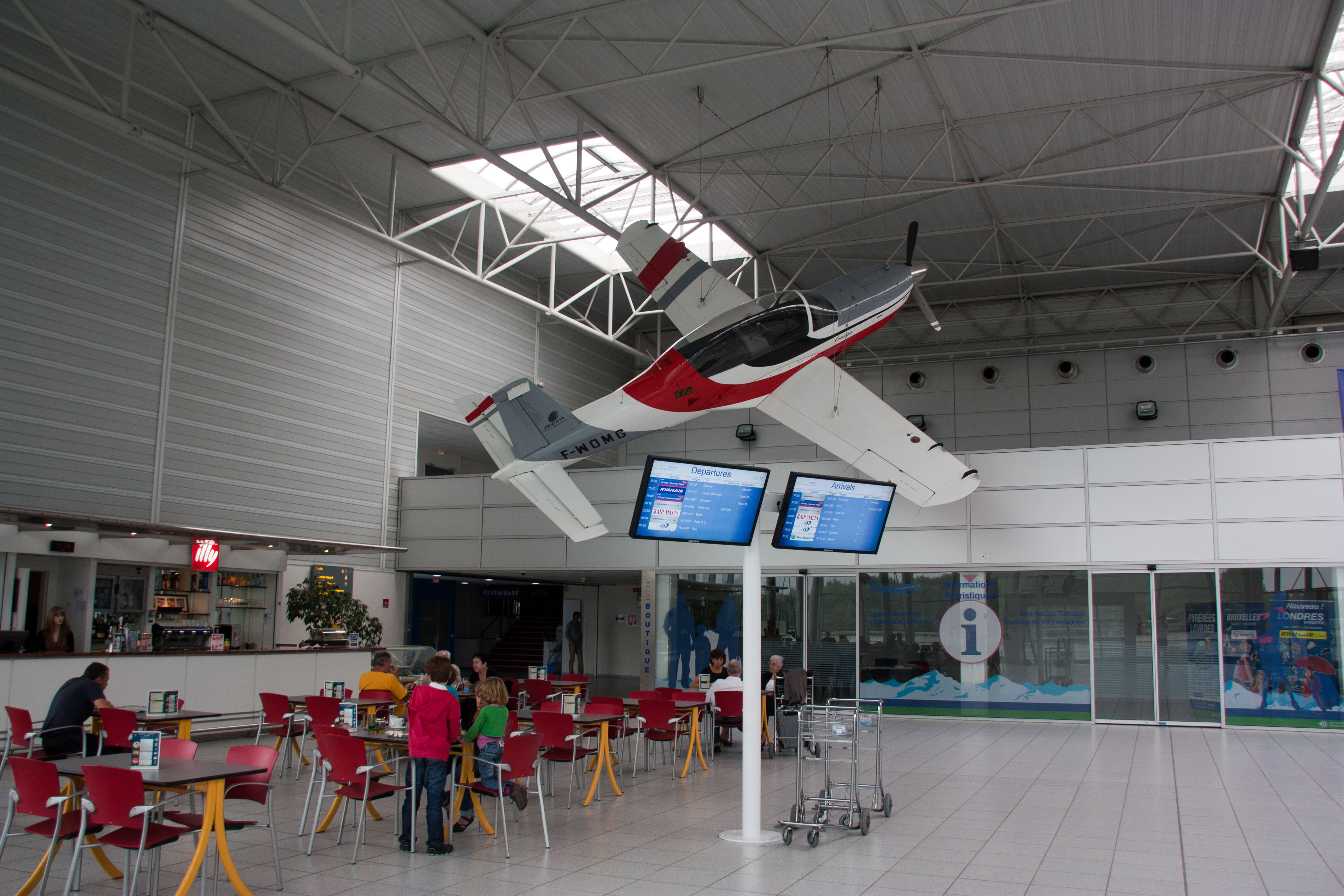
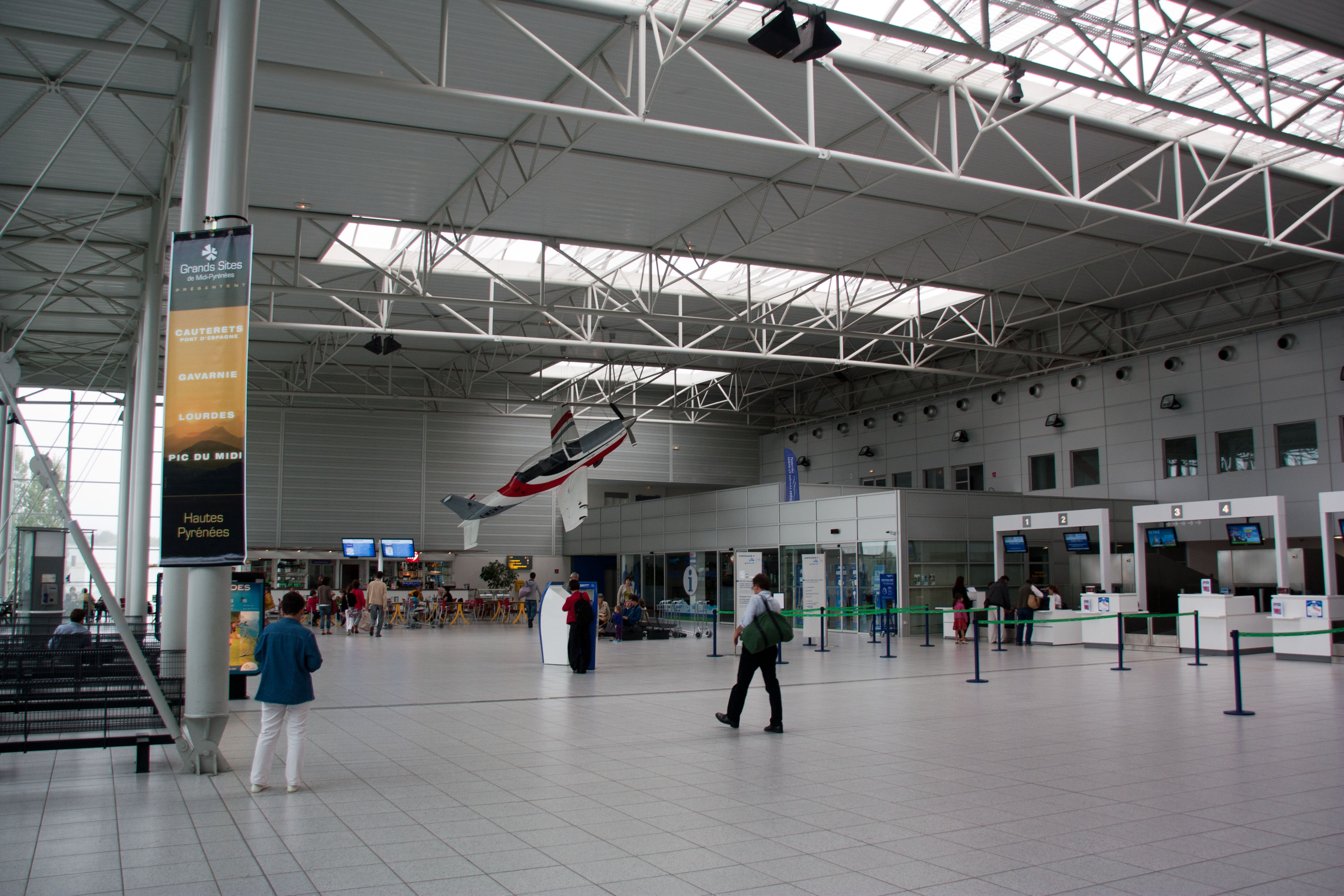
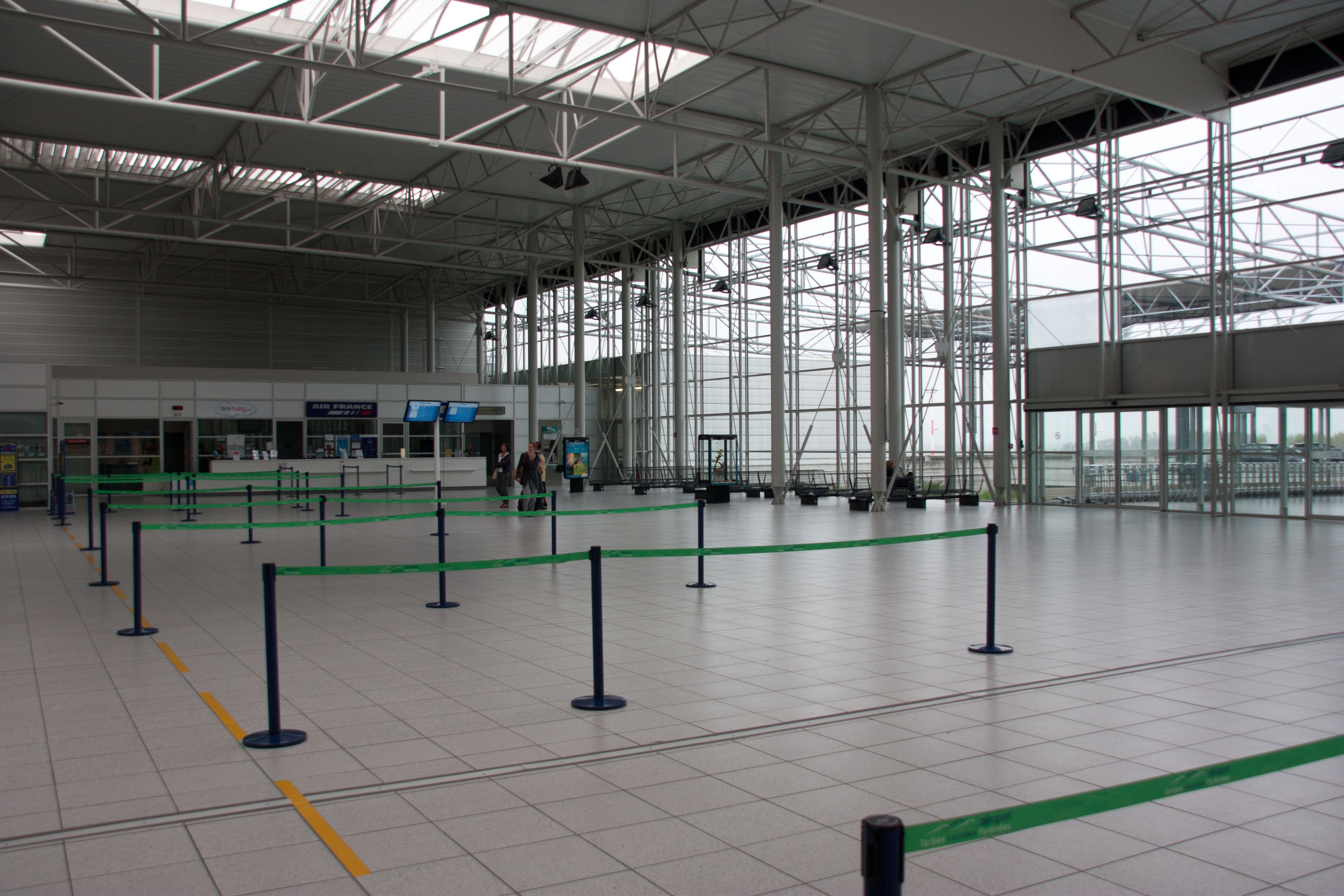

### Par voie ferroviaire
Les principales gares sont celles de Lourdes et Tarbes mais Ossun, Saint-Pé-de-Bigorre et Tournay sont également desservies.

### Par voie routière
L'A64 dessert Lourdes, Tarbes, Tournay, Capvern et Lannemezan. Des voies rapides relient Tarbes et Lourdes puis Lourdes et Argelès-Gazost.

## Hébergement

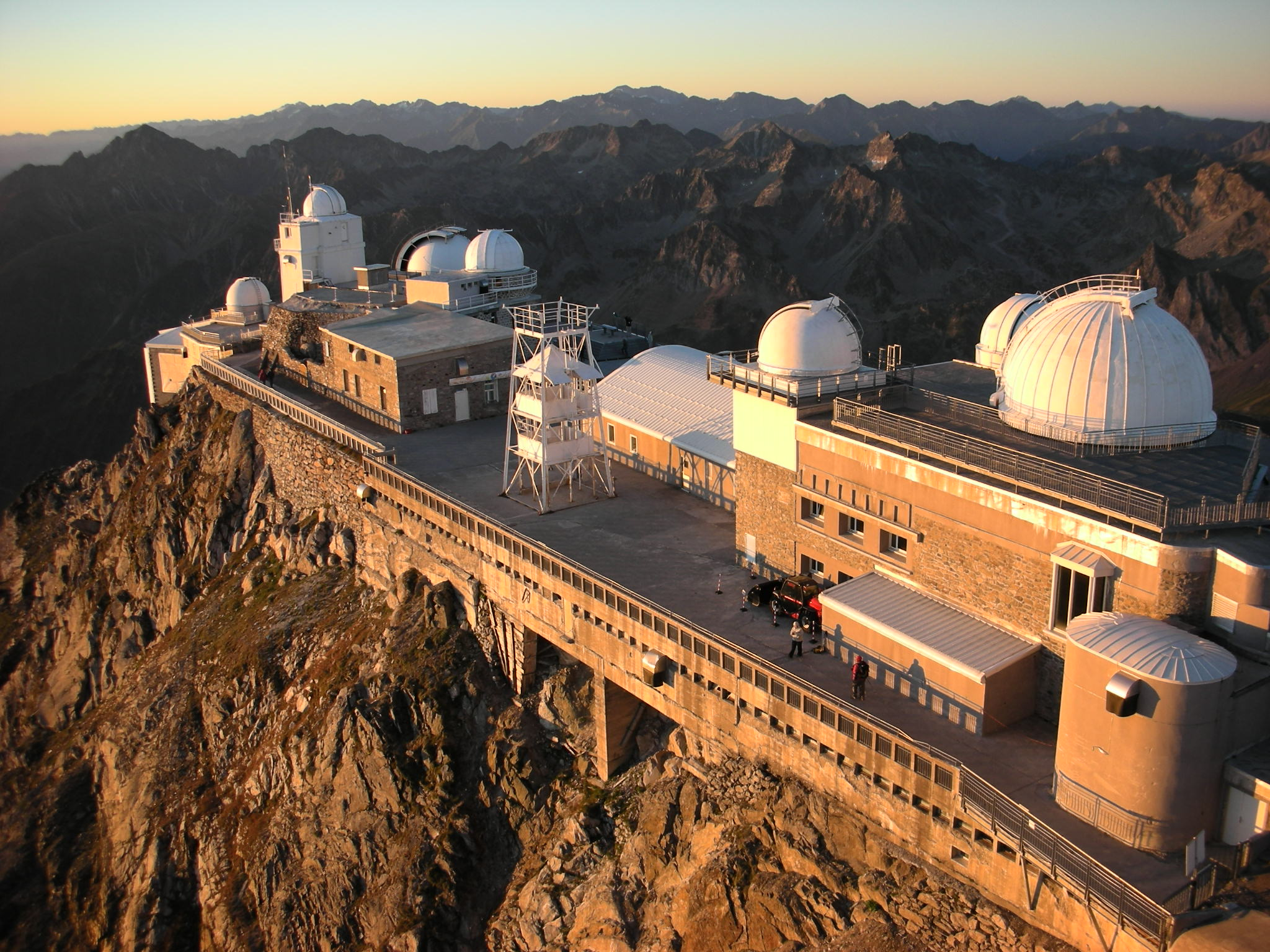
Pic du Midi de Bigorre

### Offre hôtelière
Lourdes, est la deuxième ville hôtelière de France. Aussi, les Hautes-Pyrénées disposent d'une offre d'hébergement très diversifiée. Si un hôtel design très urbain marque l'architecture du centre-ville tarbais, en dehors des villes, de plus modestes établissements, des gîtes ruraux et de nombreux campings sont aussi l'expression d'un tourisme vert. Des refuges, habités ou en accès libre, accueillent les randonneurs en montagne. Il est possible de dormir, en haute altitude, au Pic du Midi de Bigorre ou même au milieu des loups ou des ours au Parc Animalier des Pyrénées à Argelès-Gazost.

### Résidences secondaires
Selon le recensement général de la population du 1er janvier 2008, 22,3 % des logements disponibles dans le département étaient des résidences secondaires.
Le tableau suivant recense les principales communes des Hautes-Pyrénées dont les résidences secondaires et occasionnelles dépassent 10 % des logements totaux.

## Tourisme festif
- Fêtes du feu du solstice d'été dans les Pyrénées
- Festival de Gavarnie
- Festival cinéma muet et piano parlant d'Anères
- Equestria
- Salon du Livre pyrénéen
- Salon régional de l'agriculture de Tarbes

## Gastronomie
- Le haricot tarbais[8]. La Bigorre élève jalousement ce produit gastronomique, originaire d'Amérique Latine et introduit au XVIIIe siècle en vallée de l'Adour. Il lui faut un sol aux critères bien définis et une semence à une date précise. La cueillette se fait exclusivement à la main, gousse par gousse. Ce haricot réputé a obtenu le Label rouge en 1997 est une Indication Géographique Protégée en 2000.
- La garbure[9], plat typique de Bigorre, est une revigorante soupe aux légumes et haricots tarbais dans laquelle on cuit le confit et le camailhou (os du jambon du pays)[10].
- Le vin de Madiran[11] appartient à la mosaïque des vignobles du Sud-Ouest. Il existe depuis l'époque gallo-romaine, cependant sa véritable création date du XIe siècle, lorsque fut fondée l'abbaye de Madiran par les moines bénédictins. Sa renommée fut établie grâce aux pèlerins de St Jacques de Compostelle qui le découvraient en traversant la région. À cheval sur trois départements, le Madiran est un vignoble de coteaux, d'une superficie d'environ 1 600 hectares. Très riche en tanins, c'est un vin rouge corsé et charpenté, rude dans sa jeunesse. Après un vieillissement, ses tanins s'assouplissent et il développe des arômes plus fins, où se mêlent les odeurs de pain grillé et d'épices.
- Le mouton « de Barèges ».
- Le porc noir de Bigorre[12]. Très ancienne race sauvée de la disparition en 1981, ce produit d'exception nécessite des conditions d'élevage en plein air qui respectent les exigences de cette race pure et s'appuie sur un savoir-faire traditionnel. Au bout de 14 mois de soins attentifs et un affinage naturel minimum de 18 mois, le Porc Noir de Bigorre donne un jambon de premier choix.
- Le jambon de Bayonne[13]. S'il est possible d'élever les porcs destinés à la production du Jambon dit « de Bayonne » dans 22 départements du Sud-Ouest de la France , la zone de transformation de ces jambons (salage, séchage, affinage, désossage) se limite à l'Indication Géographique Protégée (IGP) c'est-à-dire à une partie du Bassin de l'Adour (Pyrénées-Atlantiques, et une partie des Hautes-Pyrénées, du Gers et des Landes). C'est ainsi qu'à proximité de Tarbes (à Bordères sur l'Echez et Louey) se trouvent deux importantes entreprises de transformation du Jambon de Bayonne.
- Le gâteau à la broche, gâteau bigourdan par excellence, au bon goût de feu de bois. C'est une recette réservée à ceux qui possèdent une cheminée car la cuisson se fait « à la broche » devant une flambée. Un cône est arrosé lentement de pâte afin d'obtenir des couches successives, qui au bout de plusieurs heures de cuisson, donnent un gâteau de forme conique[14]. Il peut se conserver plus d'un mois et ne doit être consommé qu'au bout du 3e jour avec ou sans crème anglaise.
- La miche qui est un petit gâteau qui est fait aujourd'hui avec des farines de maïs et de blé, il fut d'abord réalisé à base de sarrasin.
- Le fromage des Pyrénées, de chèvre, vache, brebis ou mixte (vache-brebis). Fromage fermier, généralement moulé à la main, salé et affiné en cave fraîche. La Tomme des Pyrénées, le Barousse et l'Esbareich.

### Salon
Chaque année, au mois de mars, a lieu le salon régional de l'agriculture de Tarbes sur le site du parc des expositions de Tarbes qui est la plus importante foire agricole du Sud-Ouest en taille adressée au grand public.

### Galerie d'images

Sélection de vues de la gastronomie bigourdane.
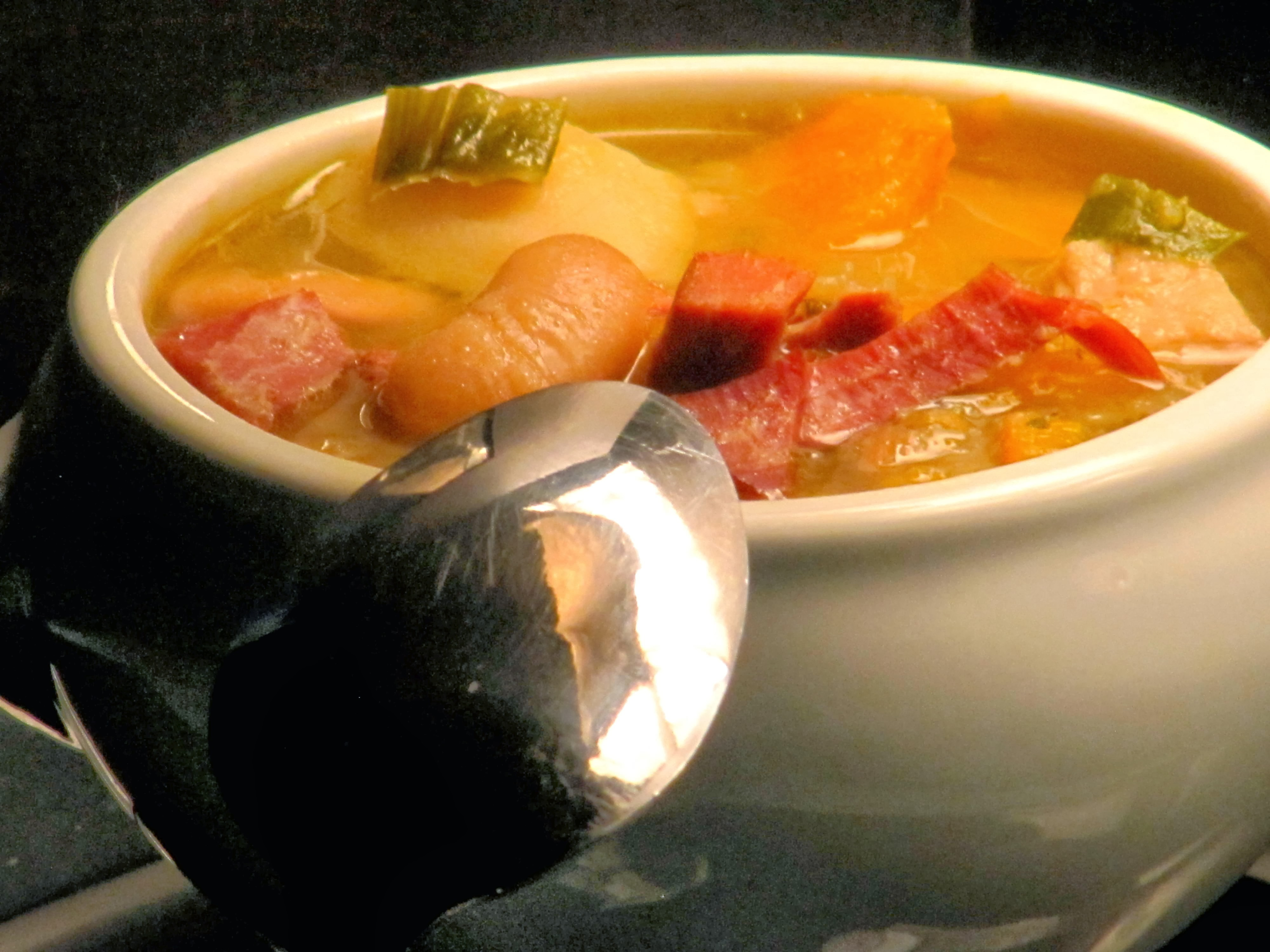
La garbure
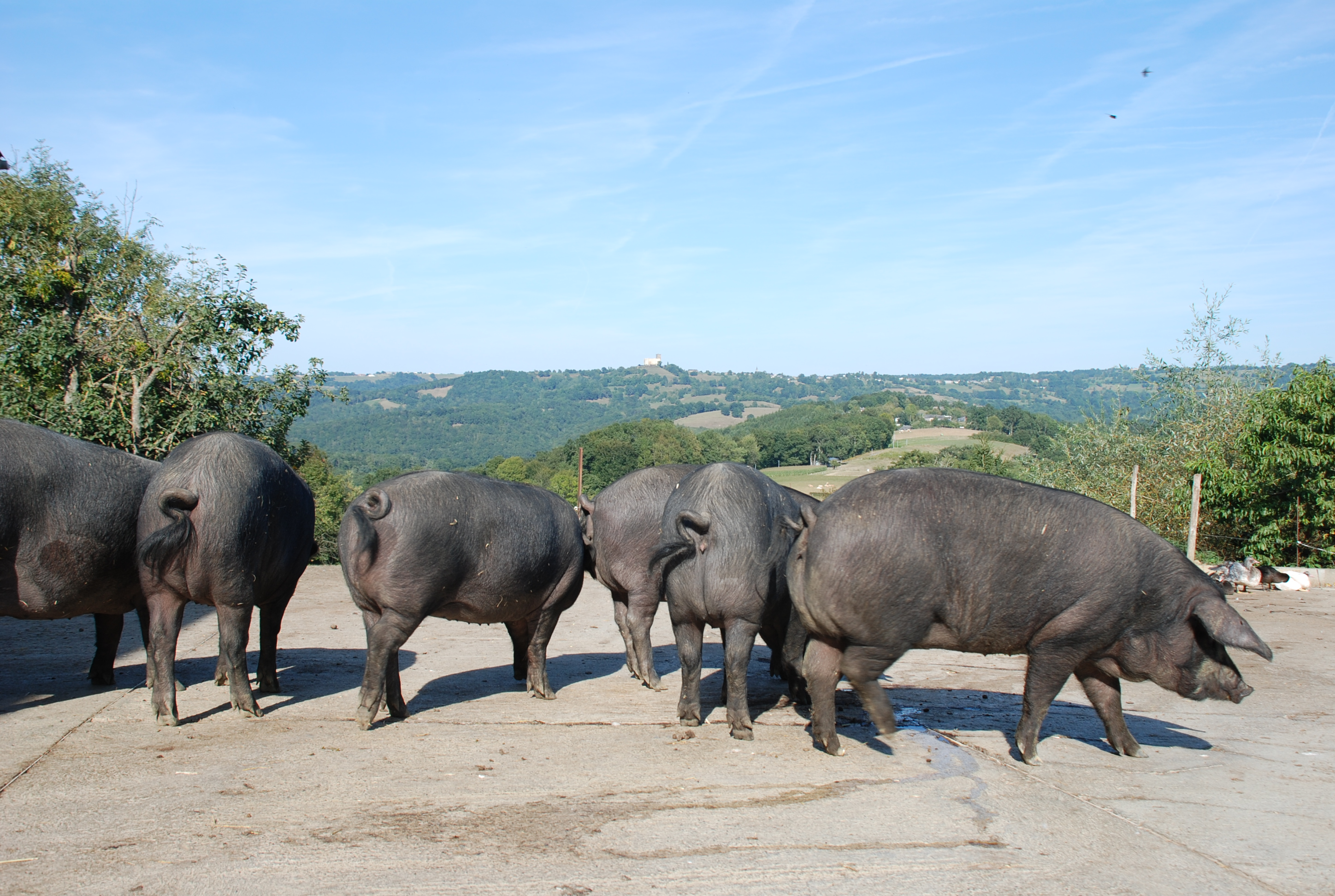
Le porc noir de Bigorre
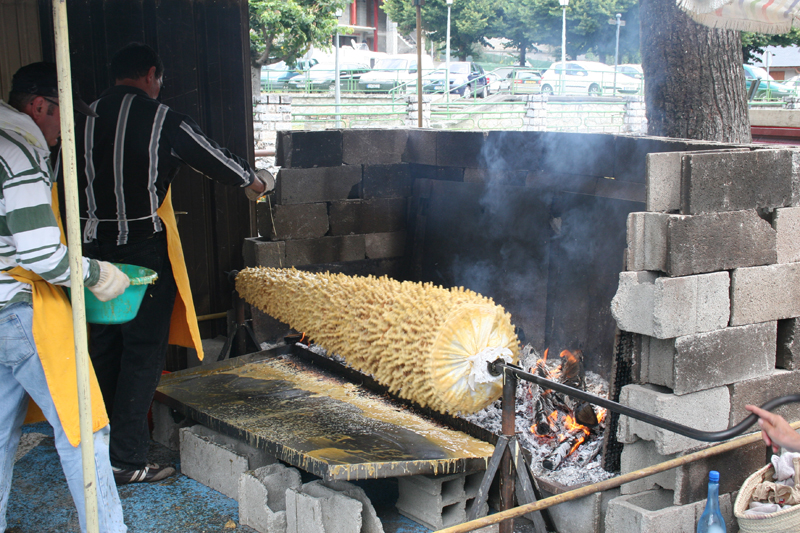
Le gâteau à la broche
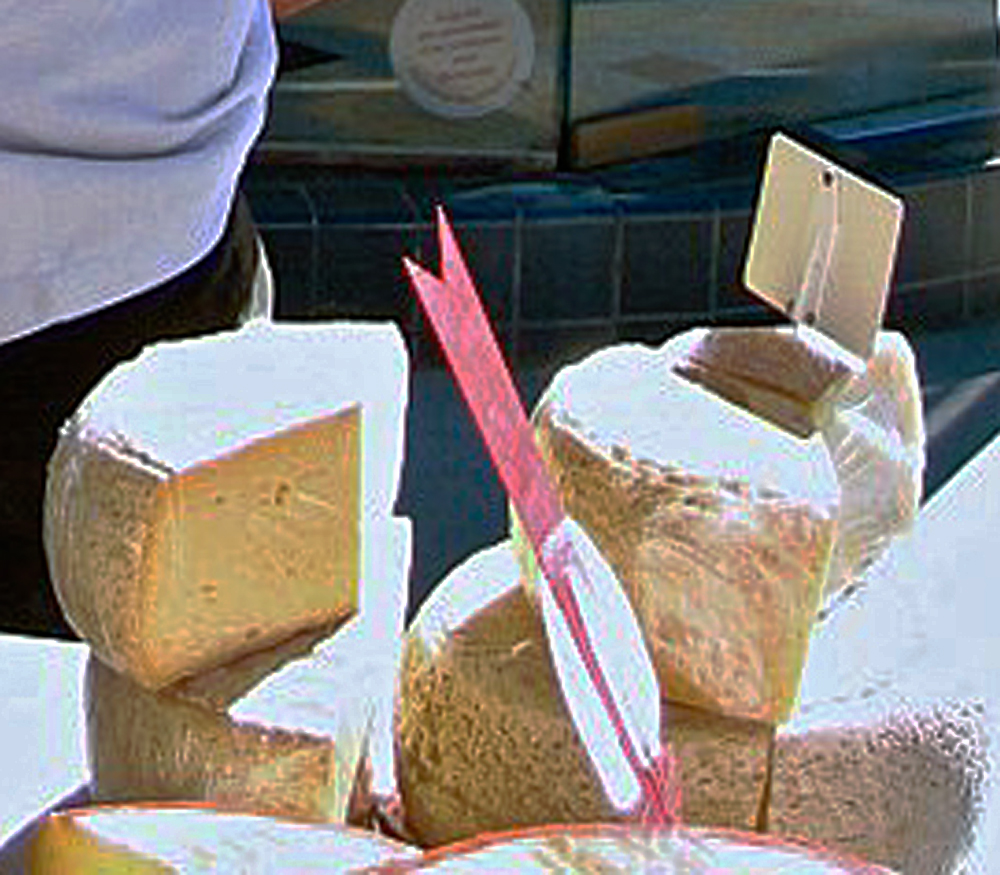
le Barousse